# Zahrady Boboli

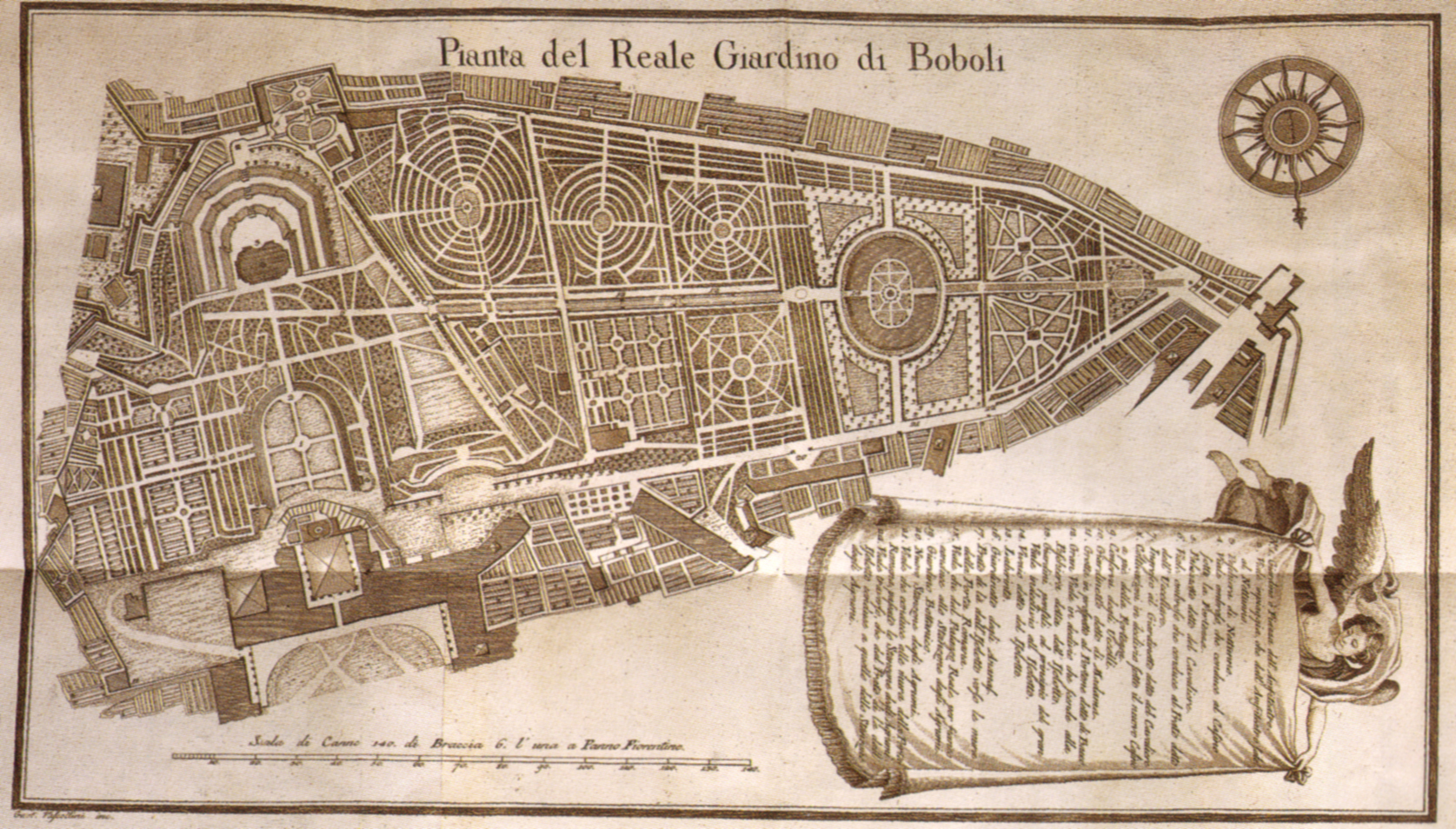
Starý architektonický plán (konec XVIII. století, začátek XIX.), Zahrady Boboli

Zahrady Boboli (Giardino di Boboli) je historický park ležící ve Florencii. Zahrada náleží k Paláci Pitti a je spojena také s Forte di Belvedere, vojenskou základnou zajišťující bezpečnost panovníka a jeho rodiny. Zahradu každoročně navštíví 800 000 turistů.
Zahrady náleží k Paláci Pitti, který byl obýván rodem Medici, Lotrinskou dynastií a rodem Savojských. Byly postupně vytvořeny v období mezi 15. a 19. stoletím a zaujímají plochu 45 000 metrů čtverečních. Renesanční úpravy, jsou v těsné blízkosti zámku. V průběhu let pak byly přidány nové části. V zahradě jsou sochy a objekty, které odpovídají stavu v 18. století. Kaffeehaus zahrady Boboli je vzácným příkladem rokokového vkusu v Toskánsku). Zahrady jsou na seznamu památek světového dědictví UNESCO jako součást položky „Vily a zahrady Medicejských v Toskánsku“.

## Historie
Původ jména "Boboli" pochází snad z majetku rodiny Borgolo, kterým patřilo území u kostela Santa Felicita v Oltrarno, kterou Luca Pitti koupil jako zahradu v roce 1418 a zahájil výstavbu budovy, která nese jméno jeho rodiny. Převod vlastnického práva na rod Medici byl proveden v roce 1549, jako koupě pro Eleonoru di Toledo, manželku vévody Cosima I. de Medici. V tomto období začaly terénní úpravy a rozšiřování, které také zahrnovalo zahradu. Zahrada, tak jak ji známe, byla založena architektem Nicholasem Tribolo který o deset let dříve pracoval na zdokonalení zahrad Villa medicea di Castello.
Tribolo vytvořil projekt, ke kterému je připočítáván amfiteátr který téměř jistě vznikl z výkopových prací na kopci, a jehož hlavní osou je severozápadní a jihovýchodní osa, jenž přirozeně navazuje na nádvoří 'Ammannati' mezi palácem a budoucím Forte di Belvedere. Kameny použité k vytvoření paláce Pitti ve skutečnosti pochází z této prohlubně, která je tak uměle vytvořena. Tribolo zemřel v roce 1550, a v práci pokračoval Bartolomeo Ammanati a potom Bernard Buontalenti. Stav zahrady na konci šestnáctého století byl zachycen v jedné z lunet ve vile Medici slavné série vytvořené Giusto Utensem (asi 1599), ty jsou nyní uloženy v muzeu Museo di Firenze com'era ve Florencii.
Během panování Cosimo II (1609–1621) došlo k největšímu zvětšení zahrady, téměř ztrojnásobení velikosti, pod vedením architekta Giulio Parigi a jeho syna Alfonso Parigi. tito architekti byli tvůrci druhé osy parku, směrem k Porta Romana (tzv. Viottolone).
Zahrada byla otevřena pro veřejnost poprvé, i když s omezeně, za vlády Leopolda II.

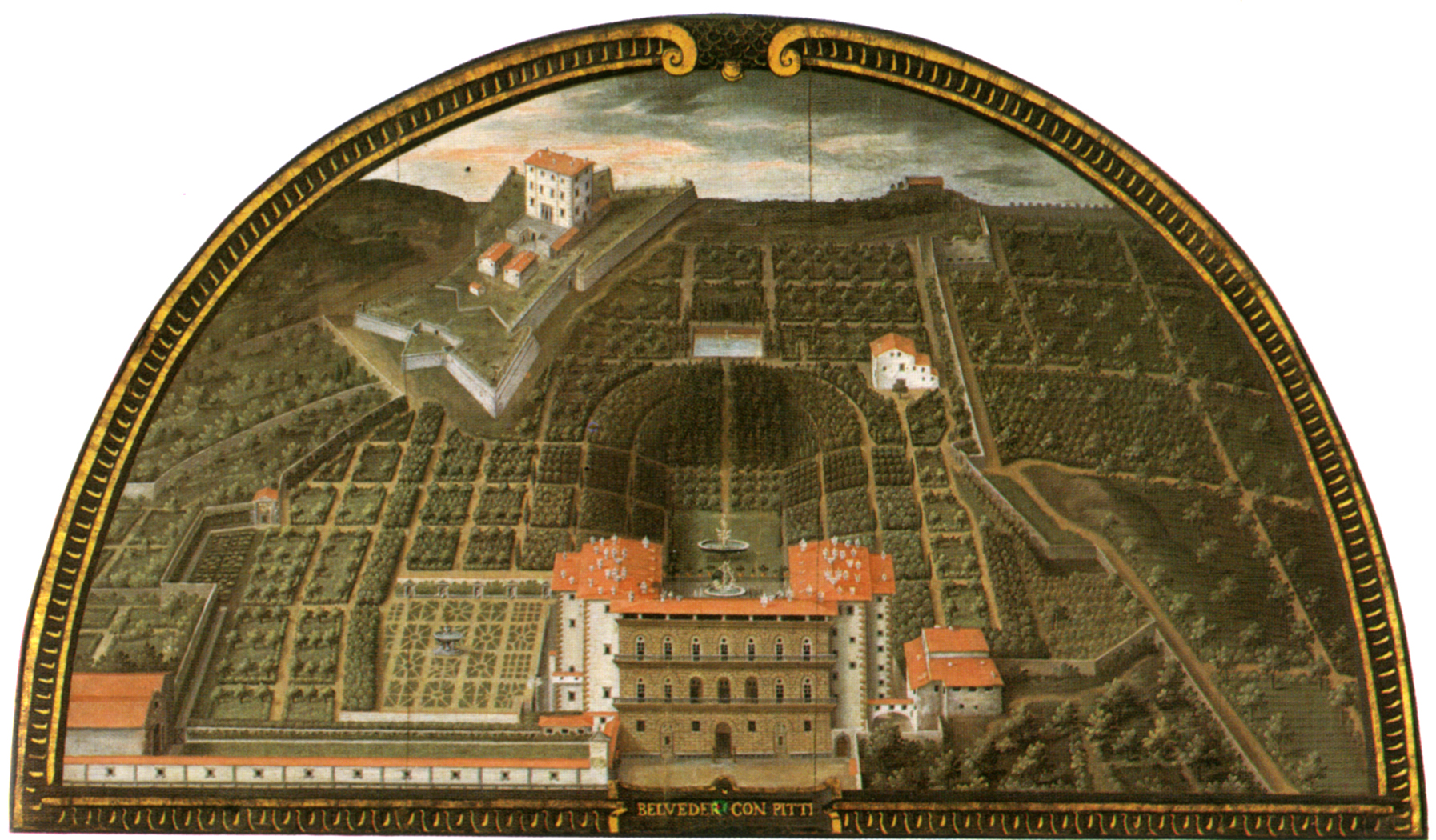
Zahrady Boboli na lunetě od autora Giusto Utense, z roku 1599 (Museo di Firenze com'era, Florencie)

## Architektura a krajina
Zahrady celkově tvoří poněkud protáhlý trojúhelník se strmými svahy a dvěma téměř kolmými osami, které protínají u Neptunovy fontány, která se stává v místě výhledu. Od centrální osy cesty pak odvíjí série teras cesty a uličky s výhledem, sochy, cesty s výhledy, ohrazené zahrady a konstrukce.

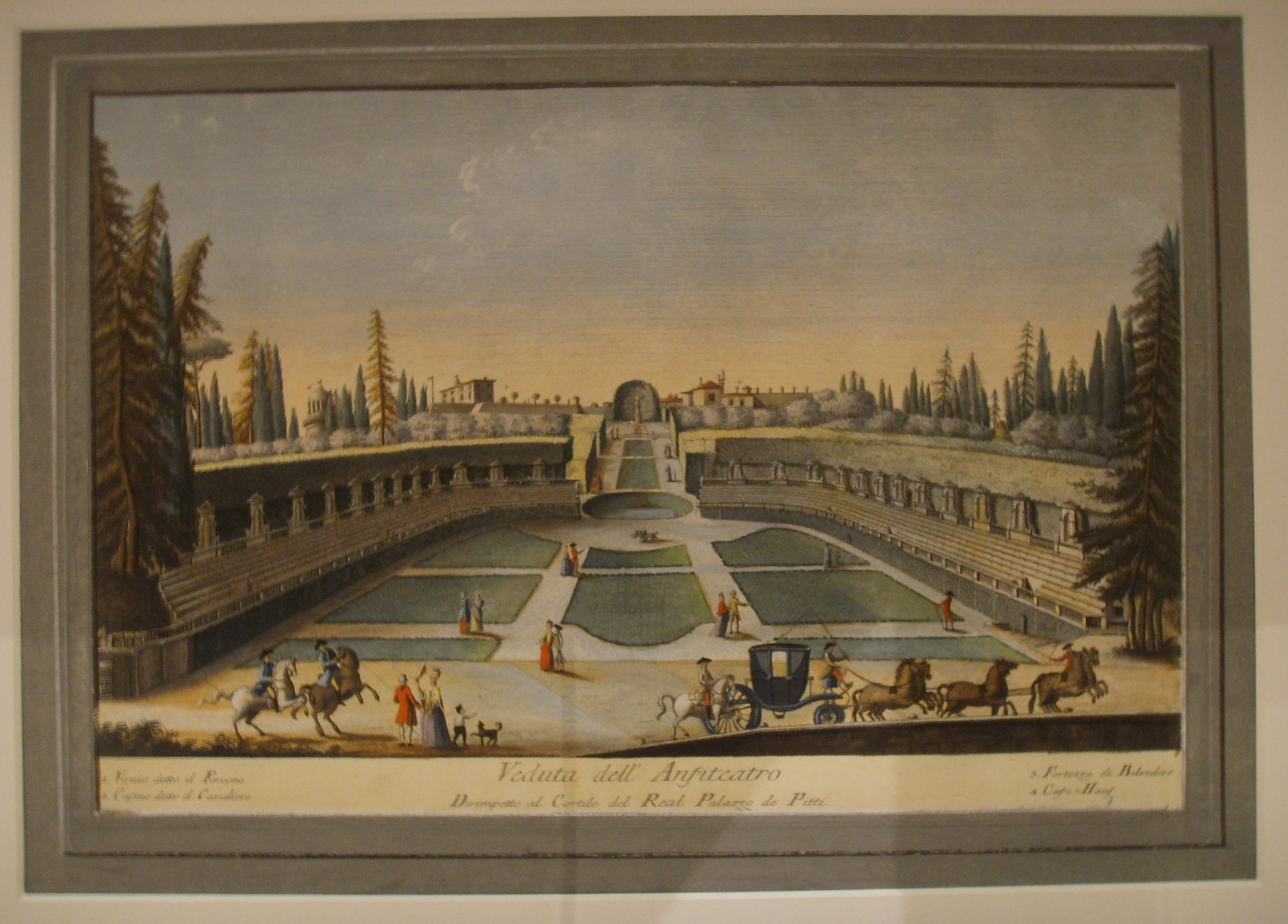
L'anfiteatro di Boboli, akvarel, 18. století

### První osa

#### L'anfiteatro
Hlavní osa, se odvíjí od průčelí budovy paláce, vystupuje na vrchol v Boboli, přes zahloubený amfiteátr ve tvaru podkovy.
Amfiteátr označuje místo na kopci, kde byly vytěženy kameny použité k vytvoření Paláce Pitti a záměr upravit tento velký prostor v půdorysu vychází z tvaru zvonu, byl upraven architektem Tribolo a velmi pravděpodobně navrhl tuto oblast architektonicky upravenou jako boskety se stálezelenými rostlinami. To bylo vylepšeno jen v roce 1599, zatímco stavby s mramorovými sochami a starožitné terakotové urny byly navrženy Giuliem a Alfonso Parigi, začínající mezi 1630 a 1634. Stavba byla zahájena v roce 1637 při příležitosti korunovace Vittoria della Rovere, manželky Ferdinanda II. de Medici, velkovévodkyní Toskánskou.
Ve středu se dříve rozkládala fontána Fontana dell'Oceano, která byla v sedmnáctém století přesunuta do jihozápadní části zahrady (Isolotto) tak, aby bylo možno využít tento prostor, jak tomu bylo v tomto období moderní, pro velkolepá divadelní představení.
Ve středu amfiteátru byl okrášlen v roce 1790 egyptským obeliskem, jediným v Toskánsku, a jednou z nejstarších památek v regionu. Obelisk pochází z roku 1500 př. n. l. (dlouho před rozkvětem Etruské civilizace) a pochází z Heliopolis v Egyptě. Byl přivezen do Říma z Egypta v době císaře Domitiana a vystaven v chrámě Isis v Campo Marzio. Poté, co byl objeven na konci šestnáctého století, skončil v zahradě Villa Medici v Římě. Byl převezen do Florencie v roce 1788 pro velkovévodu Leopolda II, když shromažďoval všechny sbírky rodu Medici ve městě ke zkrášlení svého paláce. V roce 1840 byl na místo uložen společně s velkou vanou z šedé žuly vytesané z jednoho kusu, možná původně z lázní Terme Alessandrine v Římě.
Z amfiteátru je výhled na zadní části paláce, s křídly kolem nádvoří dell'Ammannati a fontánu del Carciofo.

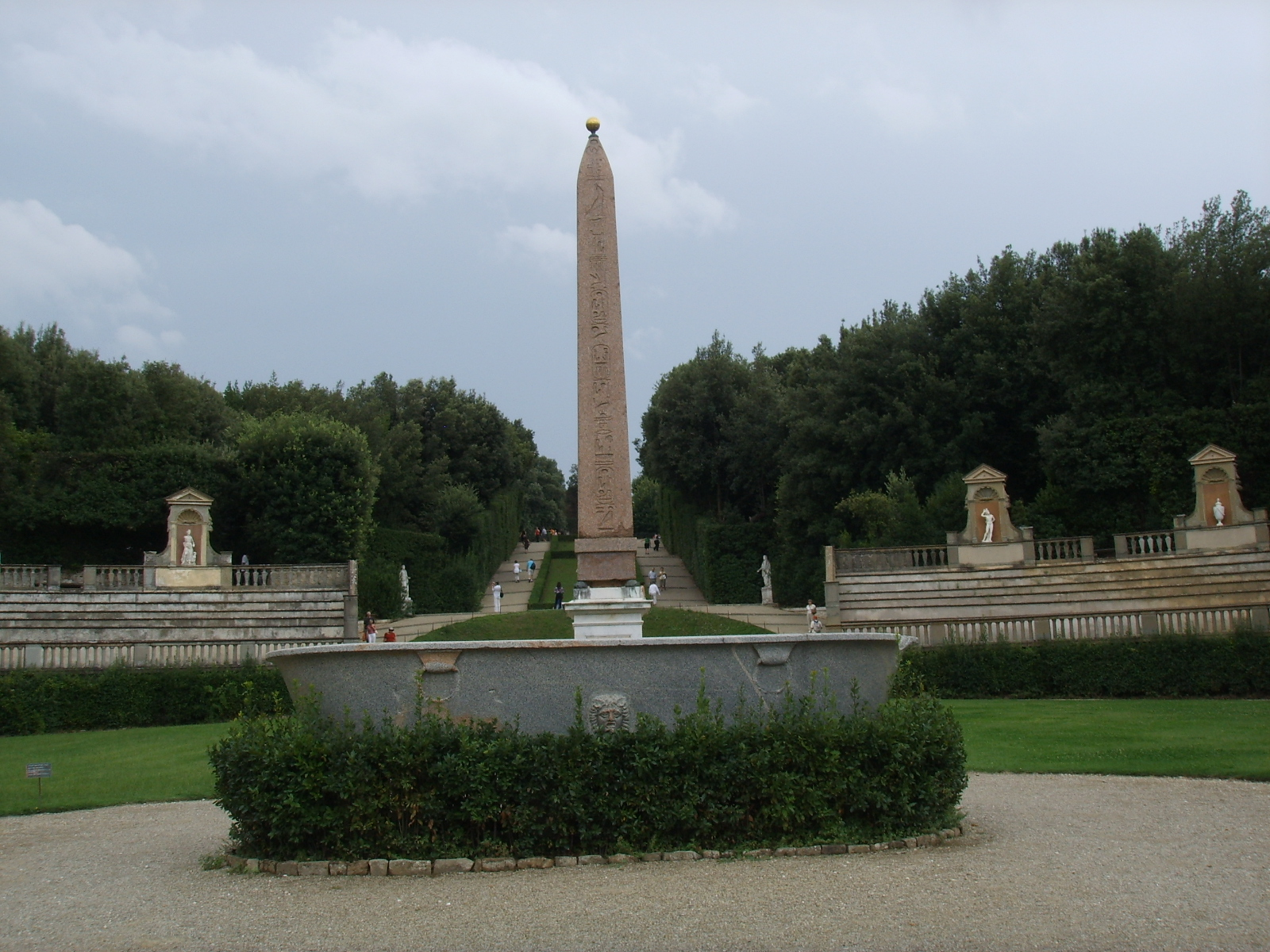
Obelisk a žulová vana
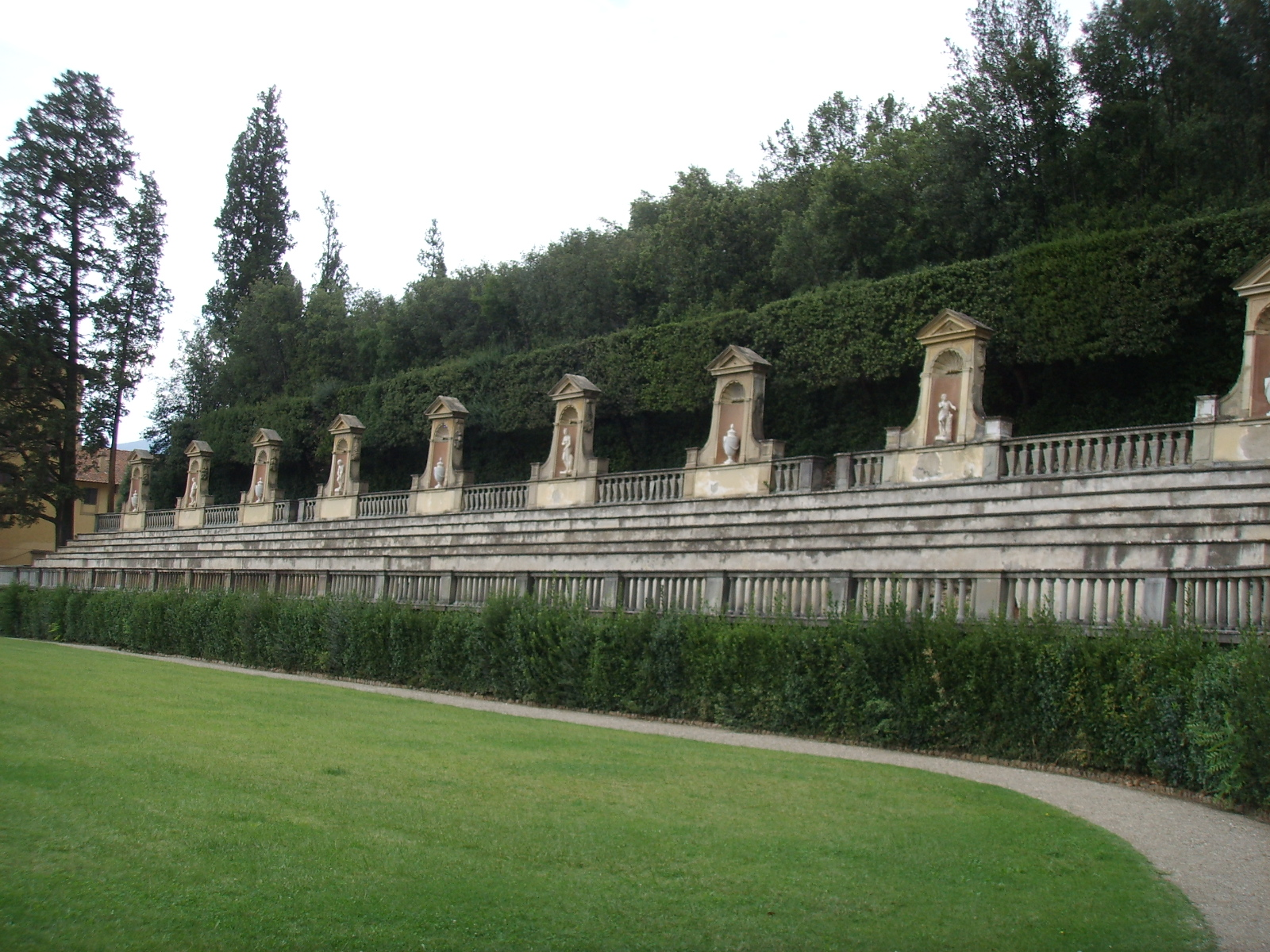
L'anfiteatro (Amfiteátr)
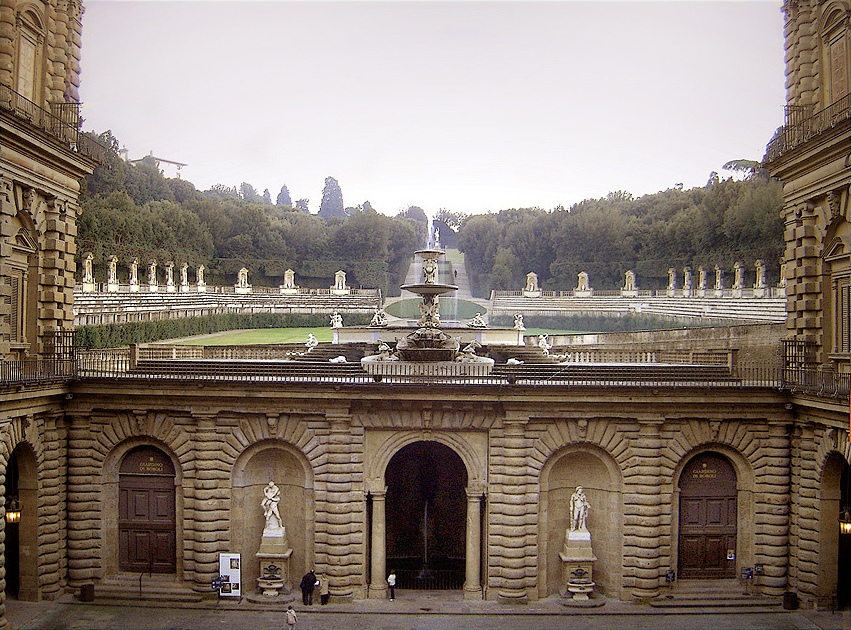
Výhled od amfiteátru k paláci, s fontánou del Carciofo
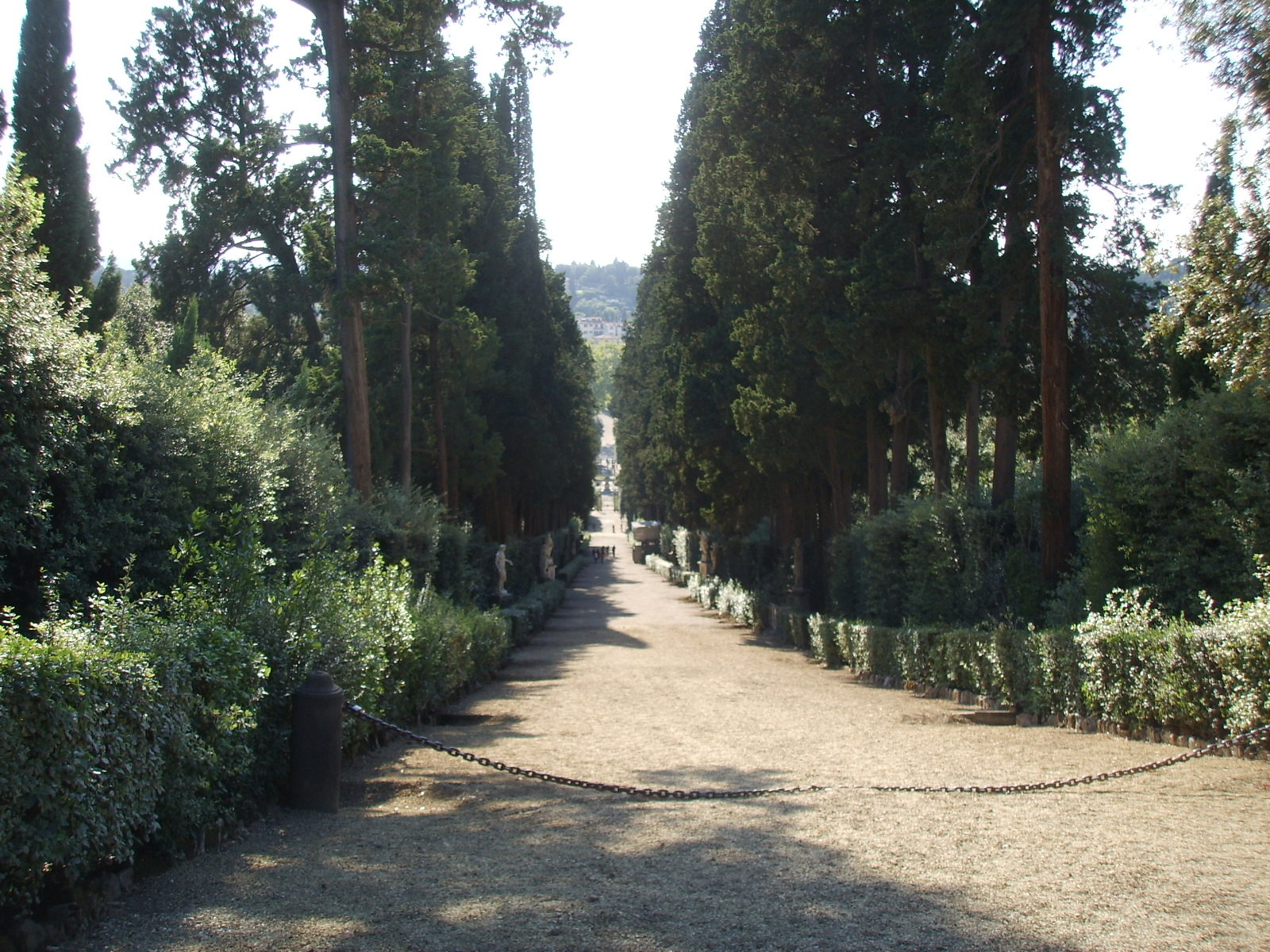
Jedna ze dvou os parku, cesta směrem k Porta Romana (tzv. Viottolone), Boboli

#### Neptunova fontána

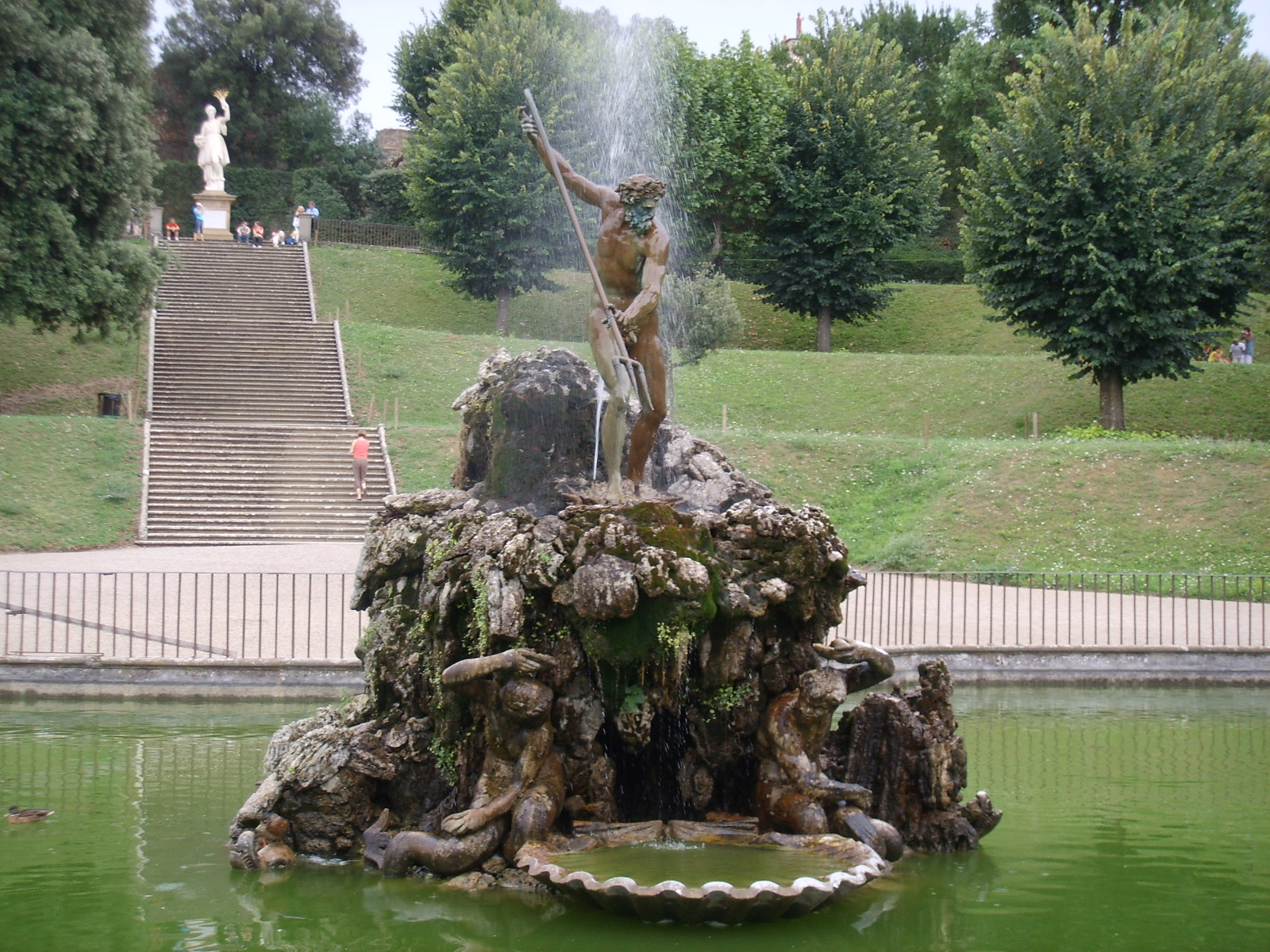
Neptunova fontána

Výše, nad amfiteátrem, lze najít plochu s Neptunovou kašnou. Cesta ke kašně je napříč ozdobená třemi sochami z římského období: socha Septimiuse Severuse vlevo, socha římského soudce vpravo a ve středu Demétér. Každá ze soch stojí na samostatném kamenném podstavci. Demétér je římská kopie řeckého originálu zřejmě od Alcamenese, žáka Phidiase.
Neptunova kašna byla vytvořena v roce 1777–1778. Je zde shromažďována voda, kterou je zavlažována celá zahrada ale i další výše položená místa na kopci, v zahradě Giardino del Cavaliere.

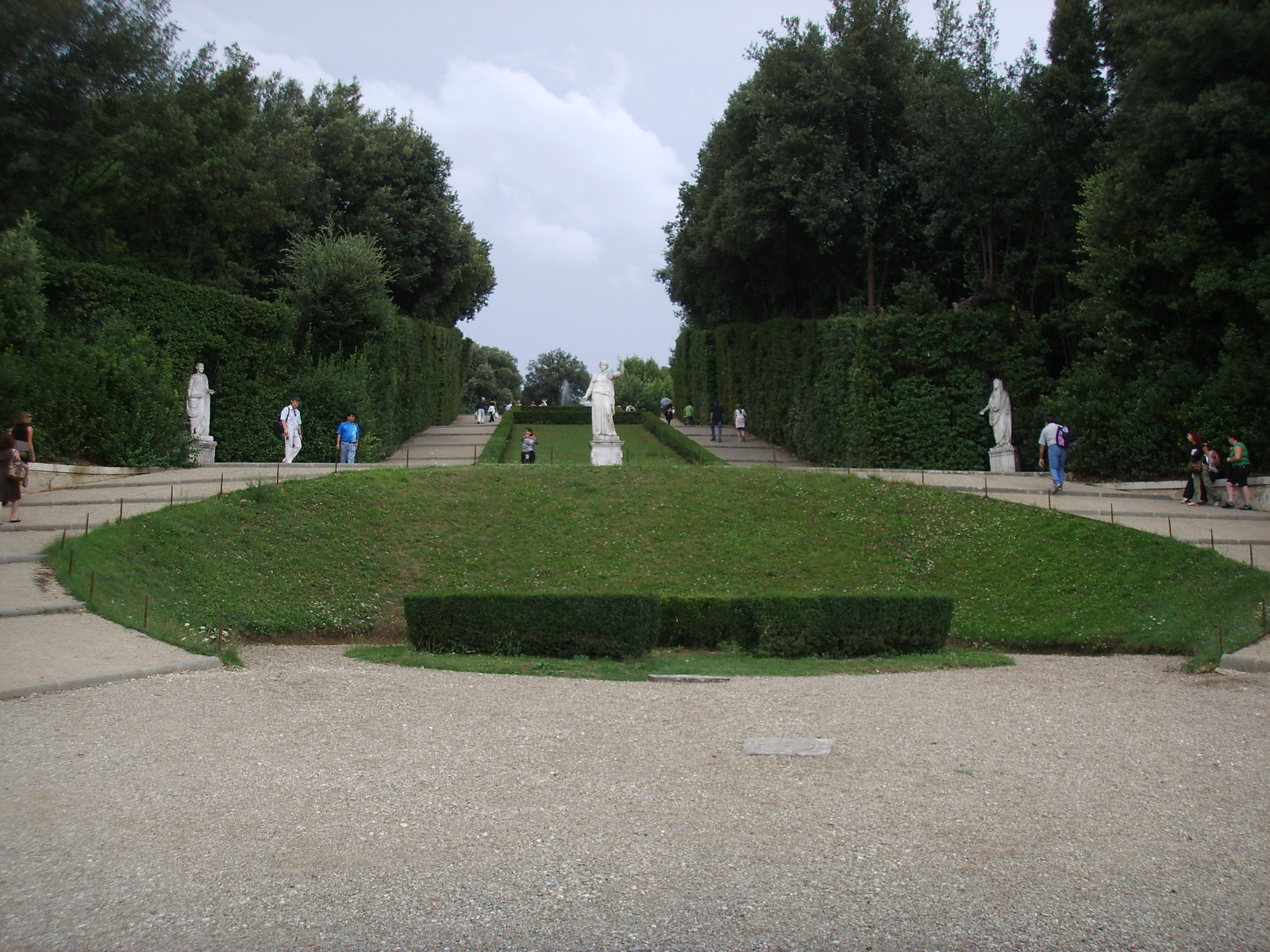
Svažující cesta se cesta mezi L'anfiteatro a plošinou s Fontana del Nettuno

Neptunova fontána Fontana del Nettuno stojí ve středu plošiny, hlavní motivem je socha boha moře na útesu, na kterém se nacházejí také nymfy a tritónové. Hlavní socha je dílem sochaře Stoldo Lorenzi z roku 1571. Kašna je nazývána neuctivými Florenťany "Fontána s vidlemi", nebo "vidličkou". Přezdívka je narážkou na Neptunův trojzubec. Kolem kašny jsou terasovitě se svažující trávníky, klesající k amfiteátru.
V horní části této oblasti je socha hojnosti od Pietro Tacca, kterou vytvořil (s pomocí Sebastiana Salvini) v roce 1636, dílo bylo započato v roce 1608 Giambolognem (Jean de Boulogne 1529–1608). Jedná se o práci provedenou z bílého mramoru se svazek pšenice z pozlaceného bronzu. Postava zobrazuje manželku Františka I. Medicejského Johanu Habsburskou. Socha byla povýšena na svatyni nešťastné vévodkyně, když v roce 1578 ve věku třicet dva let zemřela při nehodě u paláce. Zpočátku byla socha určena pro sloupec na Náměstí Svatého Marka (Piazza San Marco) ve Florencii, který nebyl nikdy realizován.
Tato horní část zahrady je charakterizována obrannými zdmi, které se nacházejí v blízkosti Fort Belvedere, který stojí na levé straně. Ke zmírnění pohledu na zdi, je zde vysazeno mnoho stromů, živých plotů a různých rostlin, které vytvářejí malebné uličky.

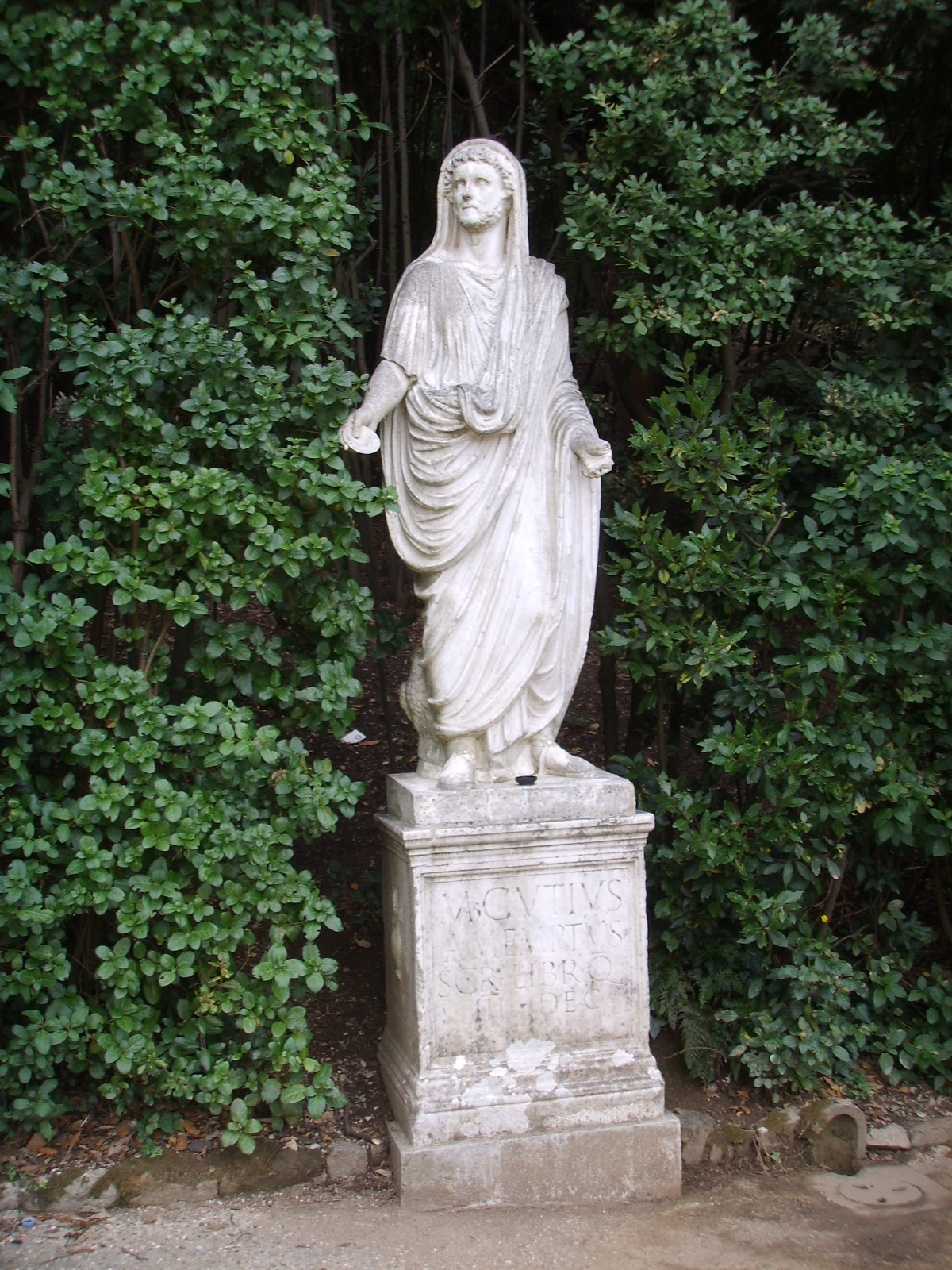
Settimio Severo
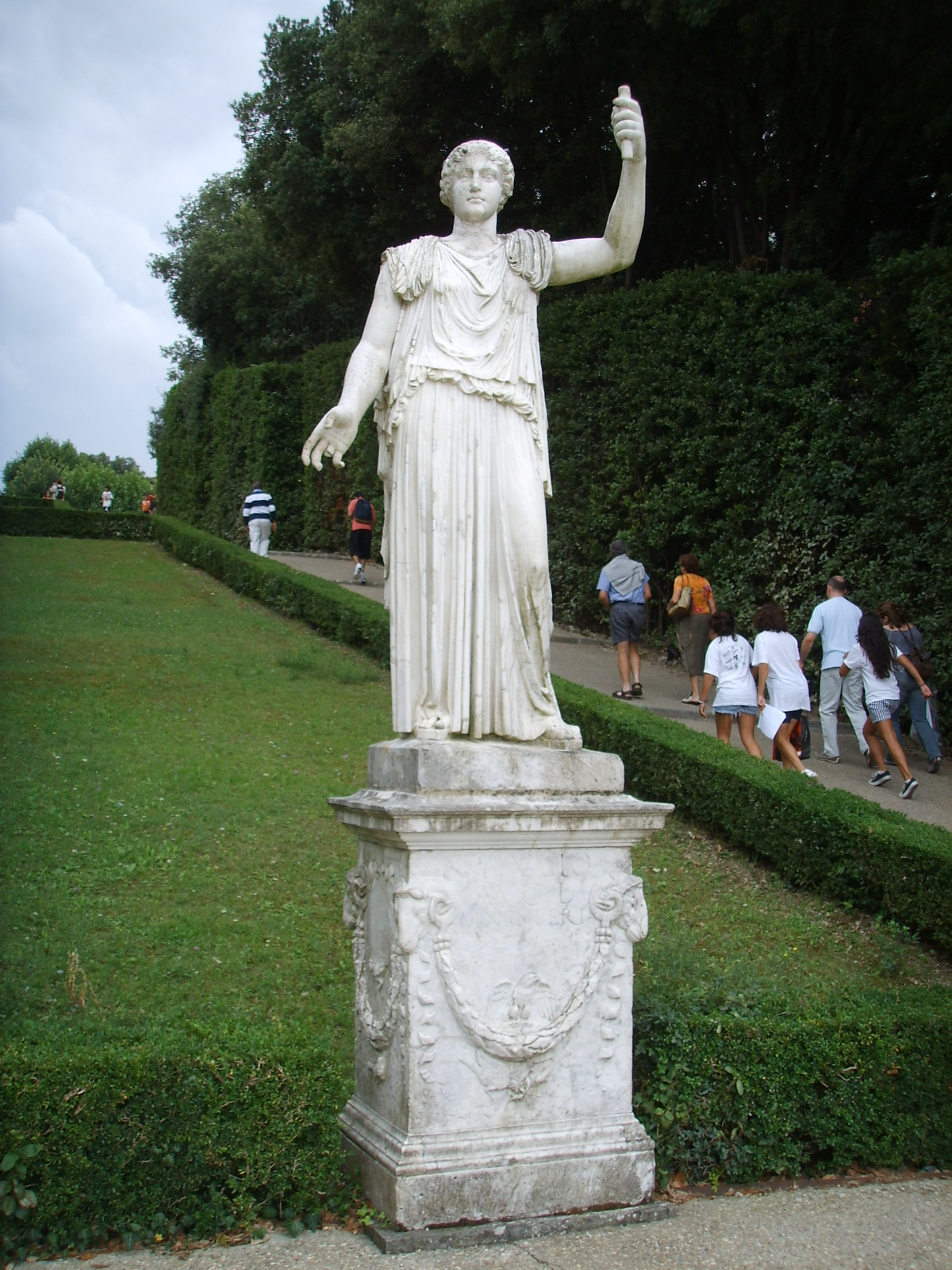
Demétér
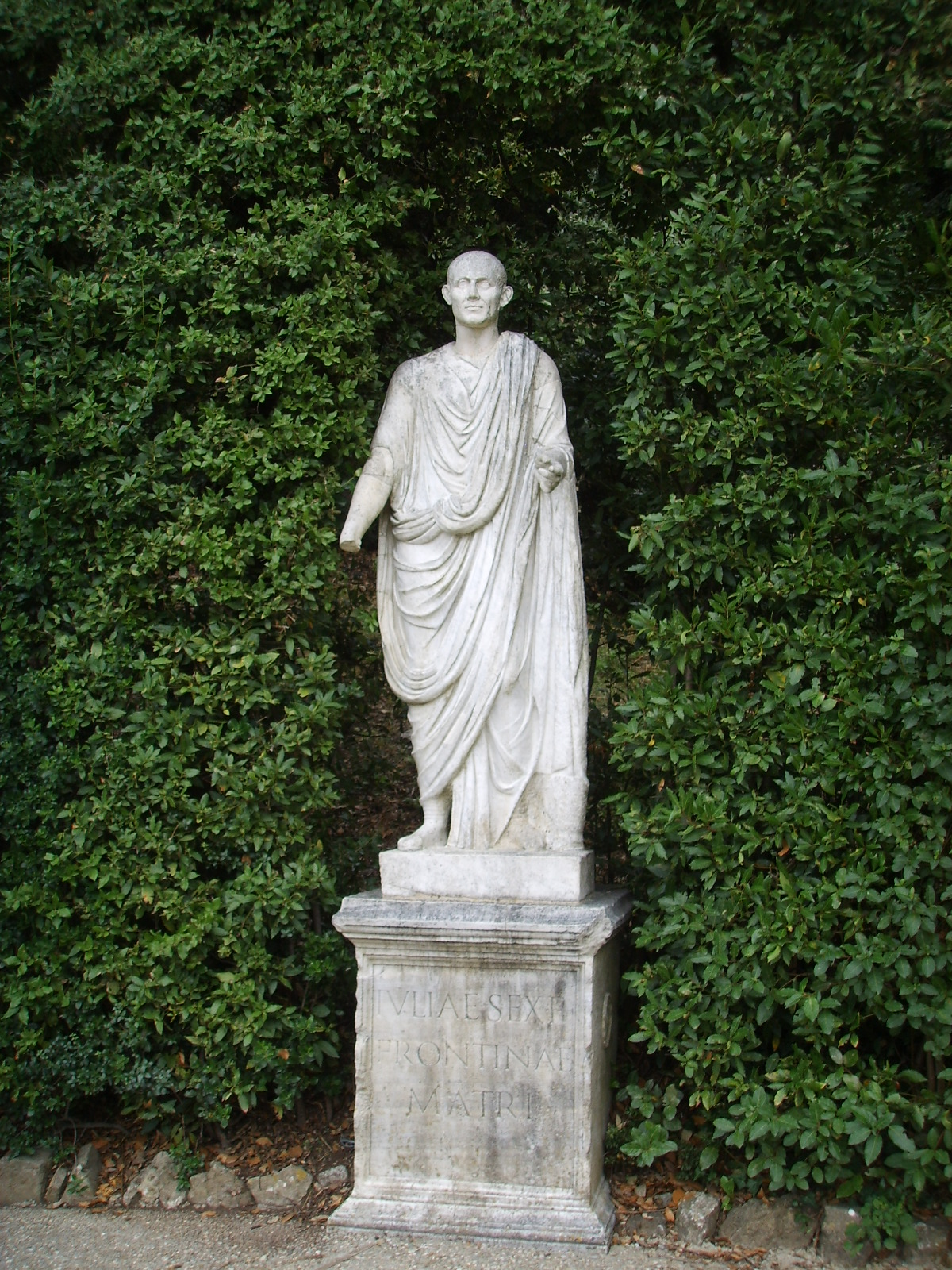
Římský soudce
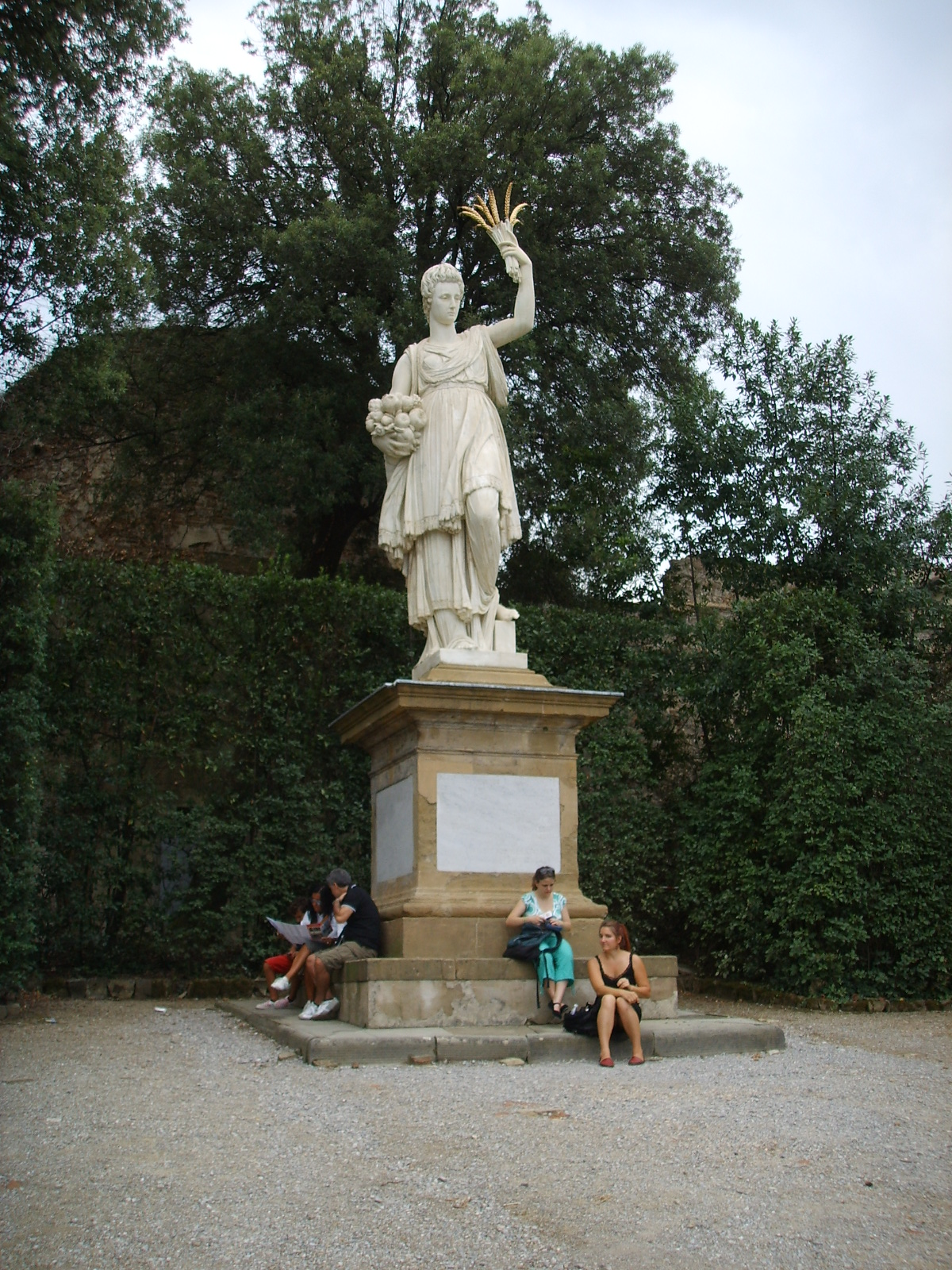
Socha "statua dell'Abbondanza" od Pietro Tacca, zobrazující Johanu Habsburskou

#### Il giardino del Cavaliere

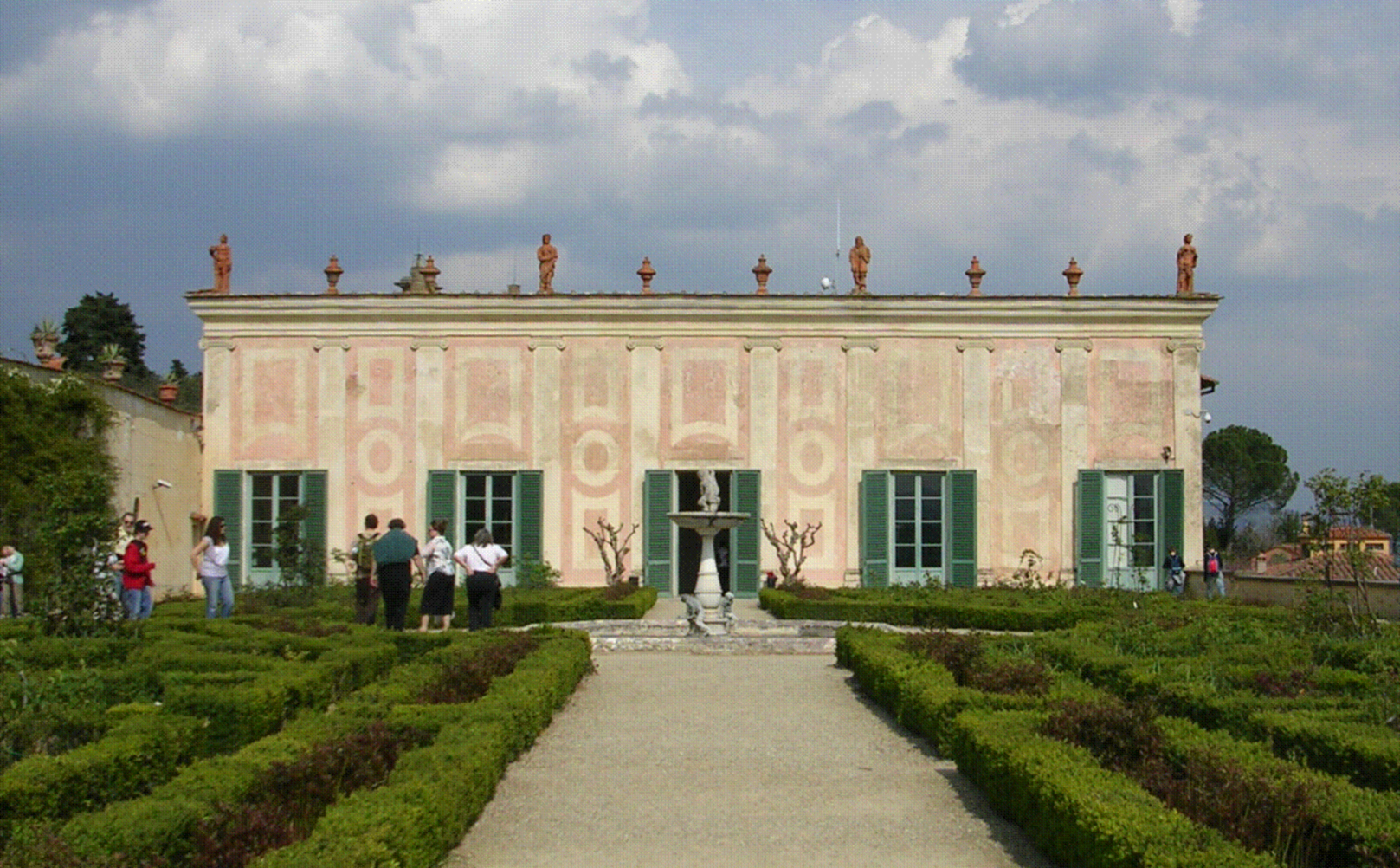
Il Casino del Cavaliere

Na vrcholu této osy, v pozice posunuté na jih u městských hradeb označujících hranici parku, leží Il giardino del Cavaliere, jedna z obezděných zahrad Boboli, která se nachází těsně nad baštou část opevnění upraveného Michelangelem v roce 1529 před obléháním v následujícím roce. Pro přístup nahoru slouží schodiště vytvořené architektem Zanobi del Rosso mezi 1790 a 1793. Dvě sochy, které zdobí schodiště zobrazují bohyni Floru a boha Jupitera od Giovanni Caccini.
Zahrada je ozdobena nízkými živými ploty ze zimostrázu, které vytvářejí geometrické tvary a obsahují vzácné vonící jiřiny a růže, které kvetou od května do června. Centrální kašna se nazývá Fontana delle Scimmie (Fontána opic). Je tak pojmenována pro tři sochy opic z bronzu na základně této fontány. Voda prýští z mramorové sošky chlapce uprostřed nádrže.

Zde leží také Casino del Cavaliere postavené kolem roku 1700 na zakázku Cosima III., místo kde kardinál Leopoldo de 'Medici rozpřádal konverzace o umění a literatuře, a kde Gian Gastone Medici trávil své pozdní léta. V současné podobě jsou stěny Casino zdobeny malovanými rámy a římsy dekorovány terakotovými vázami a sochami, jsou upraveny vzhledem Zanobi del Rosso jménem Lotrinských, kteří je použili na pořádání letních slavností. Od roku 1973 v něm sídlí muzeum porcelánu Museo delle Porcellane. Vyhlídka na zadní straně kopce Boboli nabízí panoramatický výhled na Torre del Gallo, s plantážemi olivovníků. 

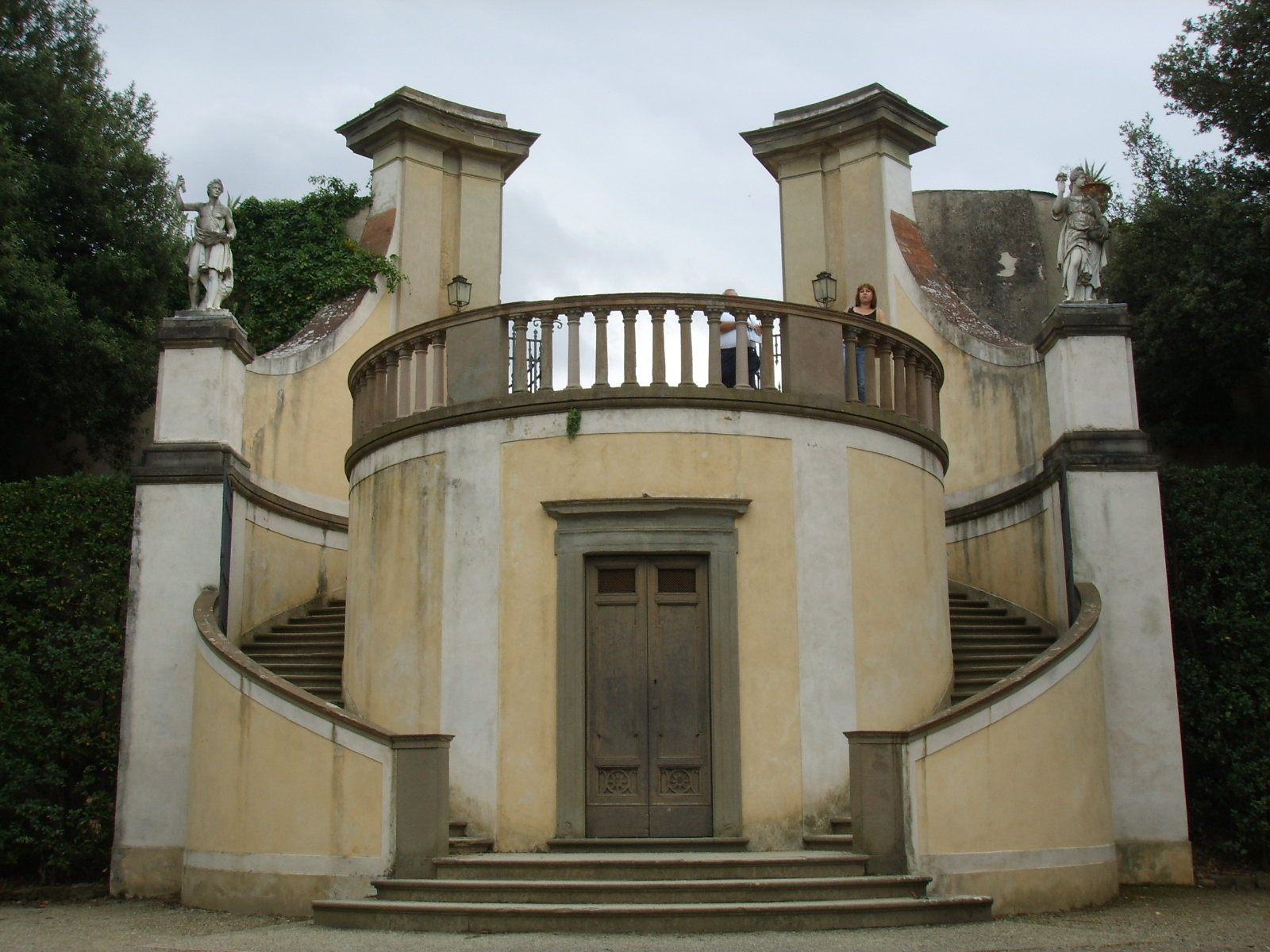
Dvojité schodiště u zahrady Il giardino del Cavaliere
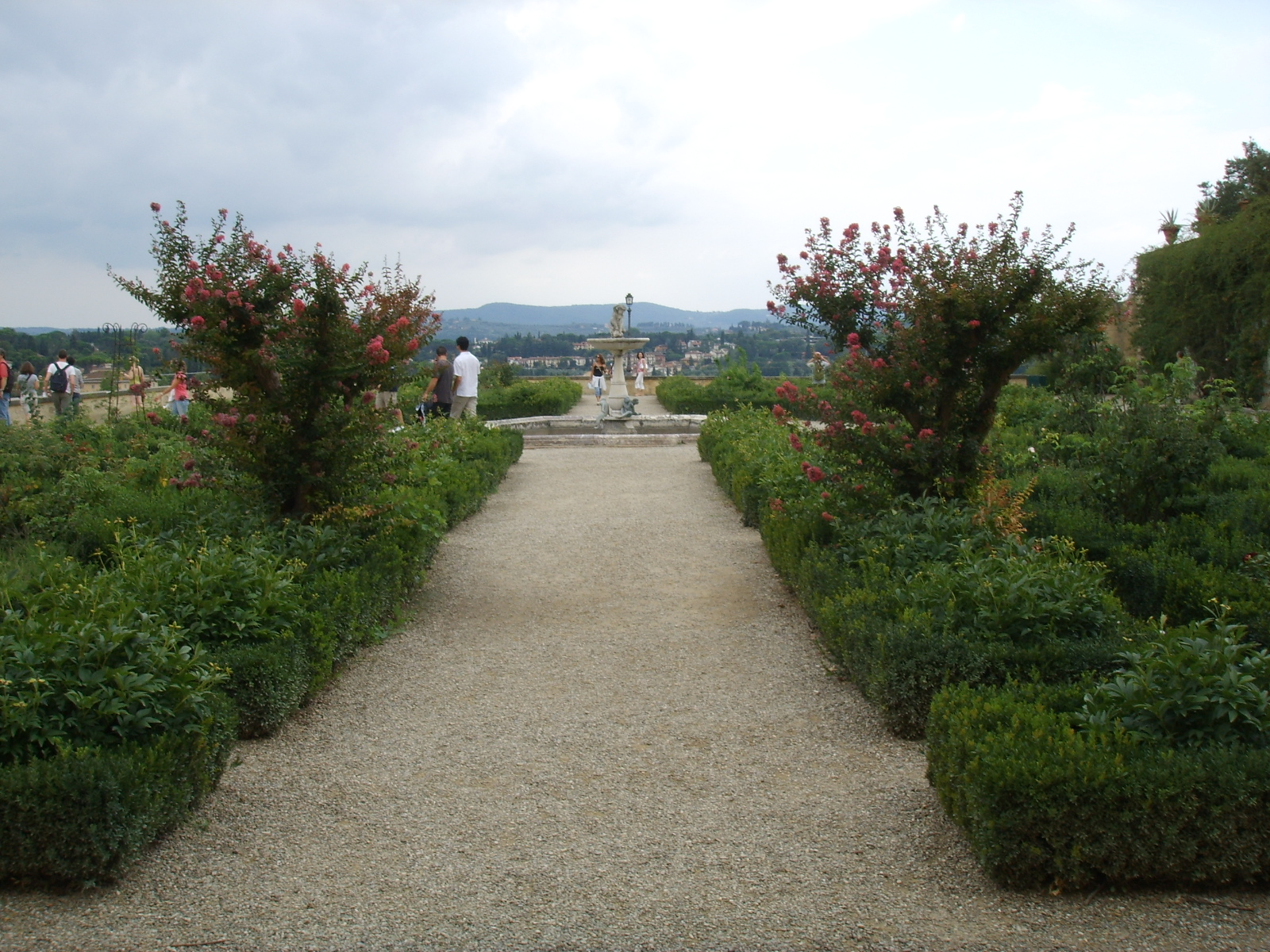
Výhled do zahrady
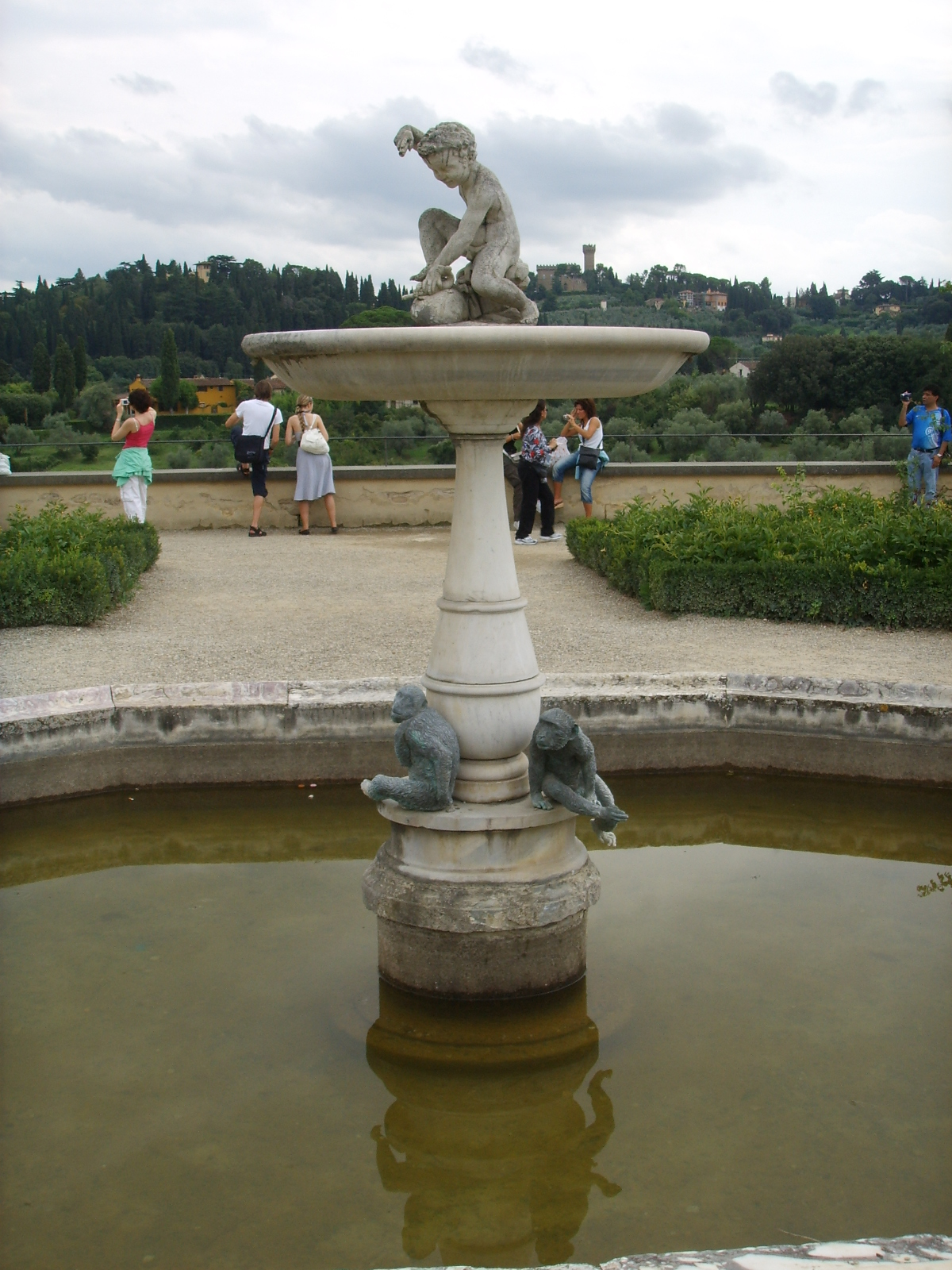
Fontána s opicemi
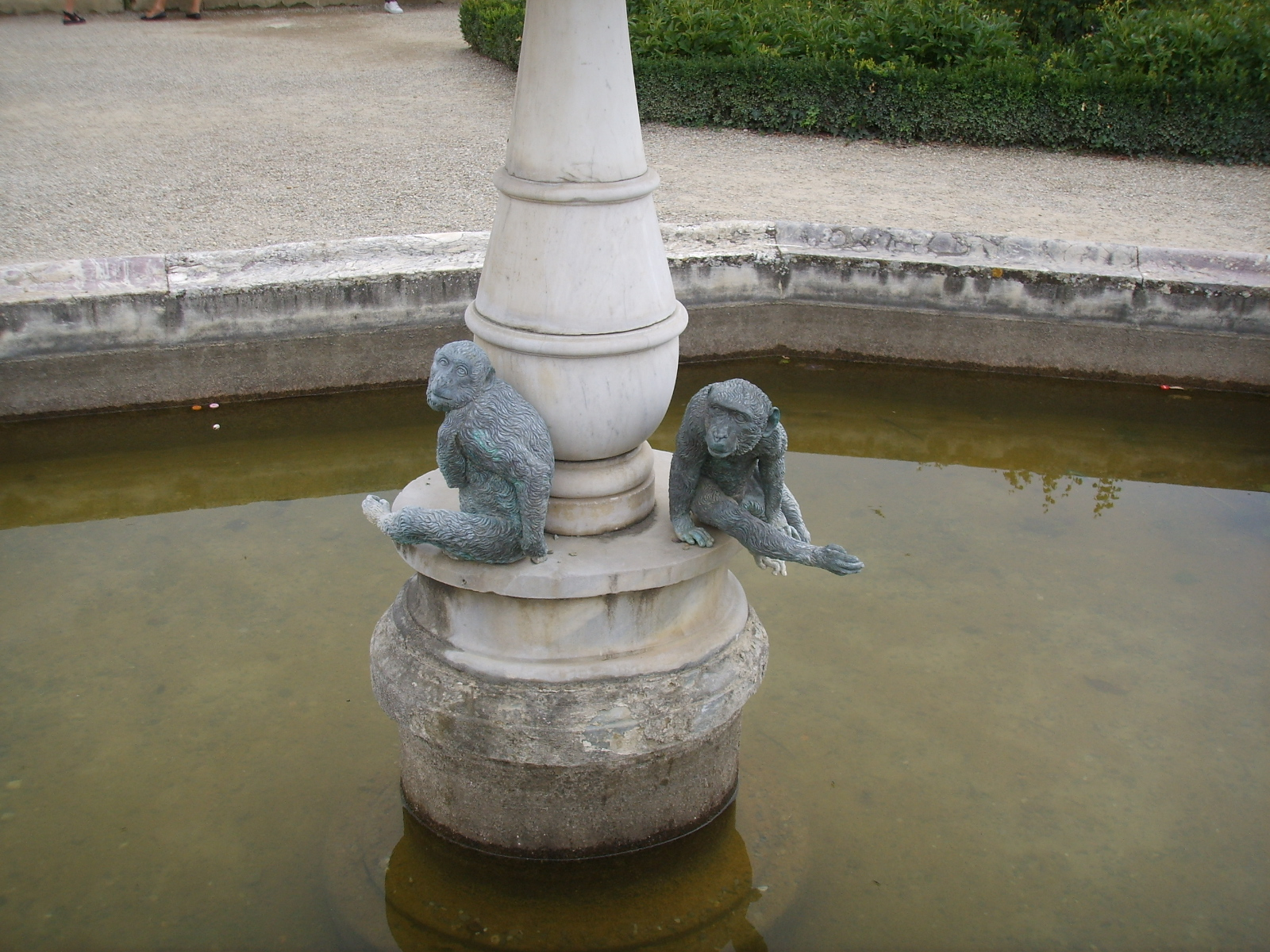
Opice z bronzu

### Vlevo od první osy

#### La Kaffeehaus

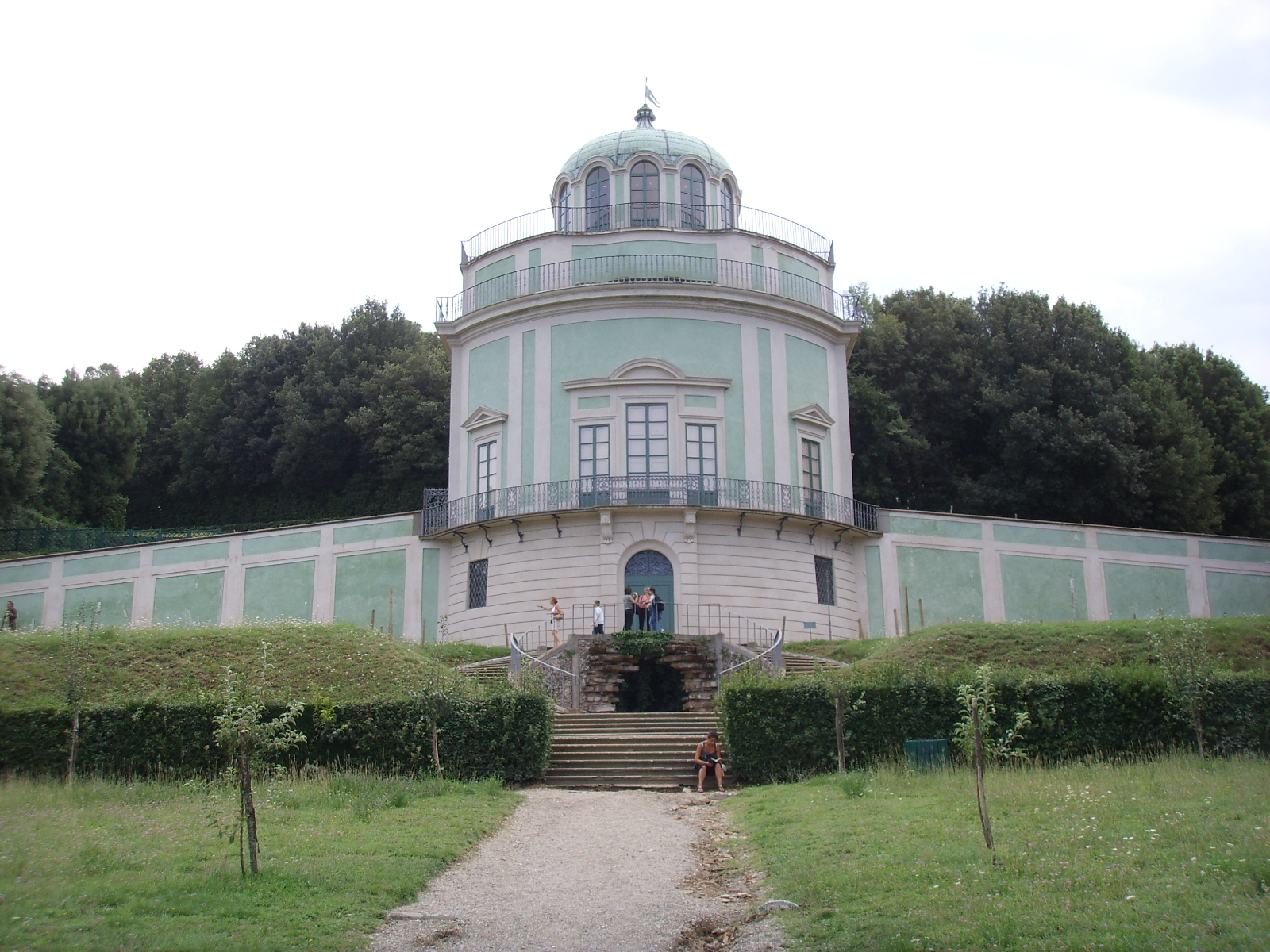
La Kaffeehaus

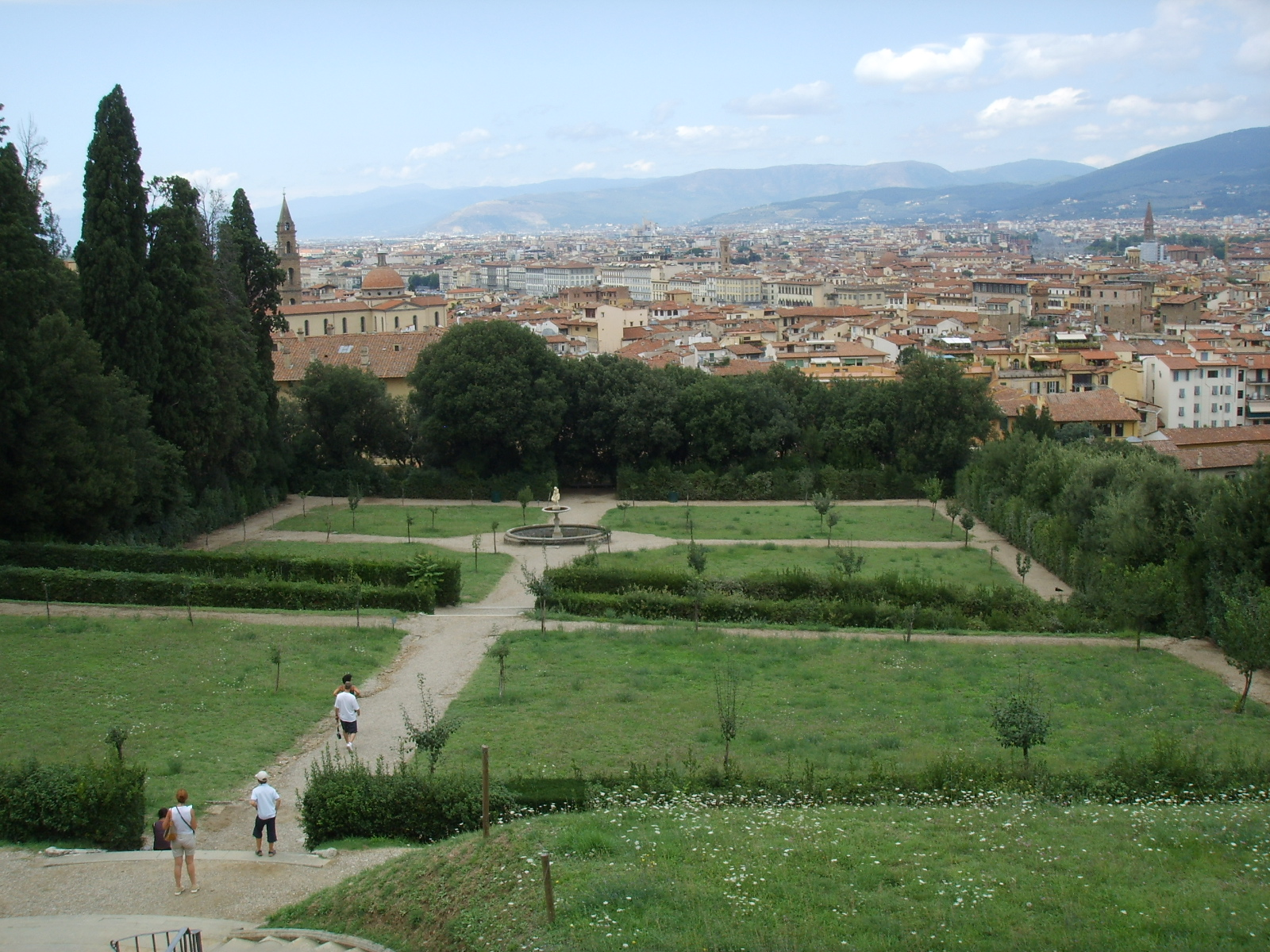
Panorama z La Kaffeehaus

Dole pod kopcem na severovýchodě, více méně ve výšce sochy dell'Abbondanza, je Kaffeehaus, pavilon ve stylu rokoka s exotickou kupolí s okny a terasami, který je dílem Zanobi del Rosso (1776). V základech, obklopených dvouramenným schodištěm, je grotta. V budově je restaurace s vyhlídkou.

#### Il prato di Ganimede
Il prato di Ganimede – Ganymedovy trávníky – se nachází před kavárnou. Je to oblast svažitých trávníků uprostřed s Ganymedovou fontánou, ze sedmnáctého století.

#### Il Giardino di Madama
Na této straně leží více nalevo Grotticina Madama nazývaná také delle Capre (Kozy) kvůli plastice s kozami. Je to umělá jeskyně postavená podle návrhu architekta Davide Fortini Tribolo. Jeskyně je ozdobena houbovitými strukturami, krápníky, a nad mramorovou nádrží jsou v reliéfu zobrazeny čtyři kozy, z nichž kdysi stékala voda. V zahradě před jeskyní, v které se nachází geometricky tvořené záhony lemované živými ploty se nachází na jednom konci takzvaná Giardino di Madama, vytvořená v roce 1570 pro Johanu Habsburskou.

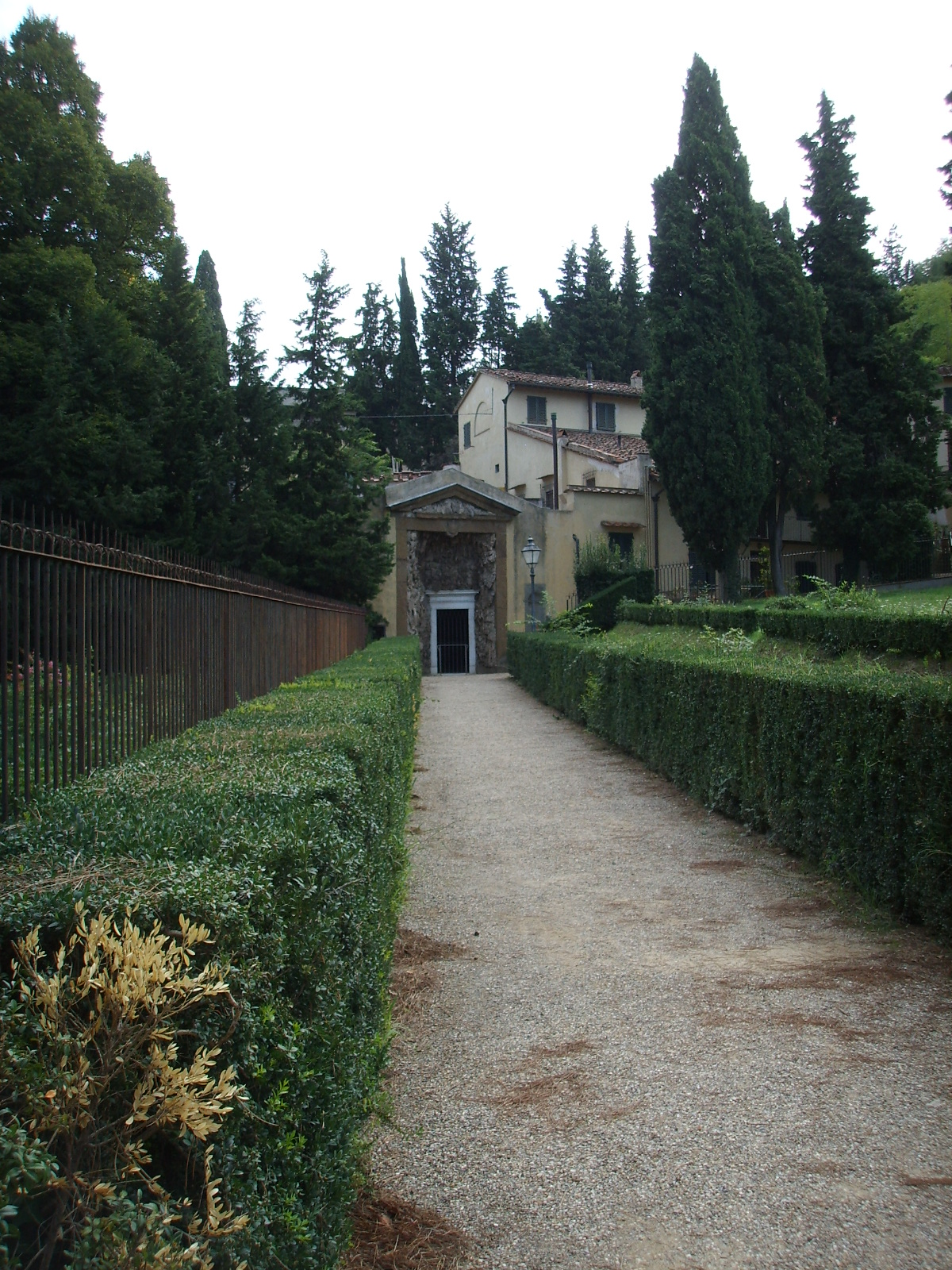
Grotticina Madama, exteriér
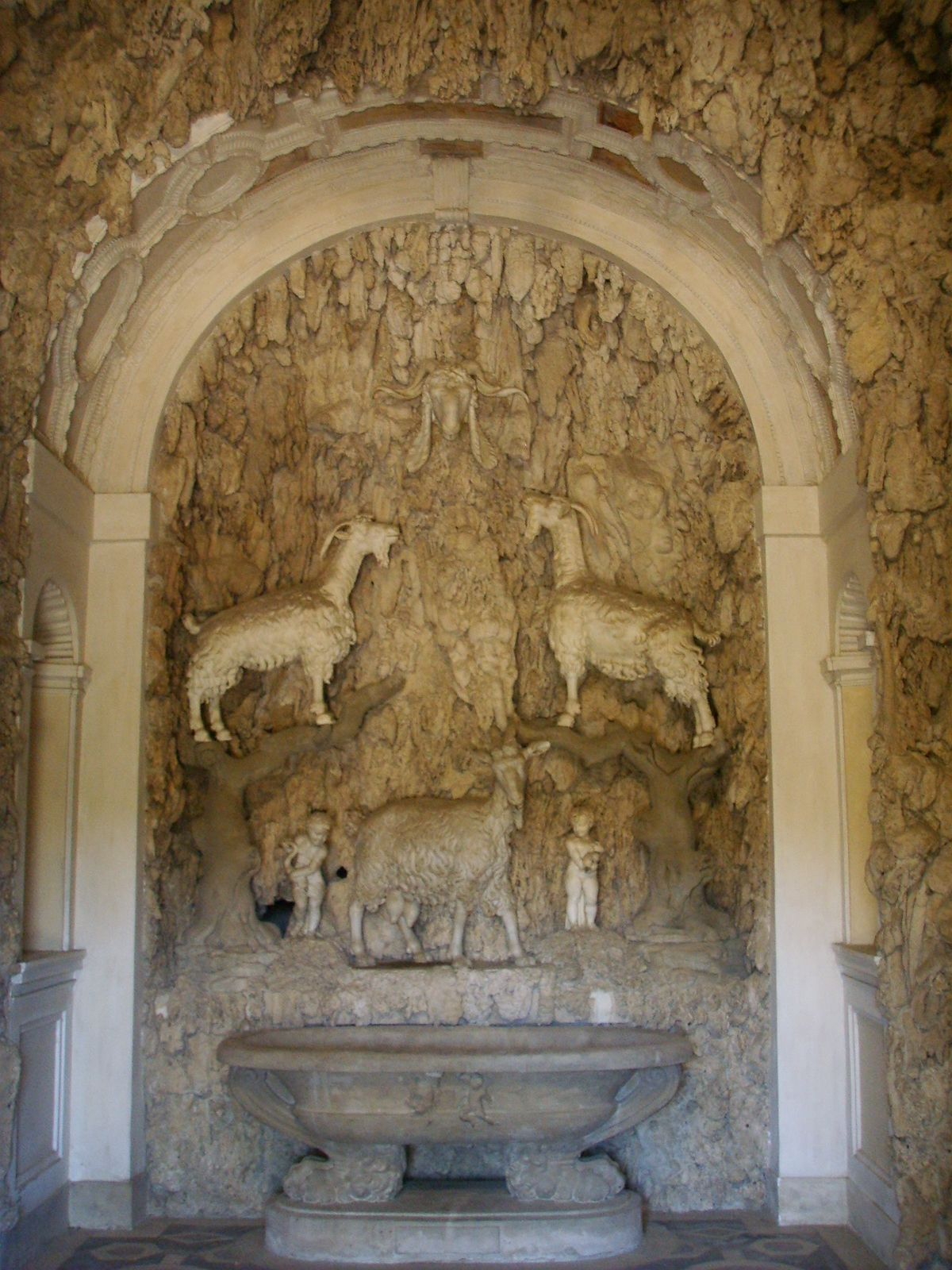
Grotticina Madama, interiér
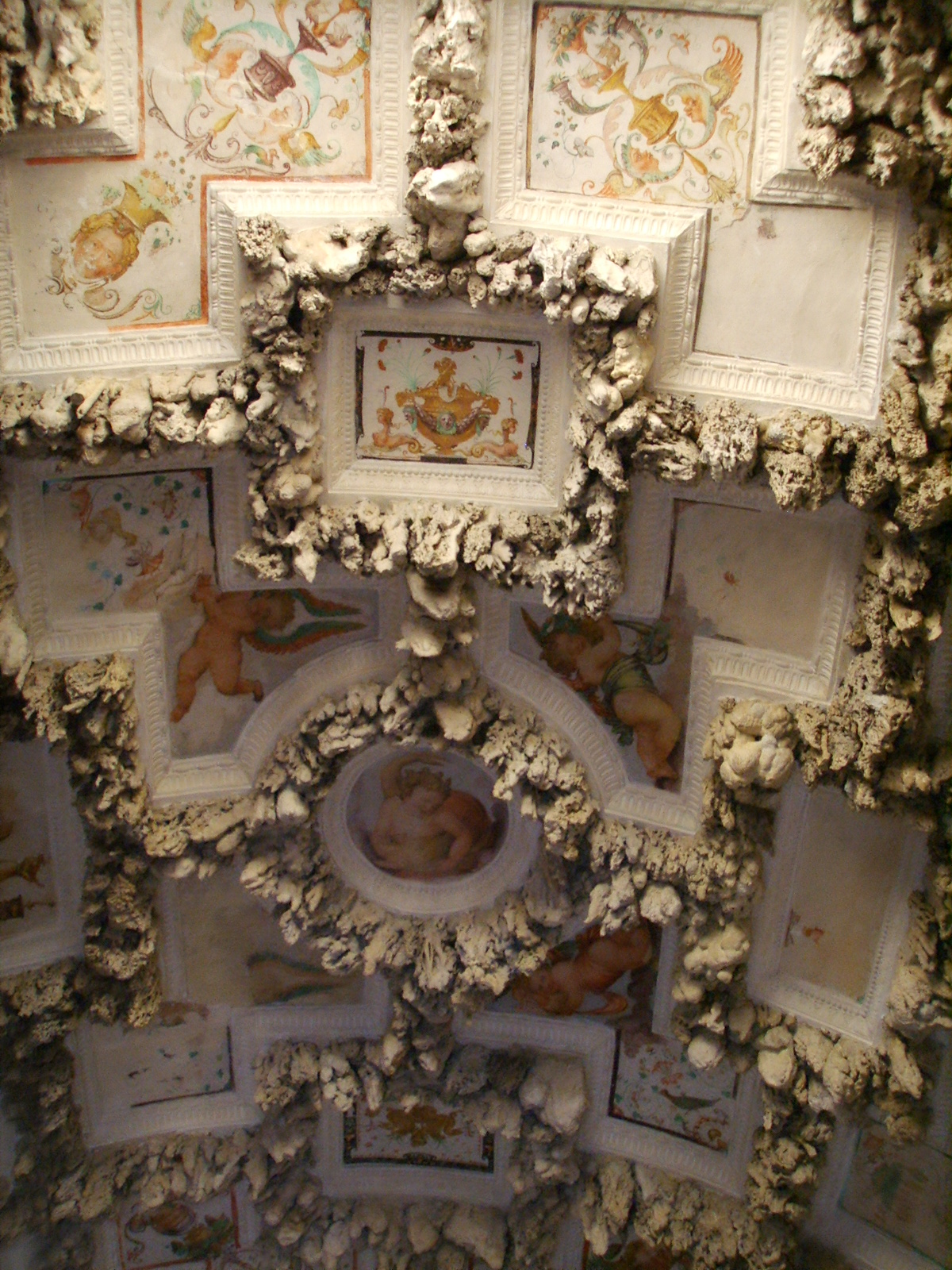
Grotticina Madama, strop

#### L'Orto di Giove
O něco dále se rozkládají L'Orto di Giove, zahrady Jupitera, nazývané podle sochy sedícího Jupitera, od architekta Baccio Bandinelli (1556), zatímco u této zahradě jsou dvě velké sochy nazvané Prigionieri daci, vězňové z Dácie. Jsou to starověké sochy z druhého století, z Villa Medici. Dva barbaři jsou v podřízené poloze s rukama svázanýma a jejich oděv je z červené žuly. Pravděpodobně pochází z Fórum Trajánum. Sochy jsou velmi podobné těm, které jsou použity v Konstantinově oblouku. Sochy mají základny s reliéfy bohyně Victorie (ekvivalent řecké bohyně Niké), a Castora (viz Dioskúrové) a pocházejí z Chrámu Slunce v Římě na Via Lata jenž byl postaven Luciem Aurelianem nebo, což je ovšem méně pravděpodobné, z nedalekého oblouku Arcus Novus.

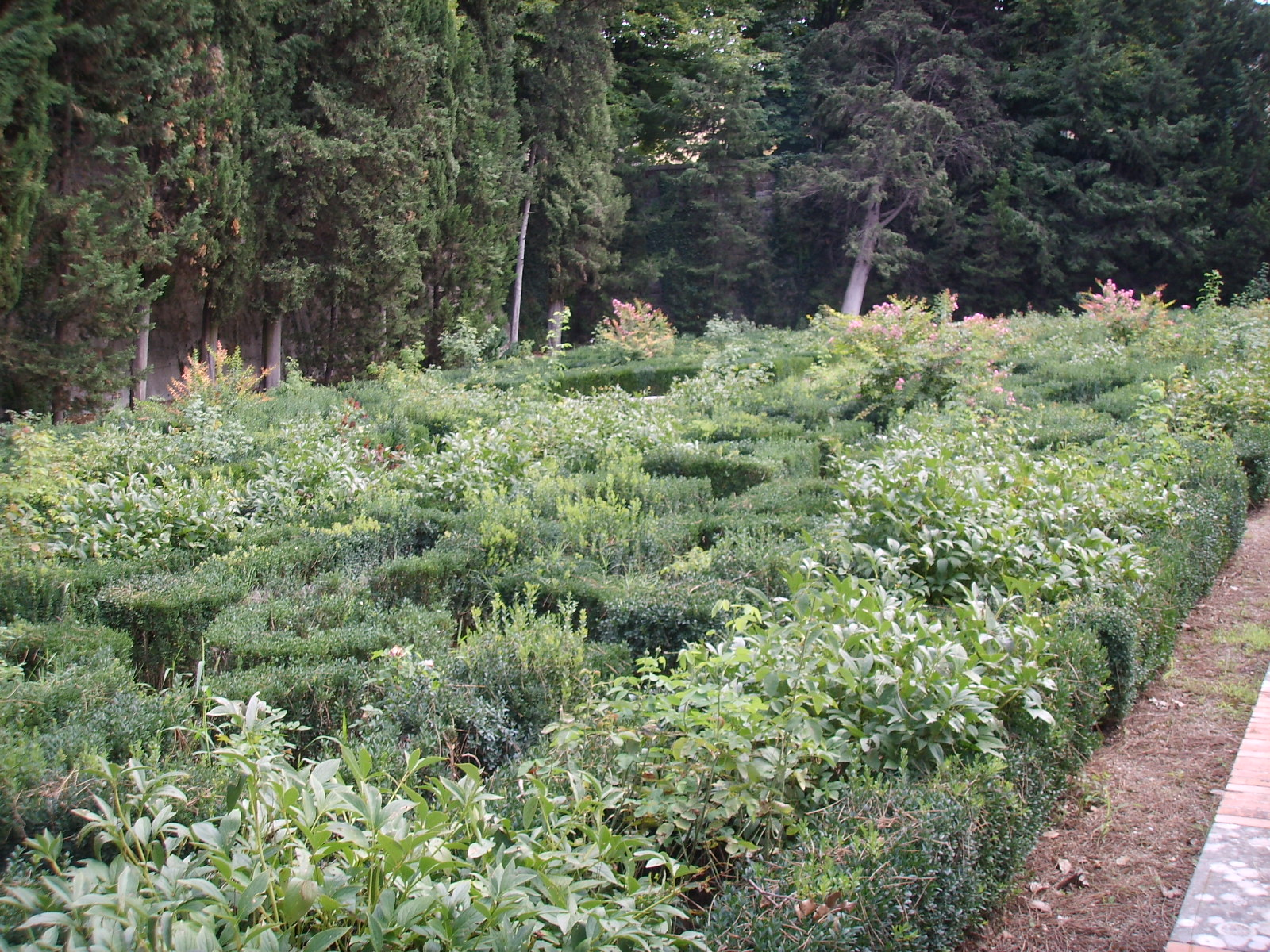
L'Orto di Giove, květinové záhony
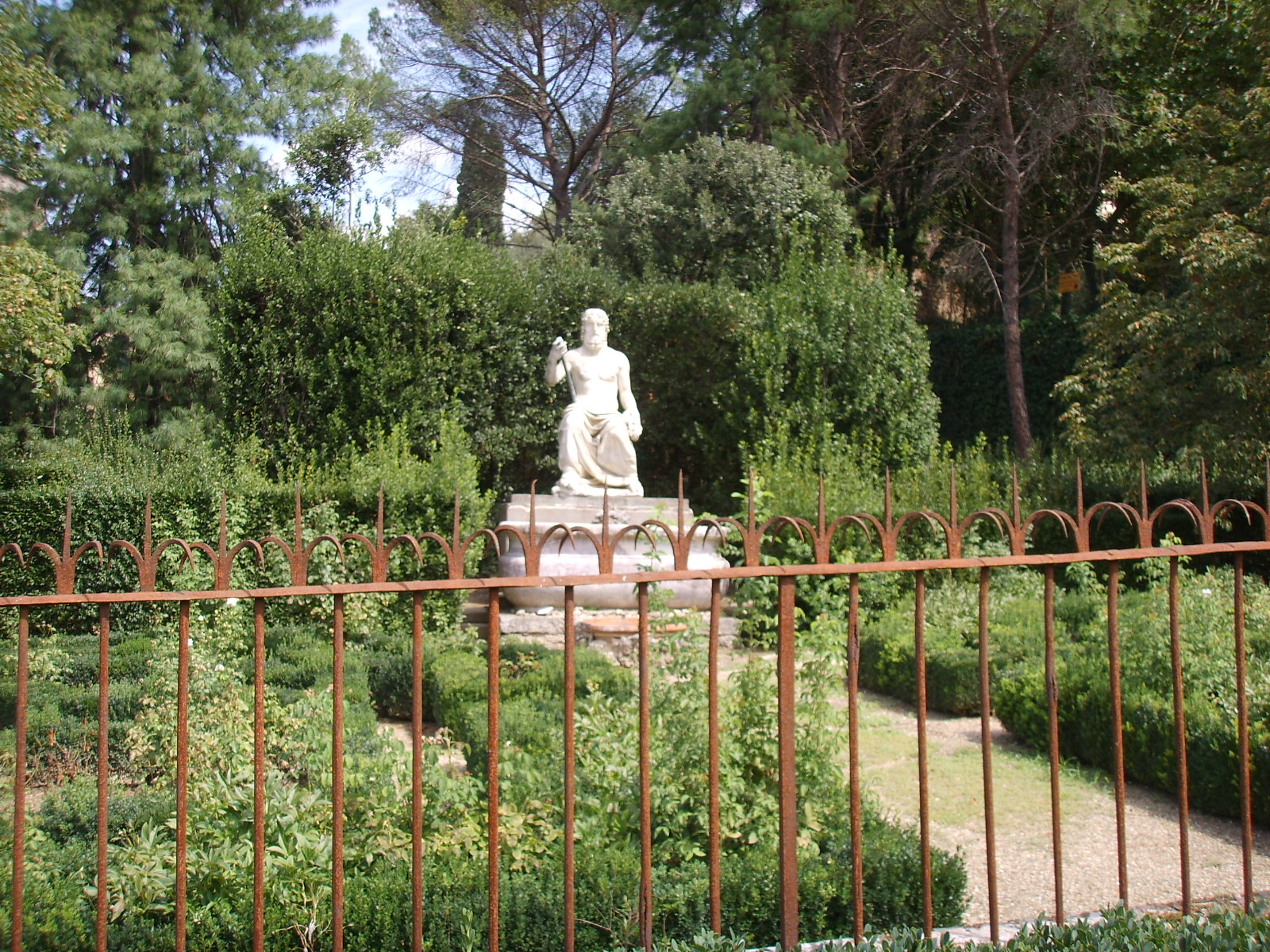
L'Orto di Giove, socha Jupitera
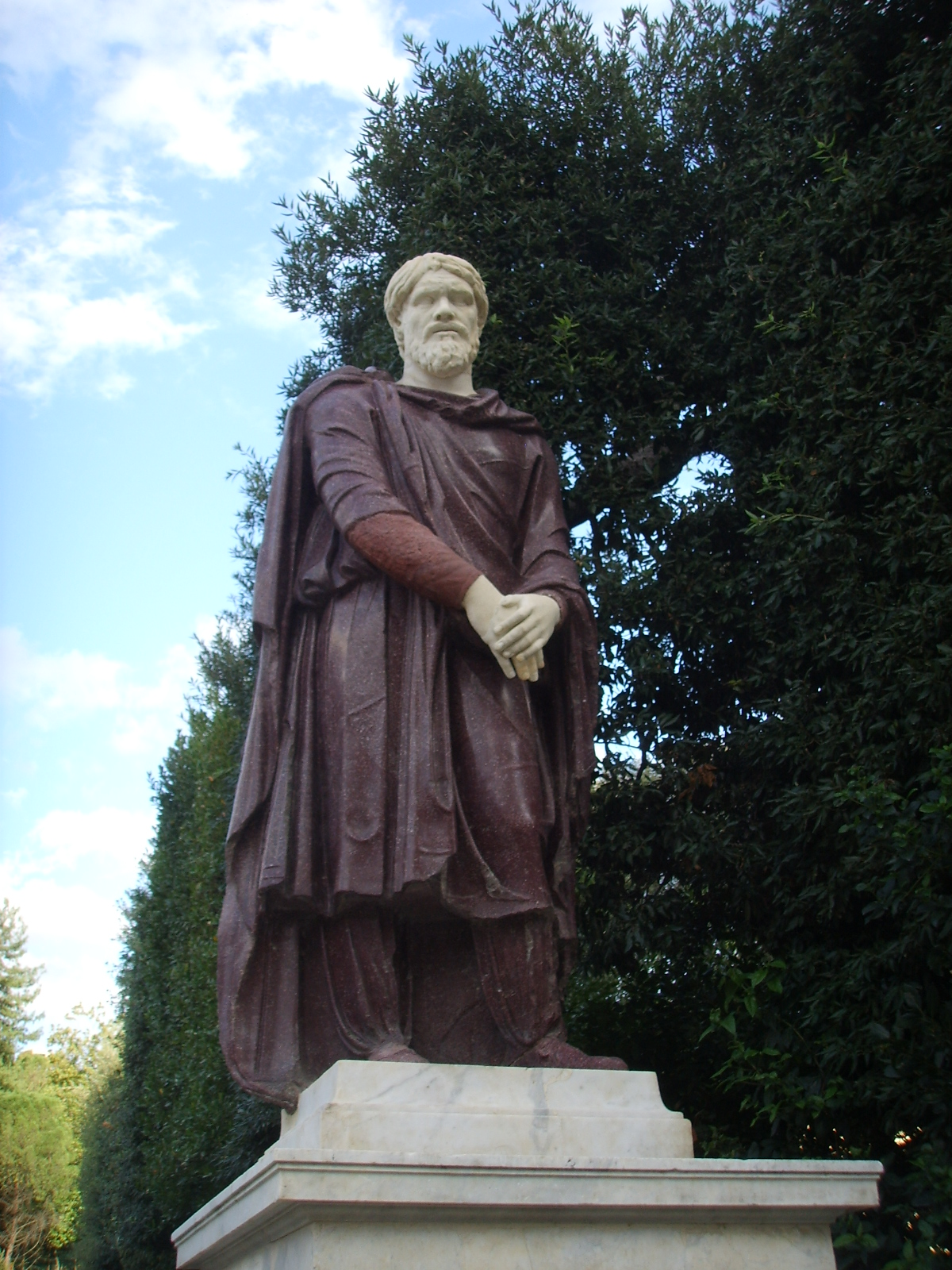
Prigionieri daci (Vězňové z Dacie)
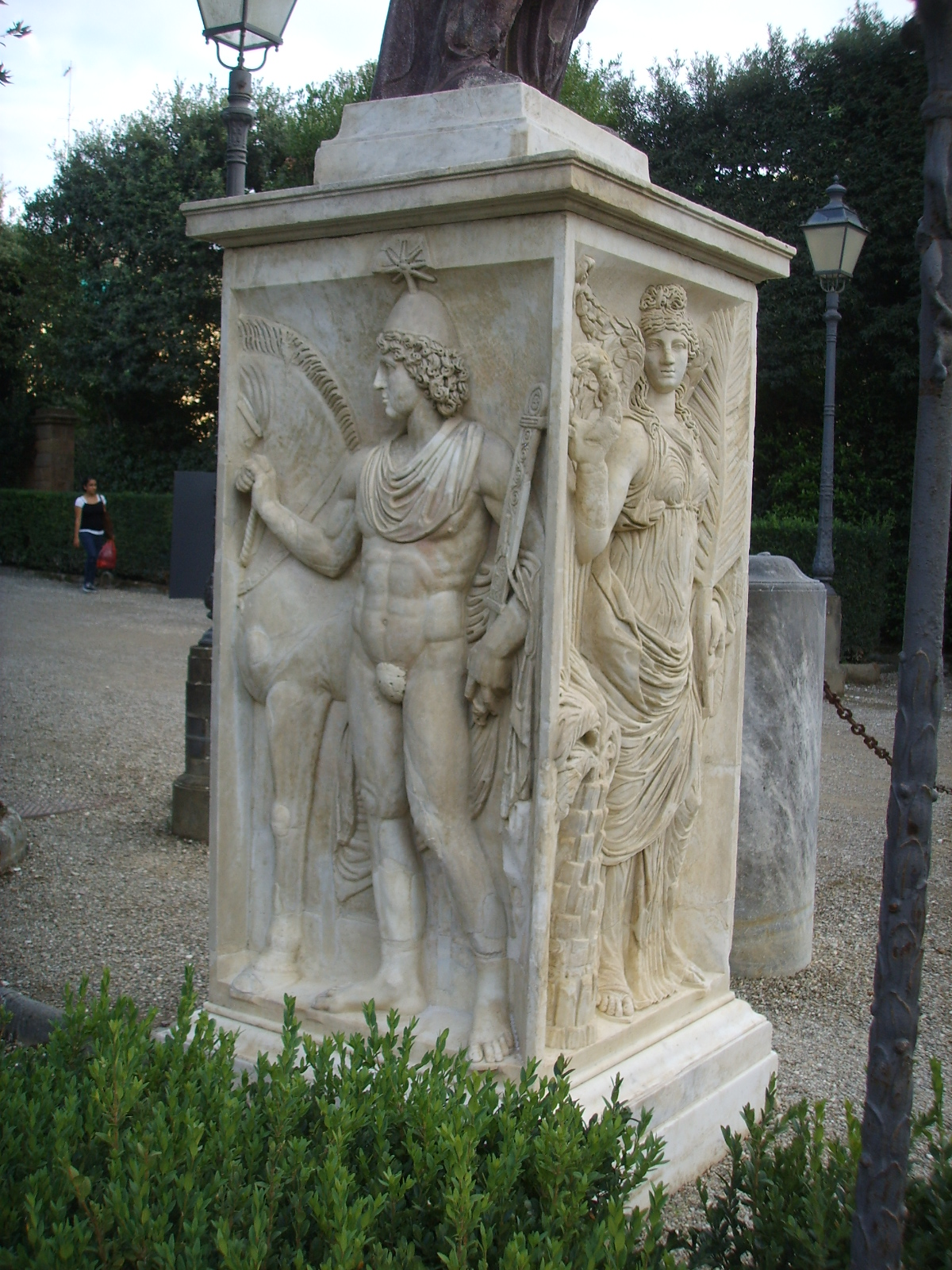
Základy s reliéfy

#### Prostor u paláce
Dopravu až na úroveň budovy paláce po hadovité cestě zajišťují automobily. Tudy se dostanete do oblasti pokryté štěrkem, kde byl kdysi prostor pro kočáry tažené koni.
V blízkosti výjezdu z Paláce Pitti je Bakchova fontána upravená v „groteskním“ módním stylu v zahradách období 15.–17. století. Je tvořen postavou zpodobňující trpaslíka Morgante (Braccio di Bartolo), nejpopulárnější z trpaslíků Cosima I, jako Bakcha. Tuto sochu vytvořil Valerio Cigoli jako nahou obézní postavu a obkročmo sedící na želvě (1560). Socha je nyní nahrazena kopií.
Na této straně stěny prochází známá chodba Corridoio Vasariano, který zde je používán jako cesta k muzeu moderního umění,jenž leží o něco dále. Dále podél okraje je slavná jeskyně Grotta del Buontalenti.

#### Jeskyně Grotta del Buontalenti
Jeskyně Grotta del Buontalenti je také nazývána Grotta Grande (Velká jeskyně). Je jedním z nejcennějších prvků v parku. Autorem její konstrukce je především Bernard Buontalenti, který na její výstavbě pracoval v letech 1583–1593 na příkaz Francesco I. de' Medici. Je jednou z nejbizarnějších architektonických děl které návštěvníka ve Florencii mohou překvapit.

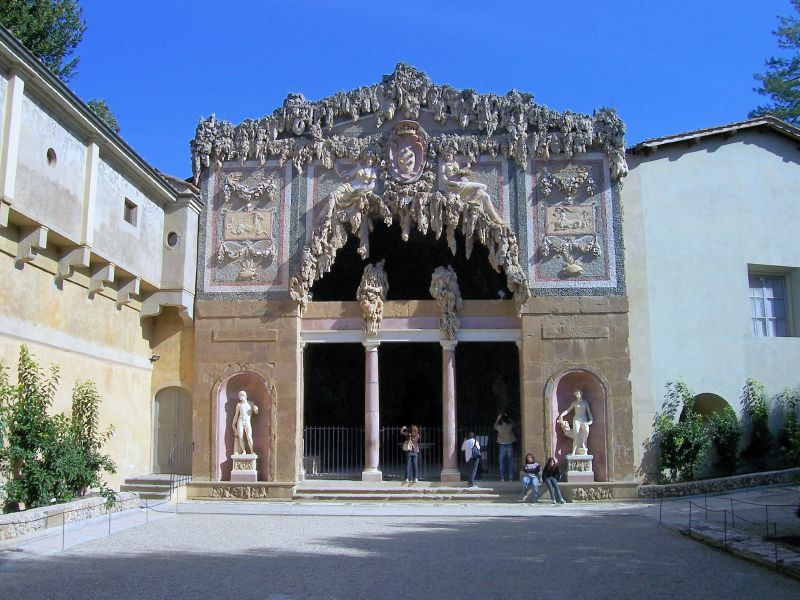
Vstup do Grotta del Buontalenti. Na levé straně vede chodba Corridoio Vasariano
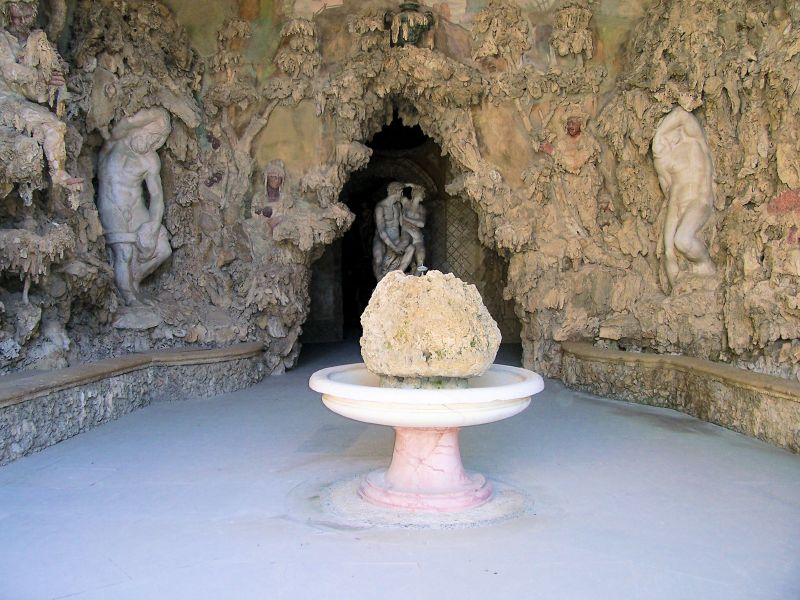
Interiér jeskyně Grotta del Buontalenti

### Vpravo od první osy

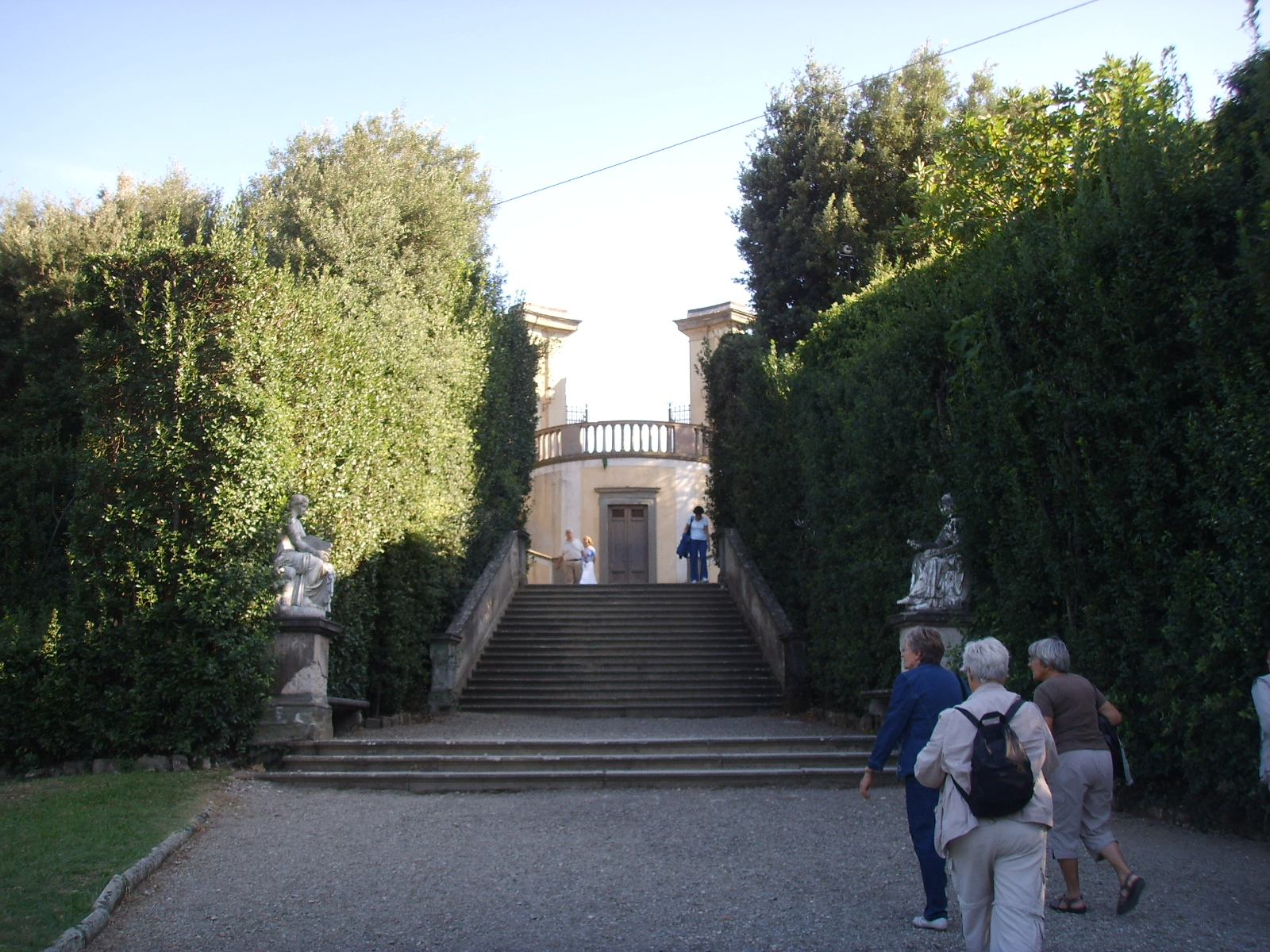
Vstup na dvojité schodiště

Při cestě ze zahrady giardino del Cavaliere, sestupně cestou směrem k jihu, předtím, než dosáhne Prato dell'Uccellare, je místo možného počátku druhé osy zahrady (Viottolone), kde se setkává s druhým schodištěm lemovaným živými ploty a zdobeným dvěma sedícími sochami Múz.
Kousek odtud se nachází skupina mramorových soch Lavacapo (1595–1597) dílo architekta Valerio Cigoli, které zhotovil pro Ferdinanda I.
Odtud se přichází do pole, které se táhne podél Neptunovy fontány, kde jsou některé budovy, které kdysi sloužily jako domy zahradníků, sklady nástrojů a zařízení během zimního období. Zde se nacházejí také ragnaie, husté houštiny, kde se mimo jiné do sítě chytá drobné ptactvo.
Stinné cesty, které zabírají prostor mezi amfiteátrem a Prato del Pegaso, jsou obklopeny klenbou stromoví. Leží zde také dvě zajímavé architektonické stavby kryté kopulí a částečně zapuštěné v zemi. Jsou to dvě nejchladnější místa Boboli, předchůdci chladničky. Zde se díky ledu, dodaného z Abetone a prostředí v klimatických podmínkách jeskyně, uchovávaly pokrmy pro kuchyně velkovévody.

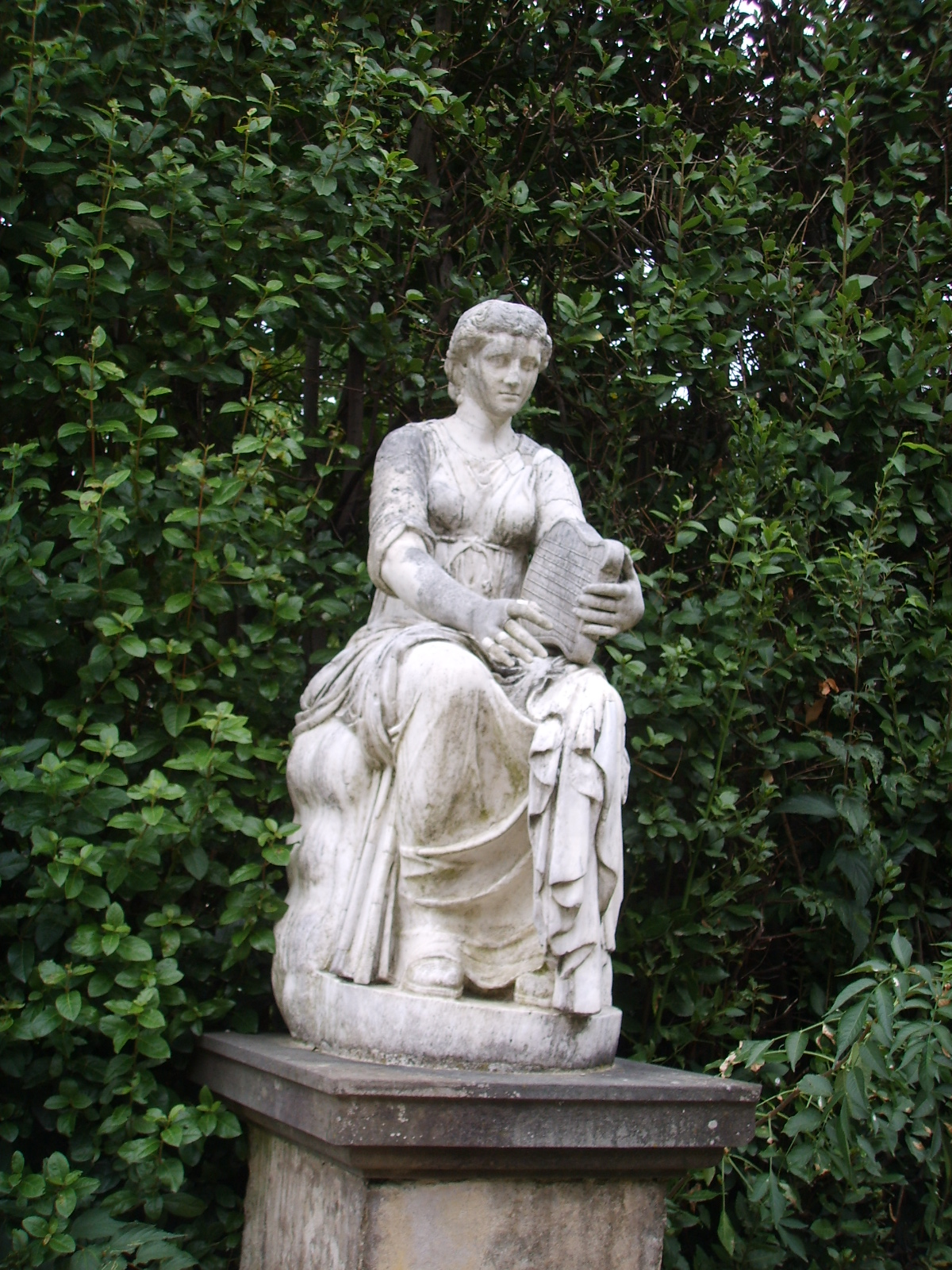
První ze soch sedících Múz
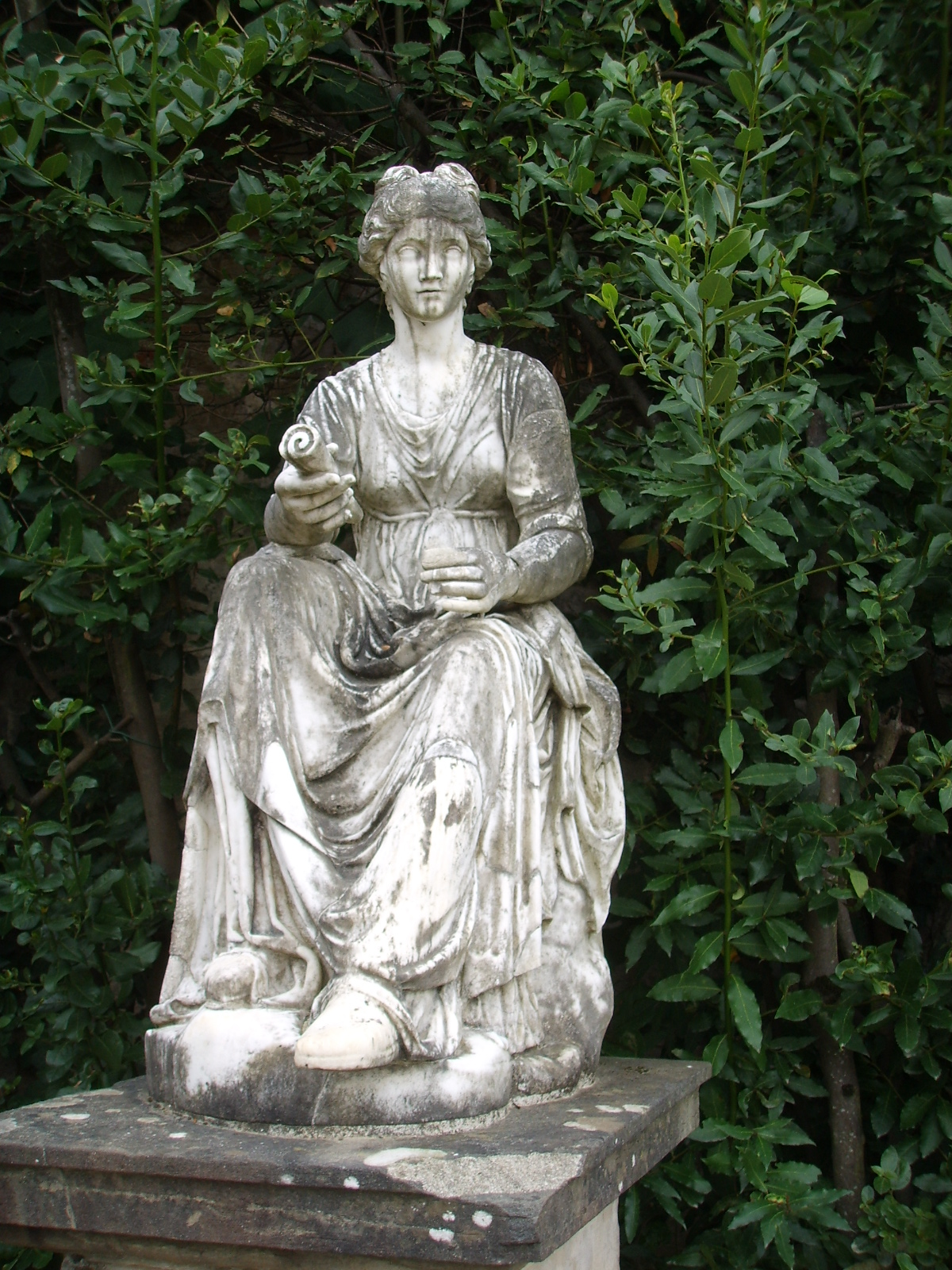
Druhá ze soch sedících Múz
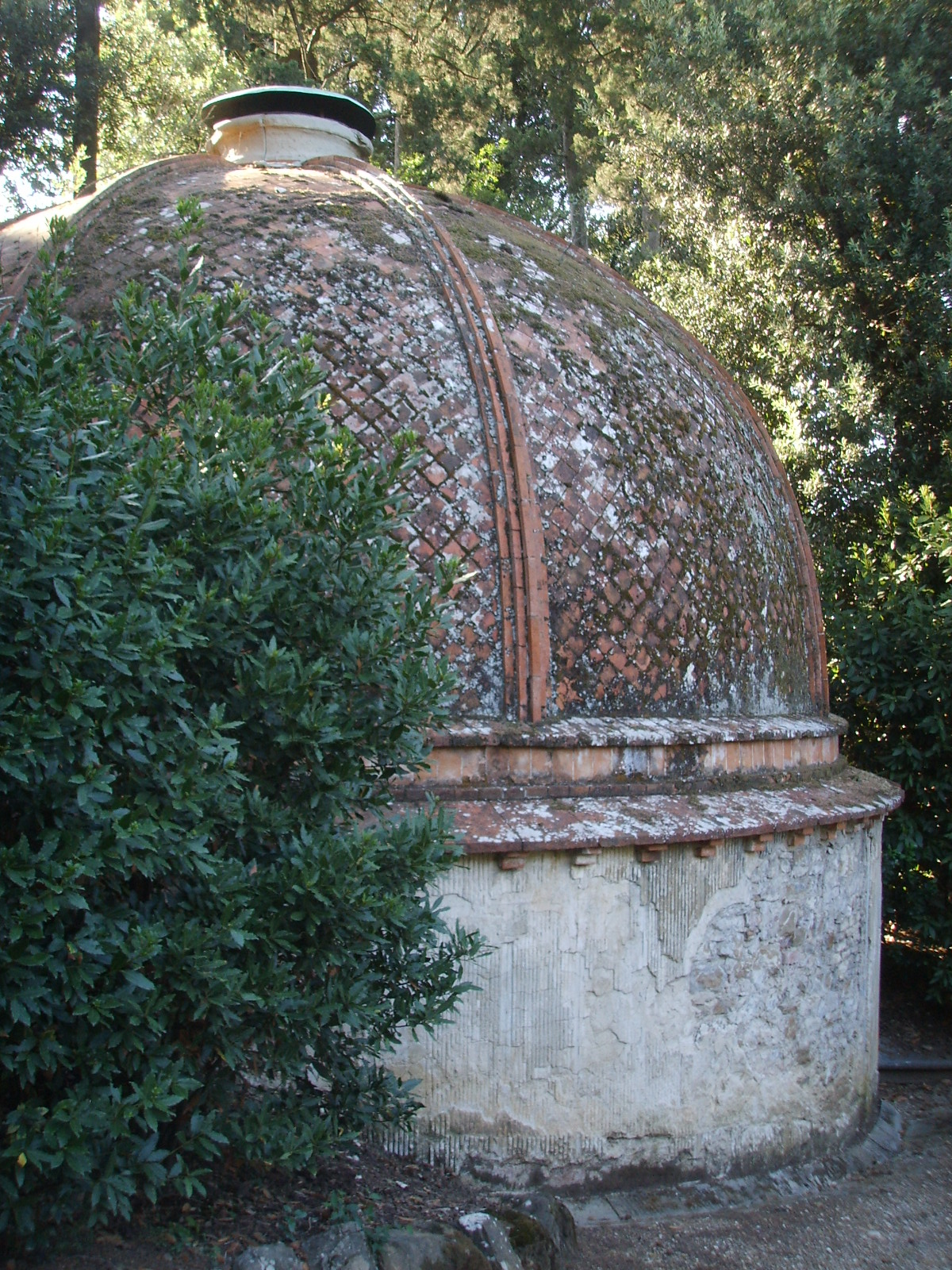
Kopule jedné ze dvou chladíren

### Druhá osa

#### Il Prato dell'Uccellare

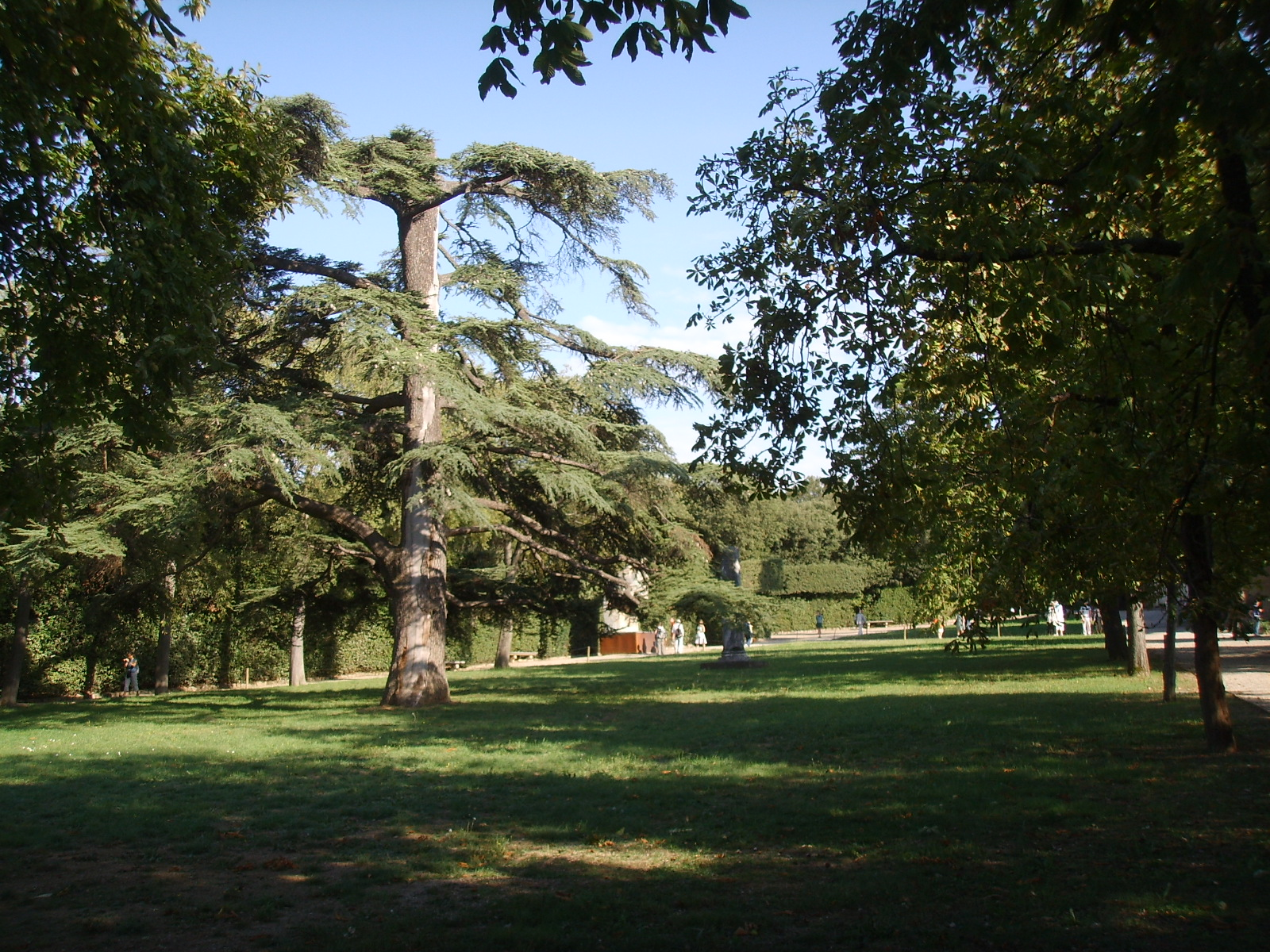
Il Prato dell'Uccellare

Ideální vstup na druhé osu parku je nazýván Il Prato dell'Uccellare (v překladu trávníky ptáčníků, jsou tak pojmenované pro mýtiny v lesíku), který se nachází na zvýšeném místě napříč k Viottolone.
Tato velká louka je obklopena stoletými duby a cypřiši které vyznačují hranici západní části zahrady. Ve středu je prostor ozdoben zlomeným sloupem. Na straně je jedna z mála současných prací na zahradě, monumentální plastika od Igora Mitoraje, která zůstala v zahradě po výstavě polského umělce (2002). Je zde výhled na městskou část Oltrarno, přes Palazzina della Meridiana.

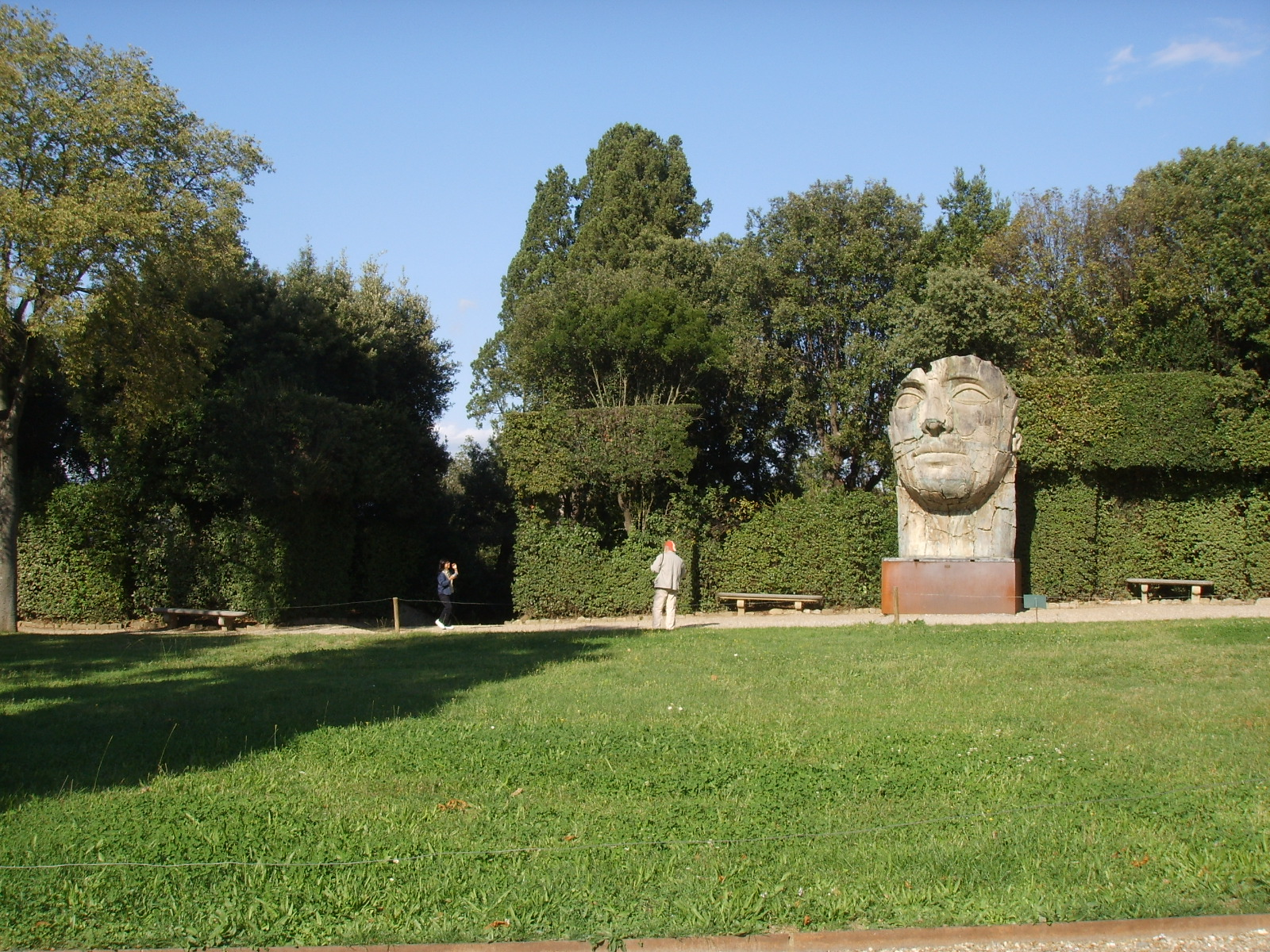
Výhled na trávník s dílem I. Mitoraje
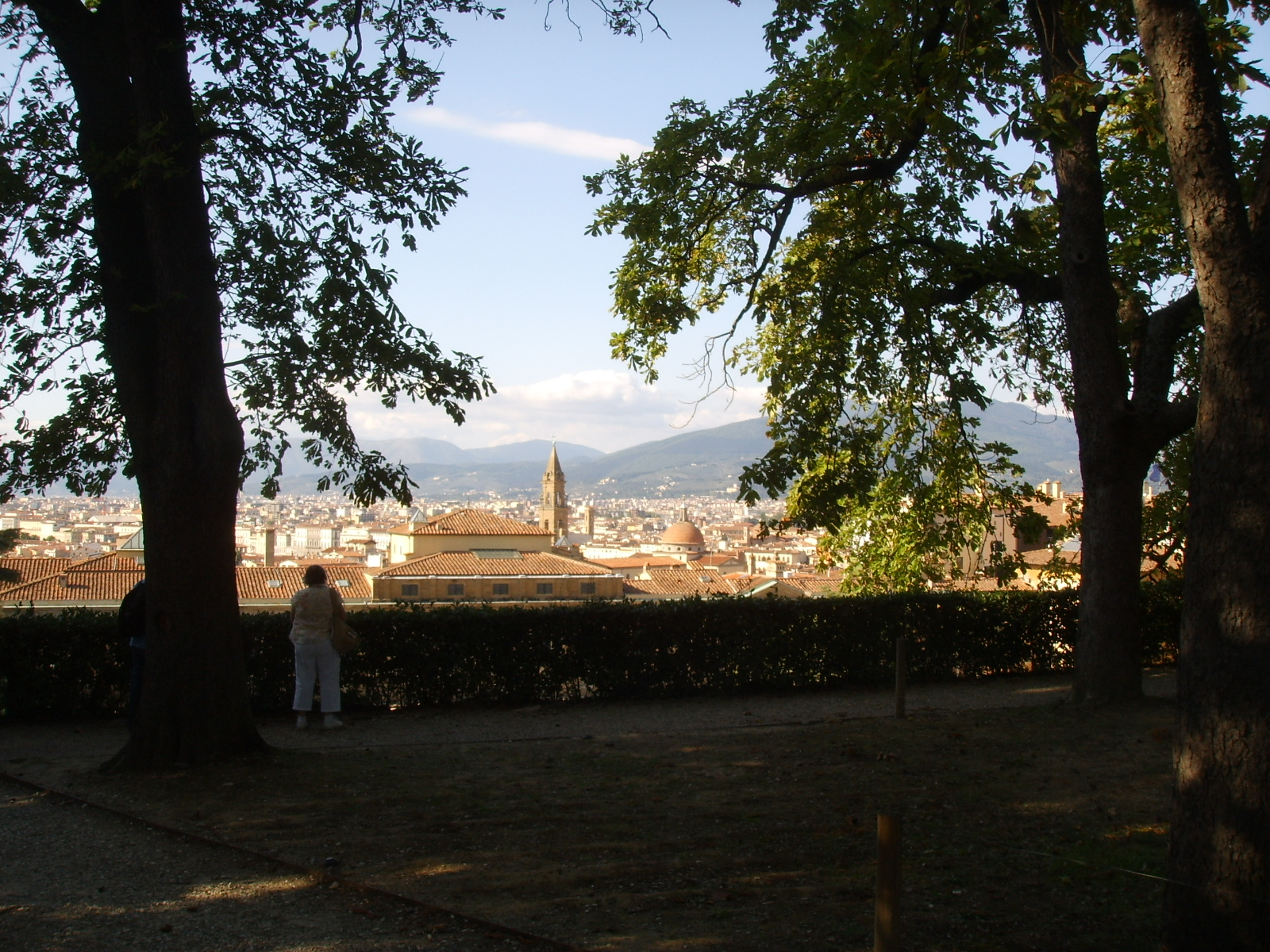
Panorama
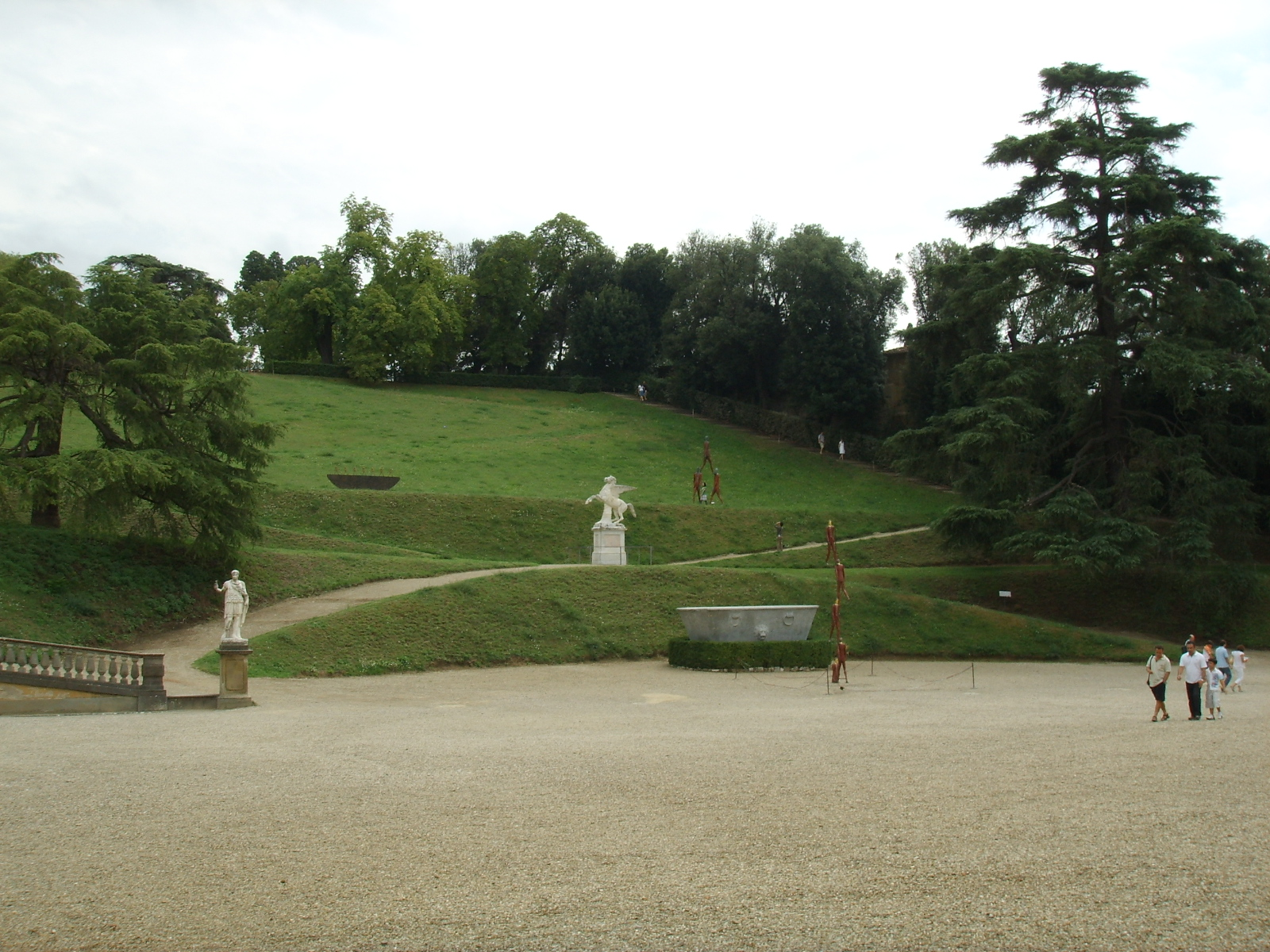
Il Prato di Pegaso

#### Il Prato del Pegaso
Pod Prato dell'Uccellare, se kolem klikaté cesty rozšiřuje Il Prato del Pegaso, svah kopce z kterého je výhled na polohu významných budov a zejména na náměstí pokryté štěrkem palazzina della Meridiana.
Tato oblast má své jméno podle mramorové plastiky nazvané Pegasus, jejímž autorem je Aristodemus Costoli (1865). Plastika je používána jako symbol regionu Toskánsko. Jsou zde i další sochy a velká vana z šedé žuly. Velké stromy, které zde stojí jako solitéry a jsou vysázeny asymetricky, připomínají styl anglického parku.

#### Viottolone

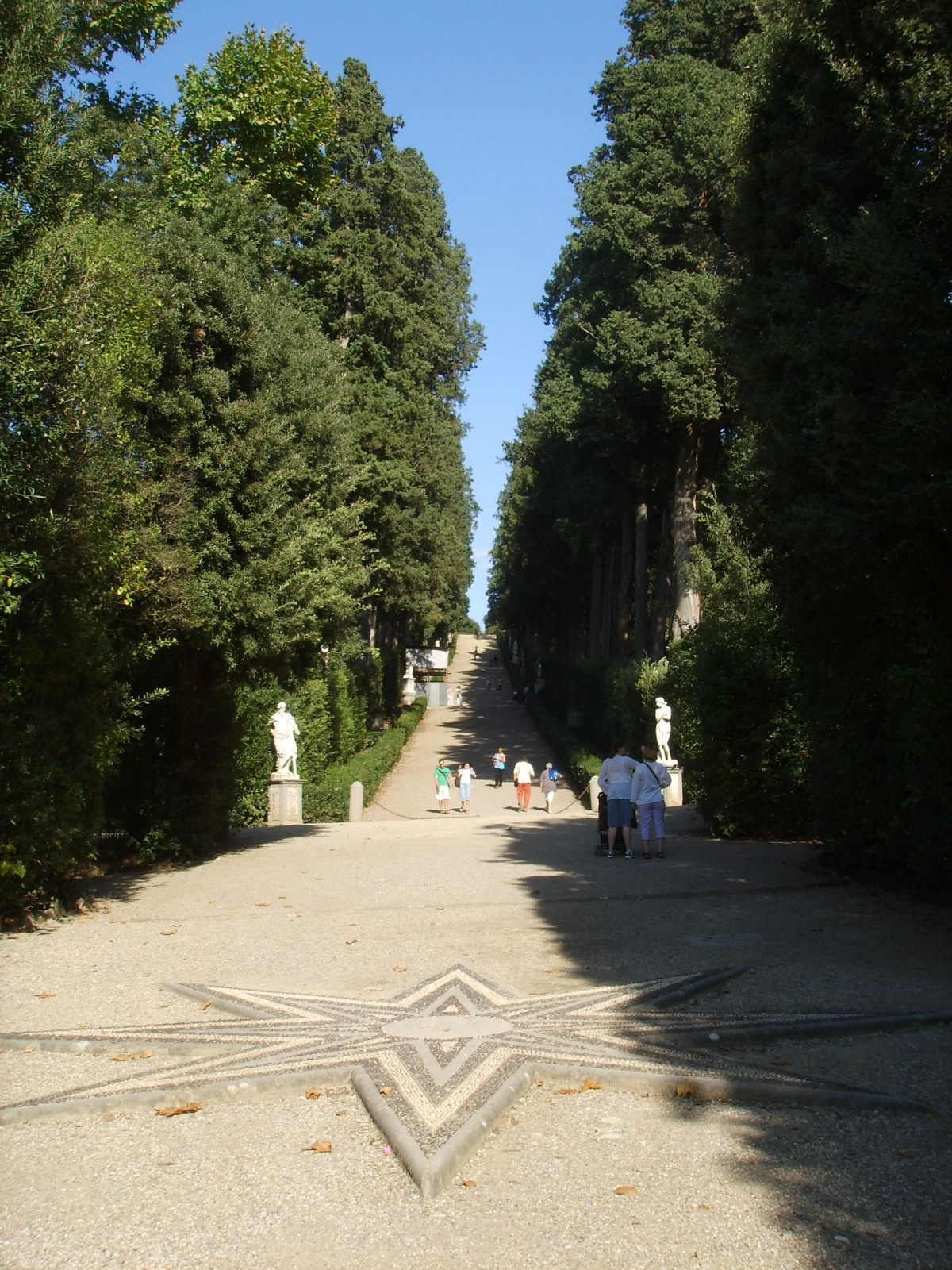
Viottolone

Viottolone je prudce klesající široká cesta, lemovaná dvěma řadami cypřišů vysazených v roce 1637 a zdobí četné sochy ze šestnáctého až osmnáctého století, které označují vedlejší osy (v jihozápadním směru) zahrady. Sochy stojí symetricky umístěné v blízkosti křižovatky, kde se Viottolone kříží se třemi dalšími cestami, jež jsou historické, románské, byly upravovány především v sedmnáctém století.
Oblast na levé straně Viottolone tvoří zpustlé bludiště. Křižuje ji cesta, v podstatě tunel, tvořený vegetací (ragnaia).
Ústí Viottolone na Prato dell'Uccellare je označeno dvěma sochami které jsou nazývány dei Tirannicidi greci (Vrahové řeckých tyranů). Nachází se před pozadím cypřišů a živých plotů z vavřínu. Tyto dvě staré sochy pouze torza, a zvláště cenná je socha na levé straně, kopie Aristigitona z bronzového sousoší z roku 447 př. n. l. od aténských sochařů Kritia a Nesiota (pravá socha je restaurována).
Viottolone je rozdělena třemi bočními cestami, které tvoří šest oddělení zahrady. Ty jsou níže popsány podrobněji.

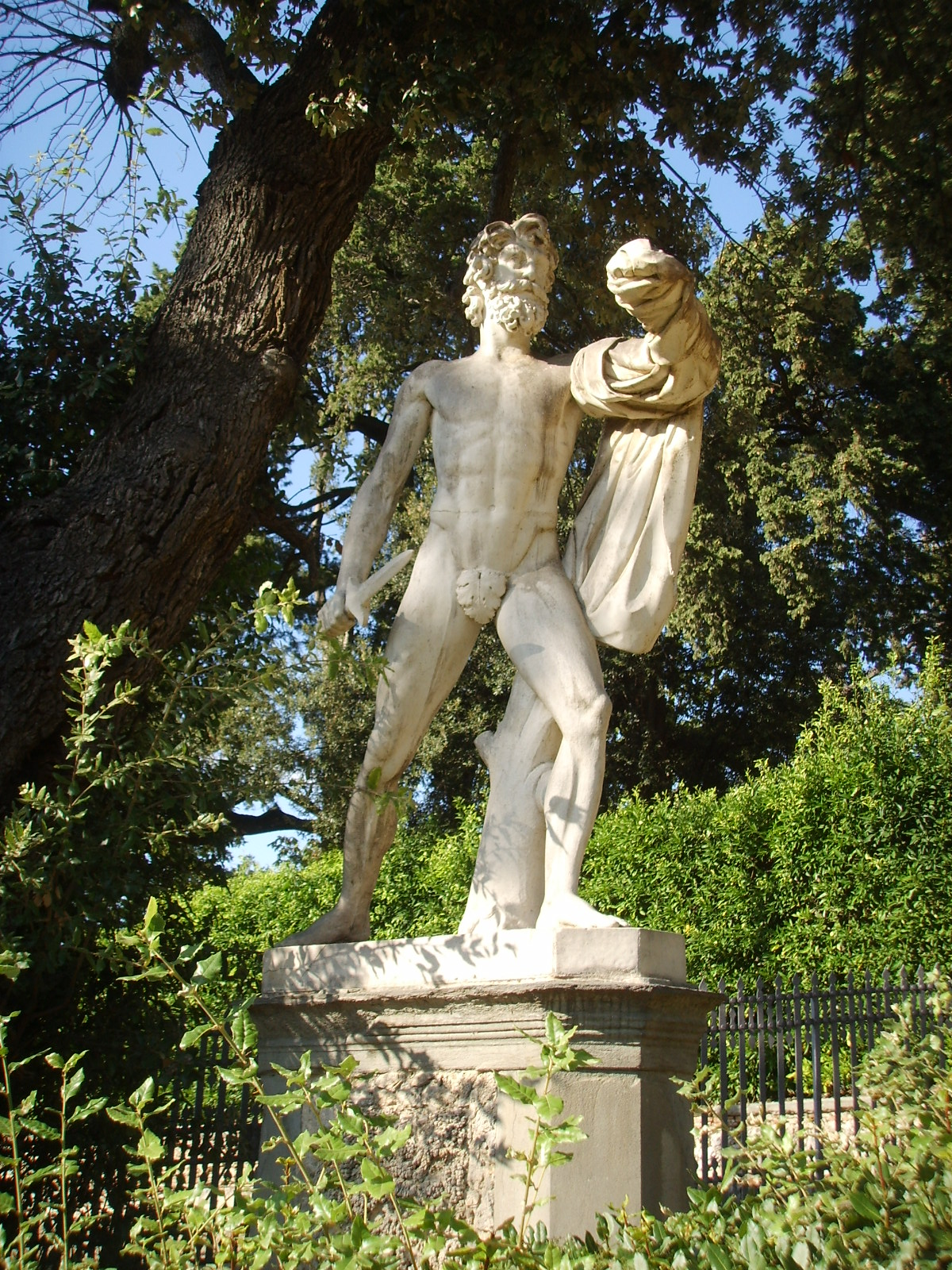
Tirannicida
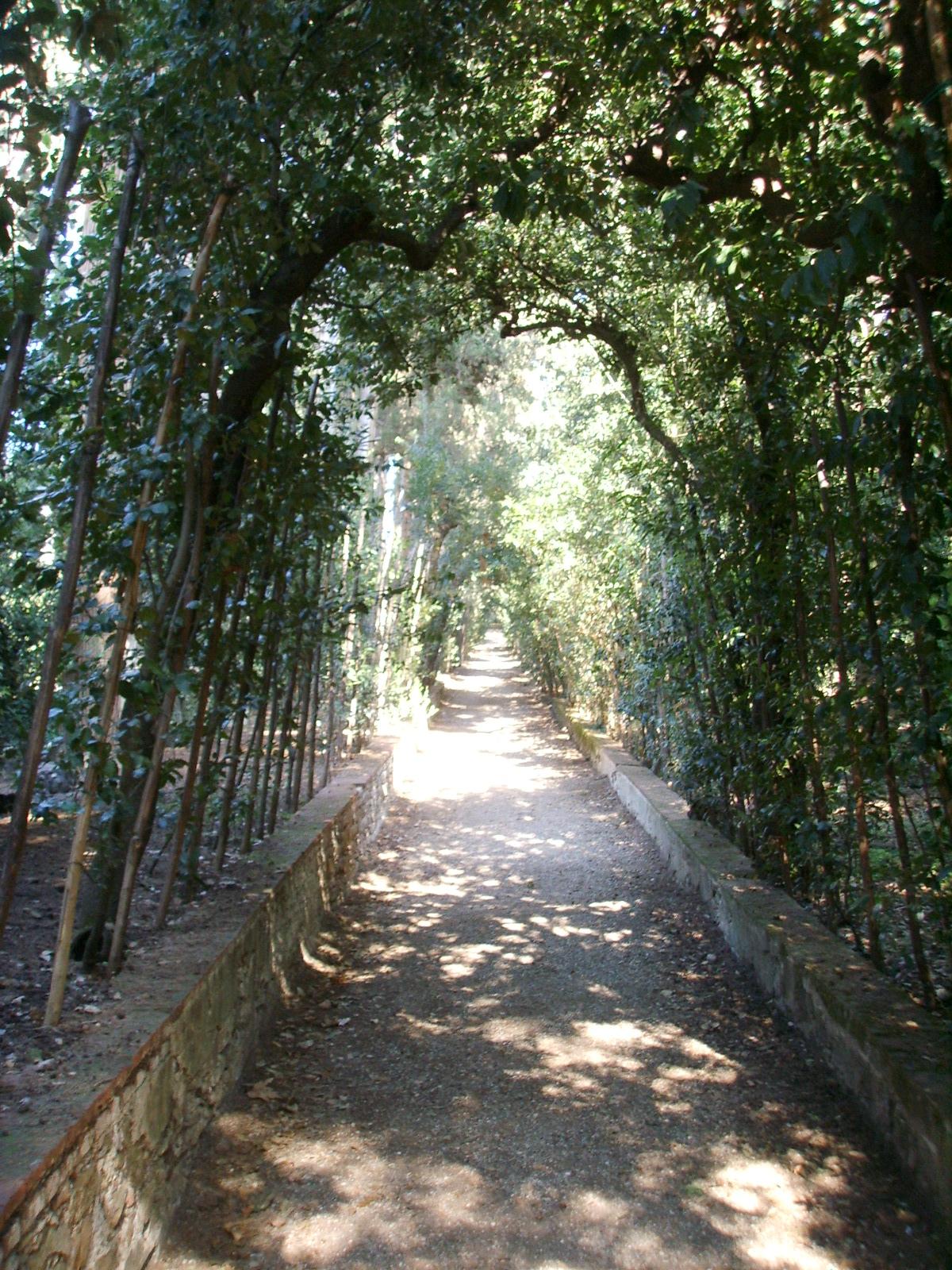
Jedna z cest krytých vegetací na straně Viottolone

#### První cesta křižující Viottolone

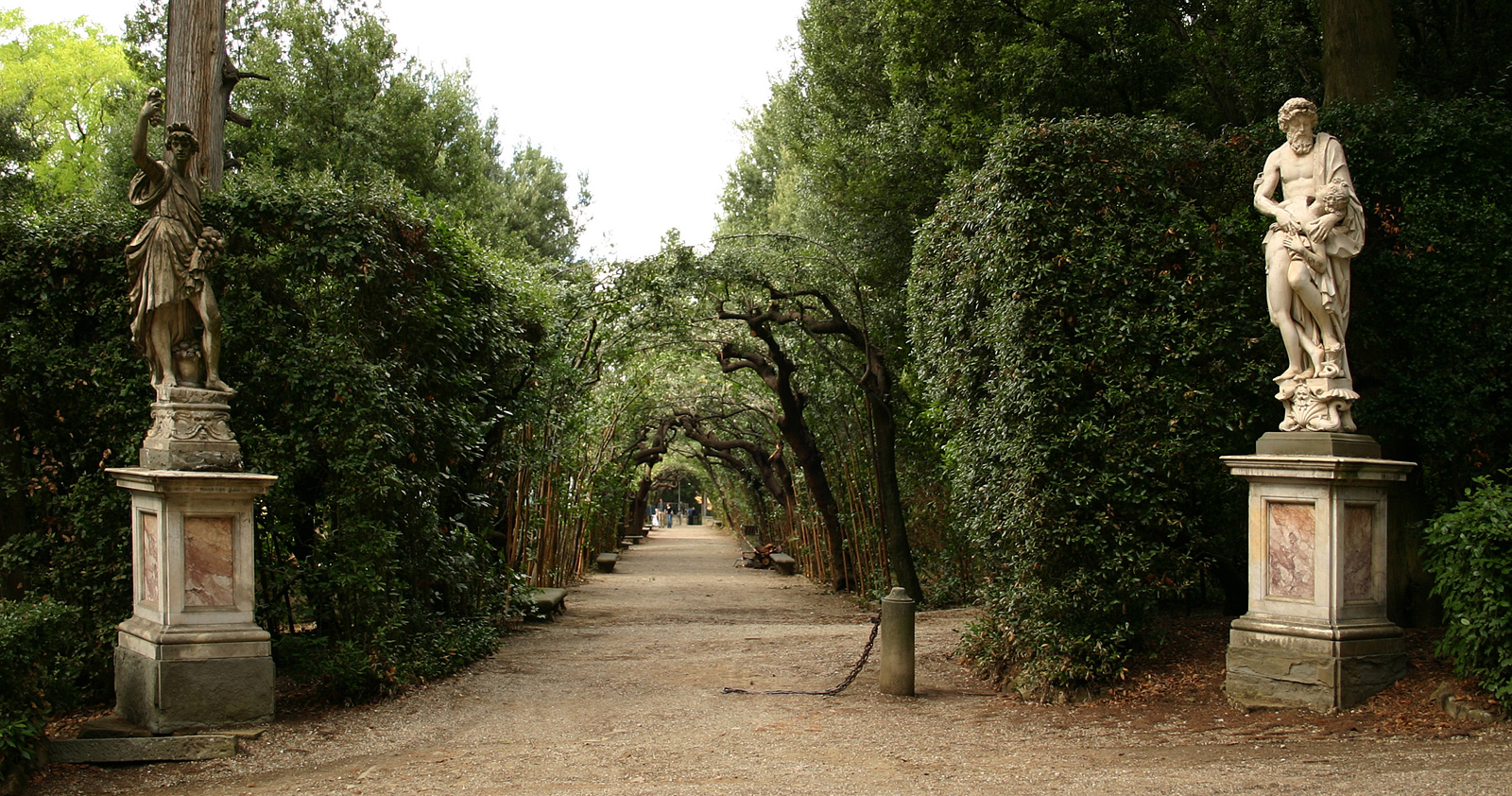
První křižující krytá cesta

První cesta křižující Viottolone se skládá z pergoly z dubu, který tvoří dvě kryté cesty, tunely s nízkým kamenným základem na obou stranách.
Spojení na hlavní křižovatce s hlavní cestou je označeno dvěma sochami, v pohledu na levé straně lze vidět nádrž s eliptickým květinovým záhonem uprostřed, který byl centrem jednoho z bludišť v této části zahrady.
V místě napojení na Viottolone byly na každém rohu umístěny čtyři sochy, autorem všech je Giovanni Caccini: Prudenza (lze přeložit jako Prozíravost, nebo Opatrnost), Esculapio e Ippolito morente (Umírající Asklépios a Hippolytos) od Polykleita, Autunno (Podzim), Higea (Hygiena).
Na konci, na pravé straně je kašna Fontana dell'Oceano, stejného jména jako ta ve středu slavného Isolotto di Boboli, kterou zhotovil Giambologna. Tato menší kašna zachycuje mladého muže, pod jehož nohama je delfín, z nějž vytéká voda.

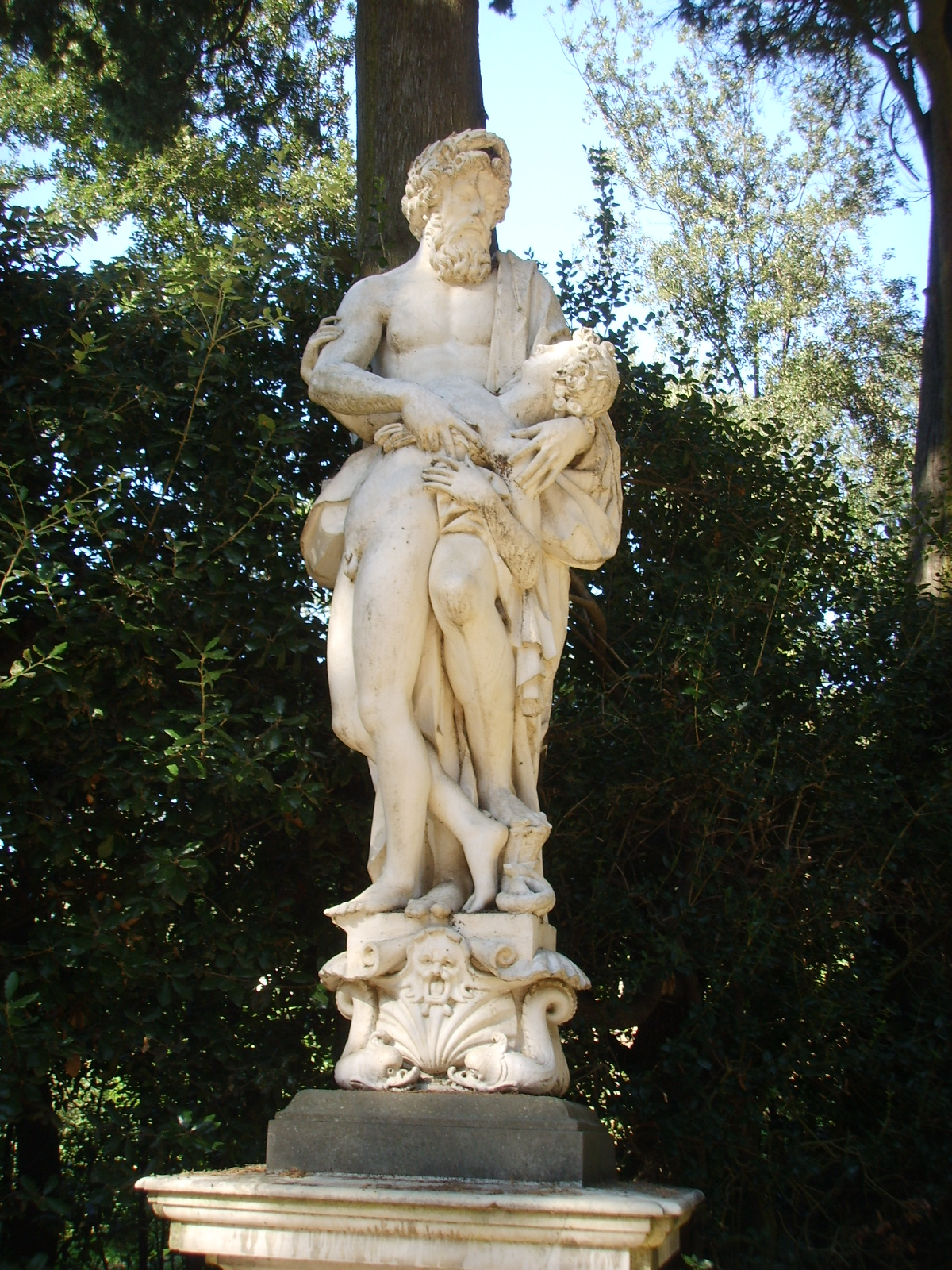
Esculapio con Ippolito morente
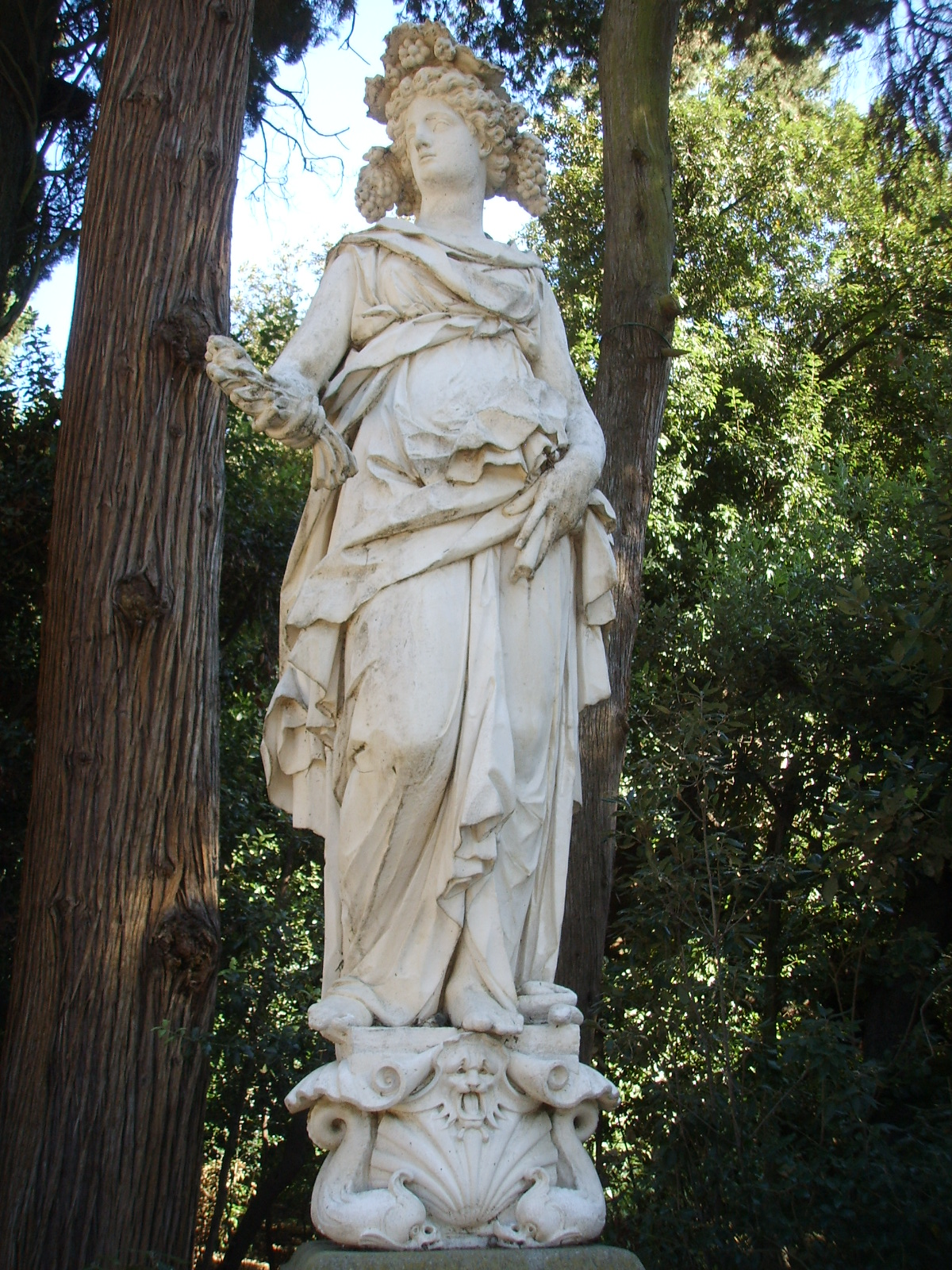
Higea
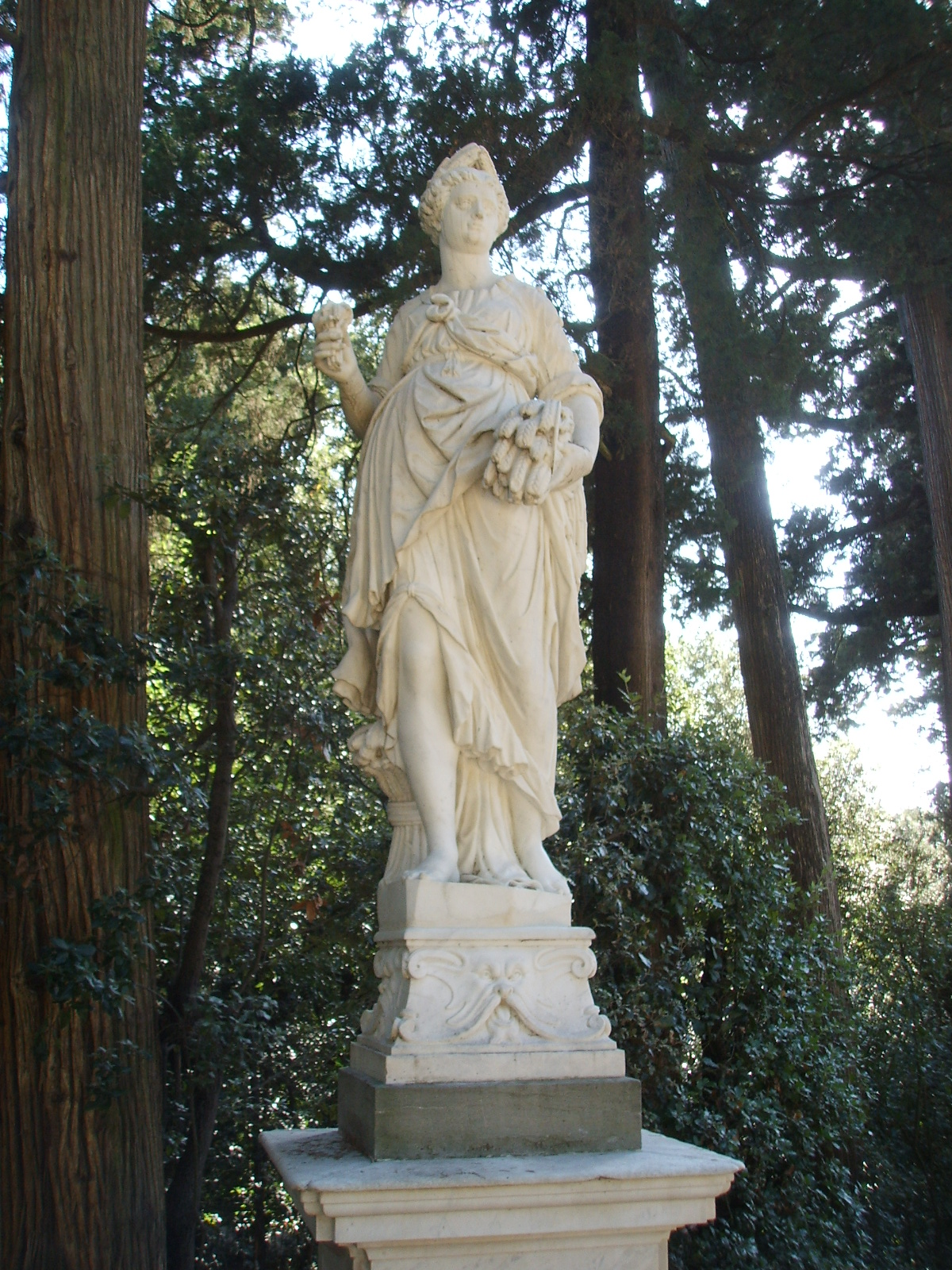
Prudenza
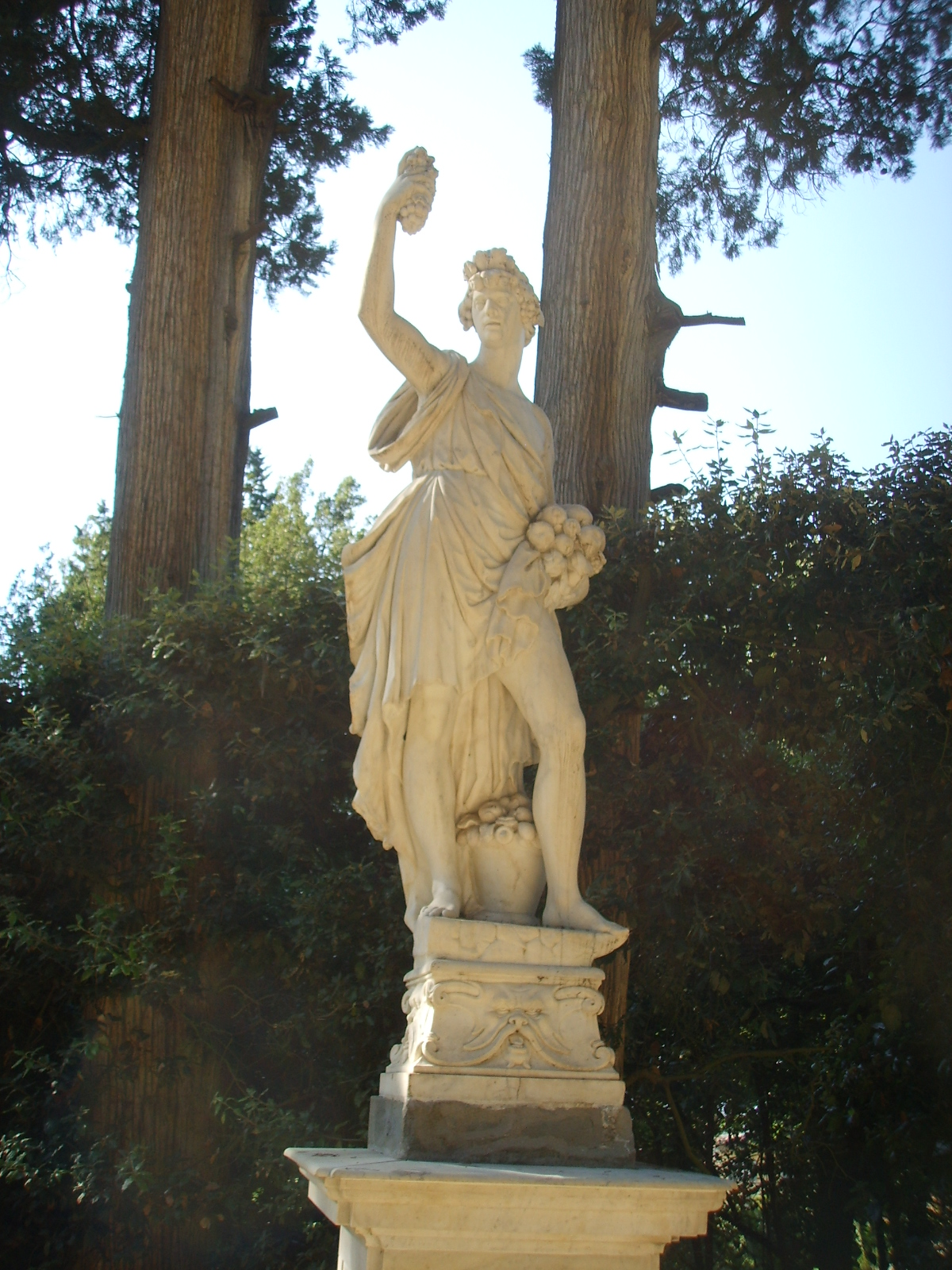
Autunno

#### Druhá cesta křižující Viottolone

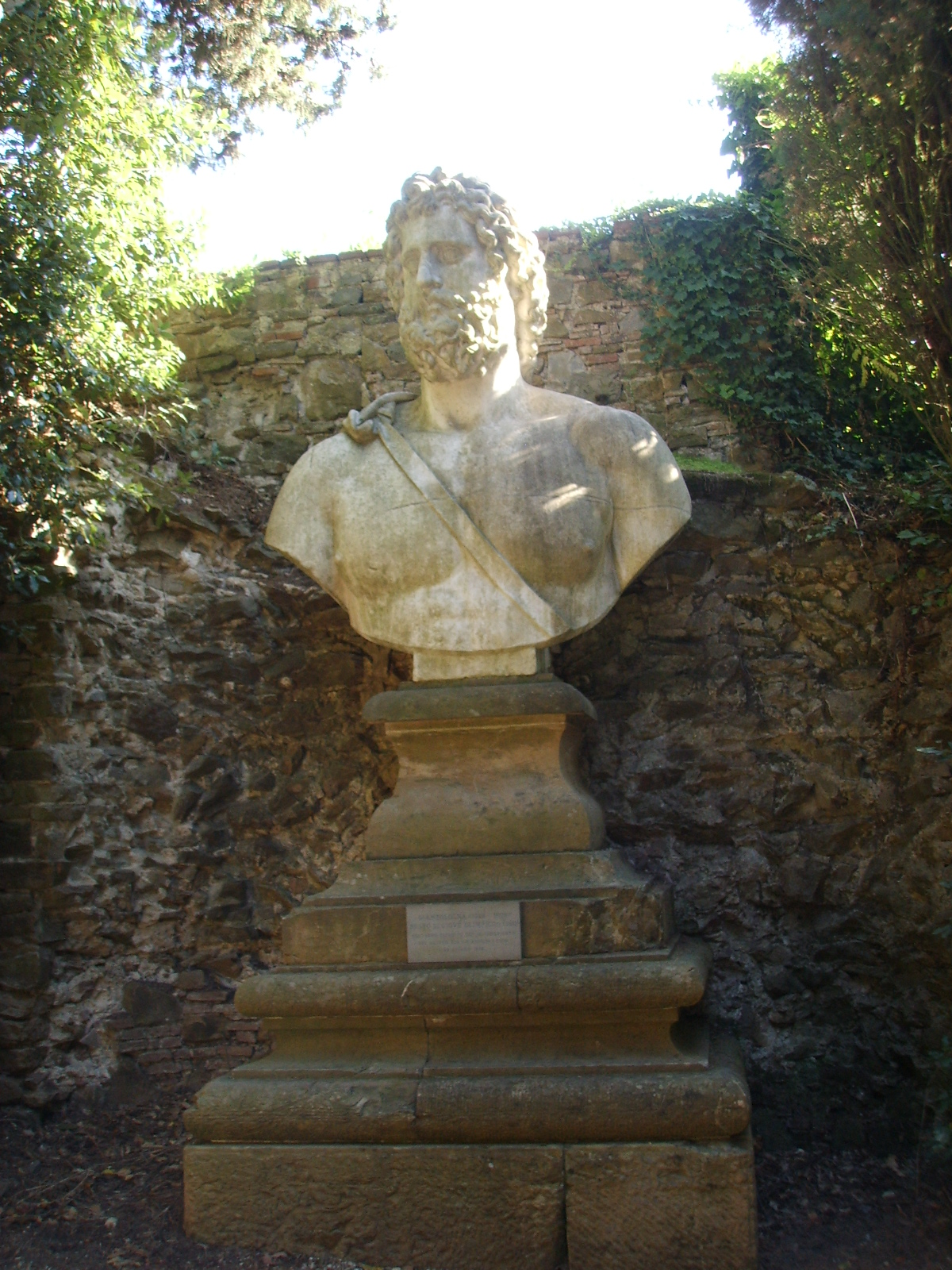
Giambolognova bysta Dia – Busto di Giove Olimpico, asi 1560

Na křižovatce druhé cesty s Viottolone stojí tři sochy z románského období – Senatore, Bacco a Filosofo calvo. Čtvrtá socha Andromeda je z sedmnáctého století.
Spodní části levého ramene cesty křižující Viottolone, na městské hradby, dominuje perspektivní pohled na obrovské poprsí Jupitera Olympského, připsaný sochaři Giambologna přibližně z roku 1560, na základech z pískovce. Vedle sochy je také zvláštní fontana dei Mostaccini od autora Romolo del Tadda (1619–1621). Skládá se z řady malých nádrží propojených kanály v nichž prýští voda plastikou masky k další úrovni. Kromě estetické hodnoty této fontány měla také praktickou funkci: Malé nádrže přitahují malé ptáky, kteří jsou pak zachycení sítěmi. Sítě visívaly mezi větvemi v okolních houštinách lesíku.

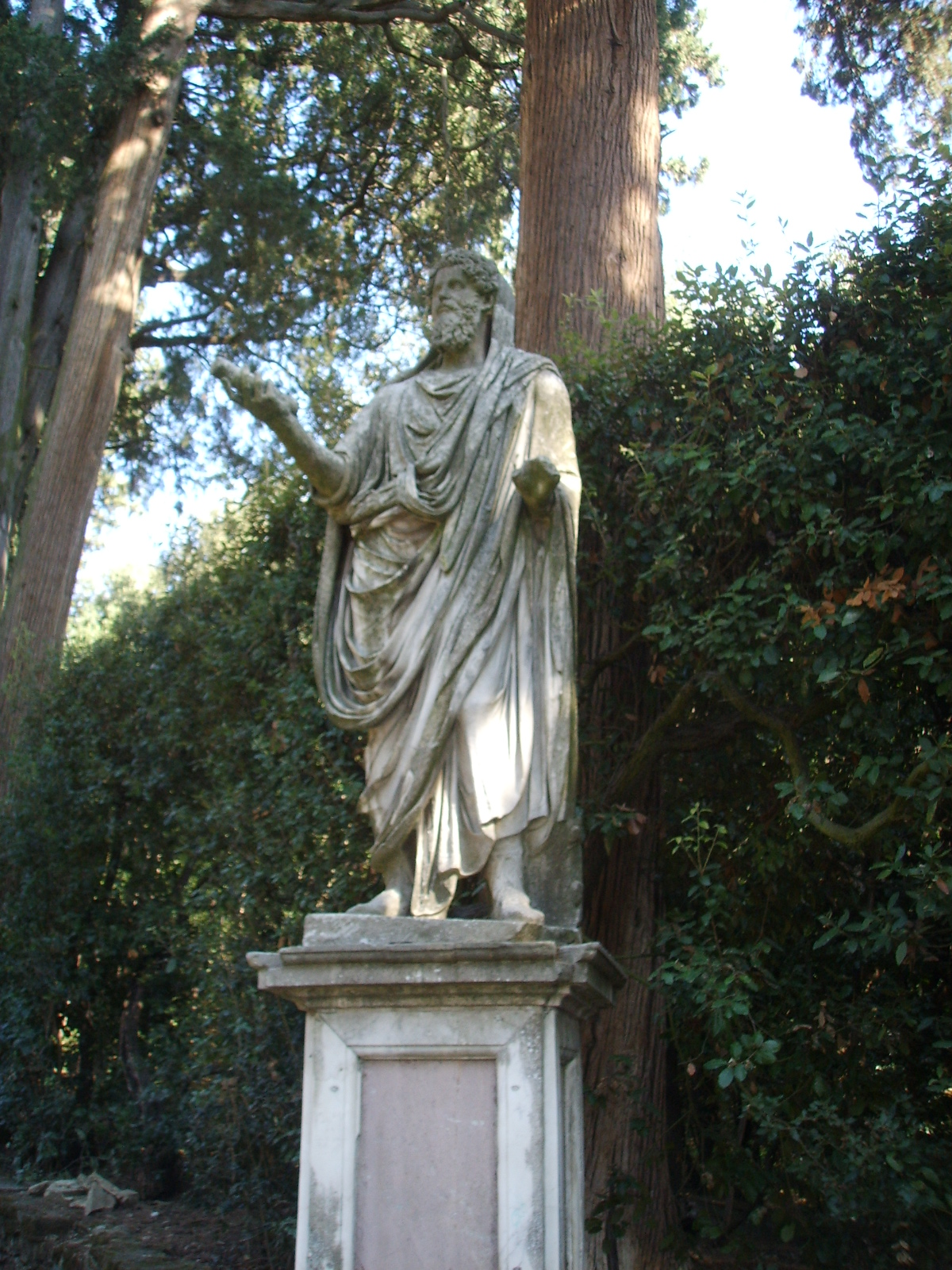
Senatore
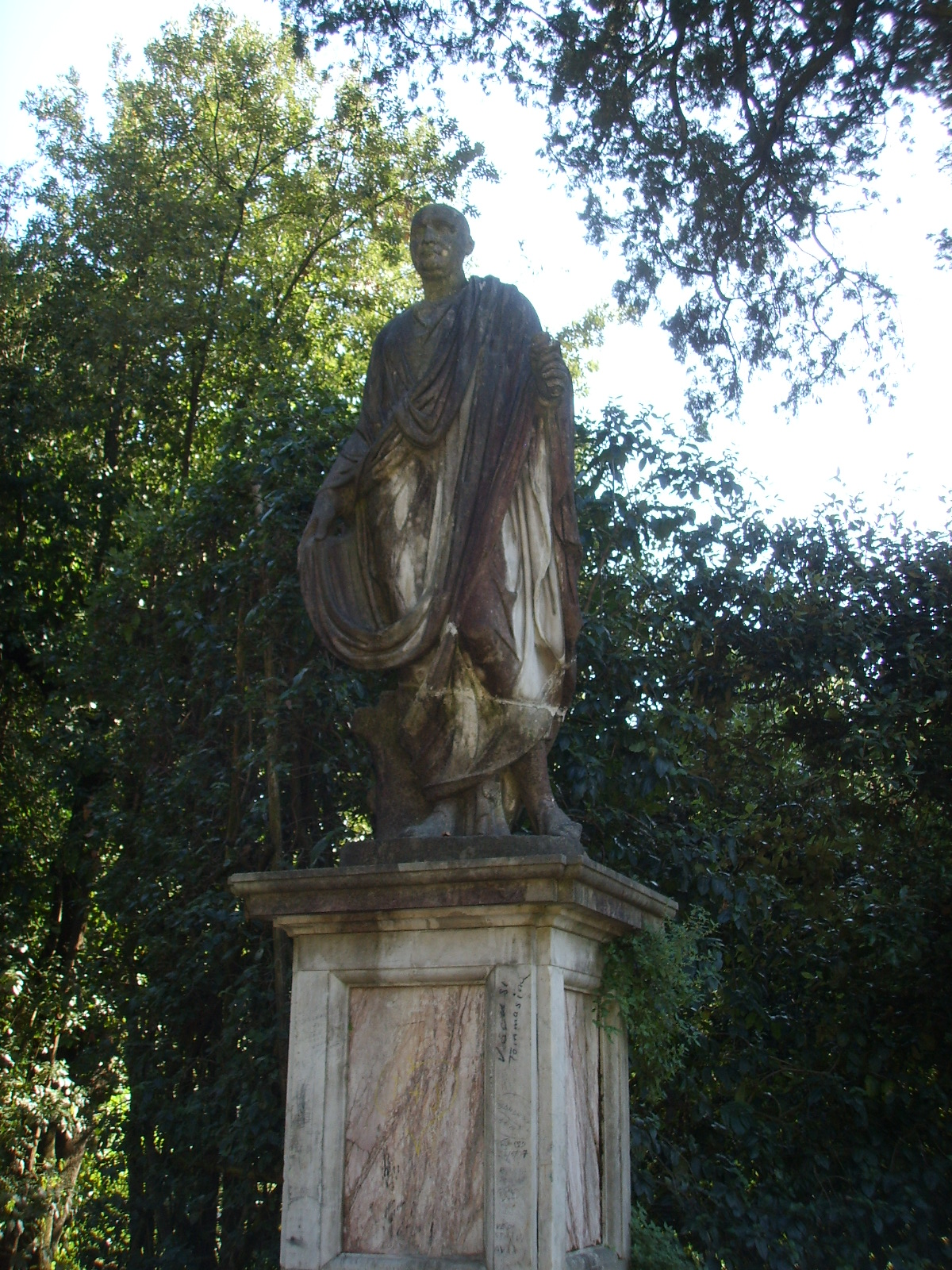
Filosofo calvo
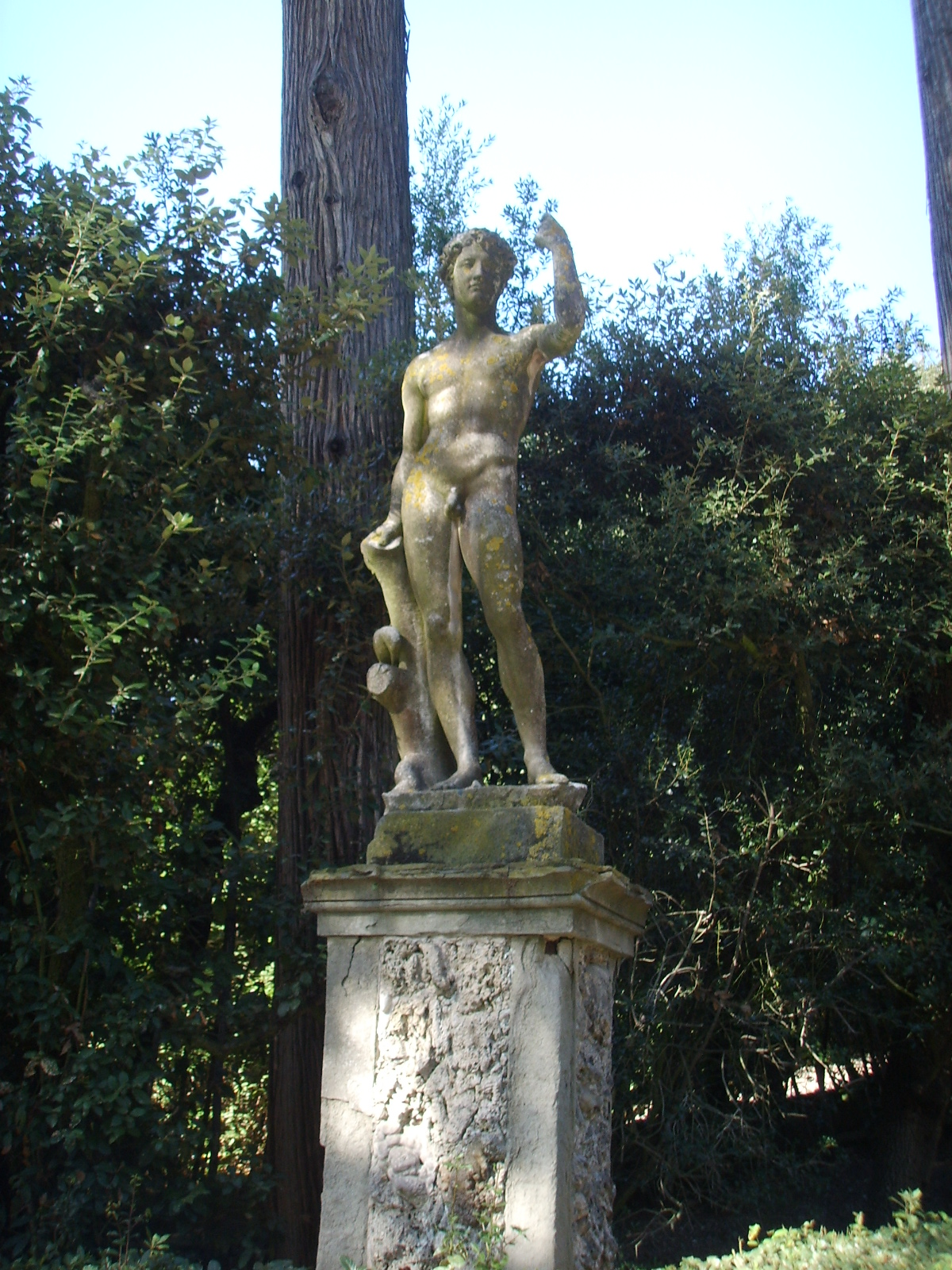
Bacco
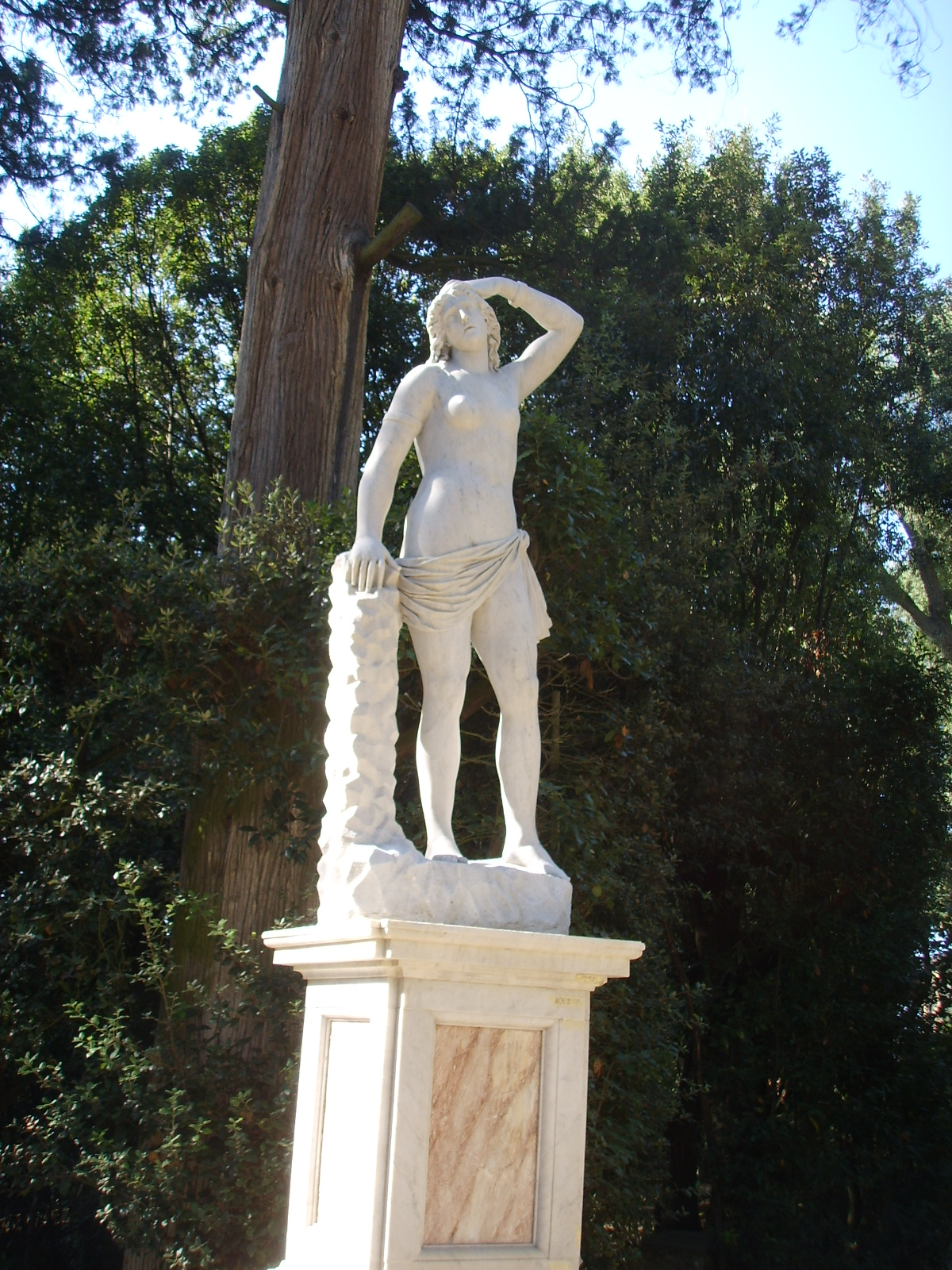
Andromeda
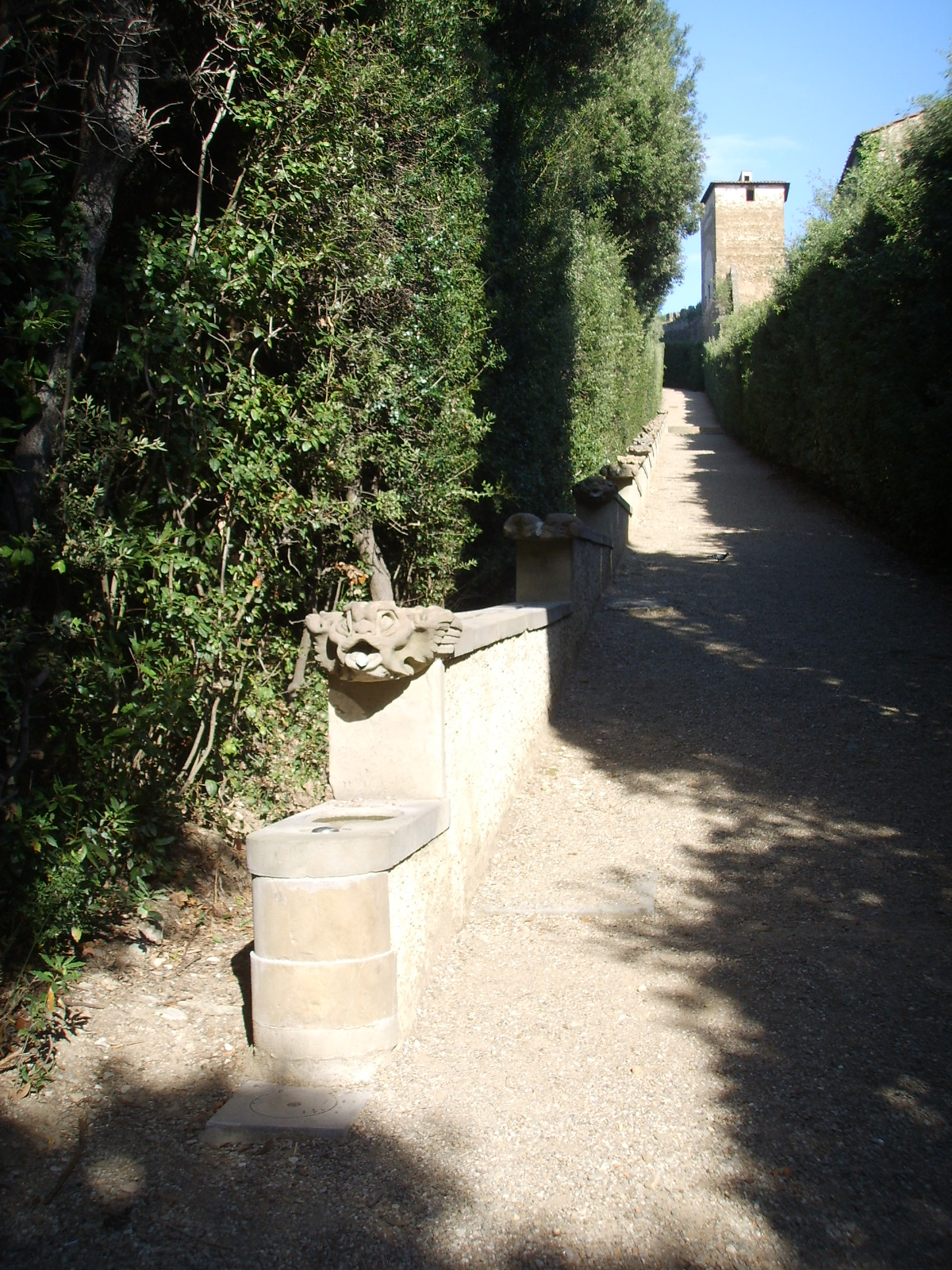
La fontana dei Mostaccini
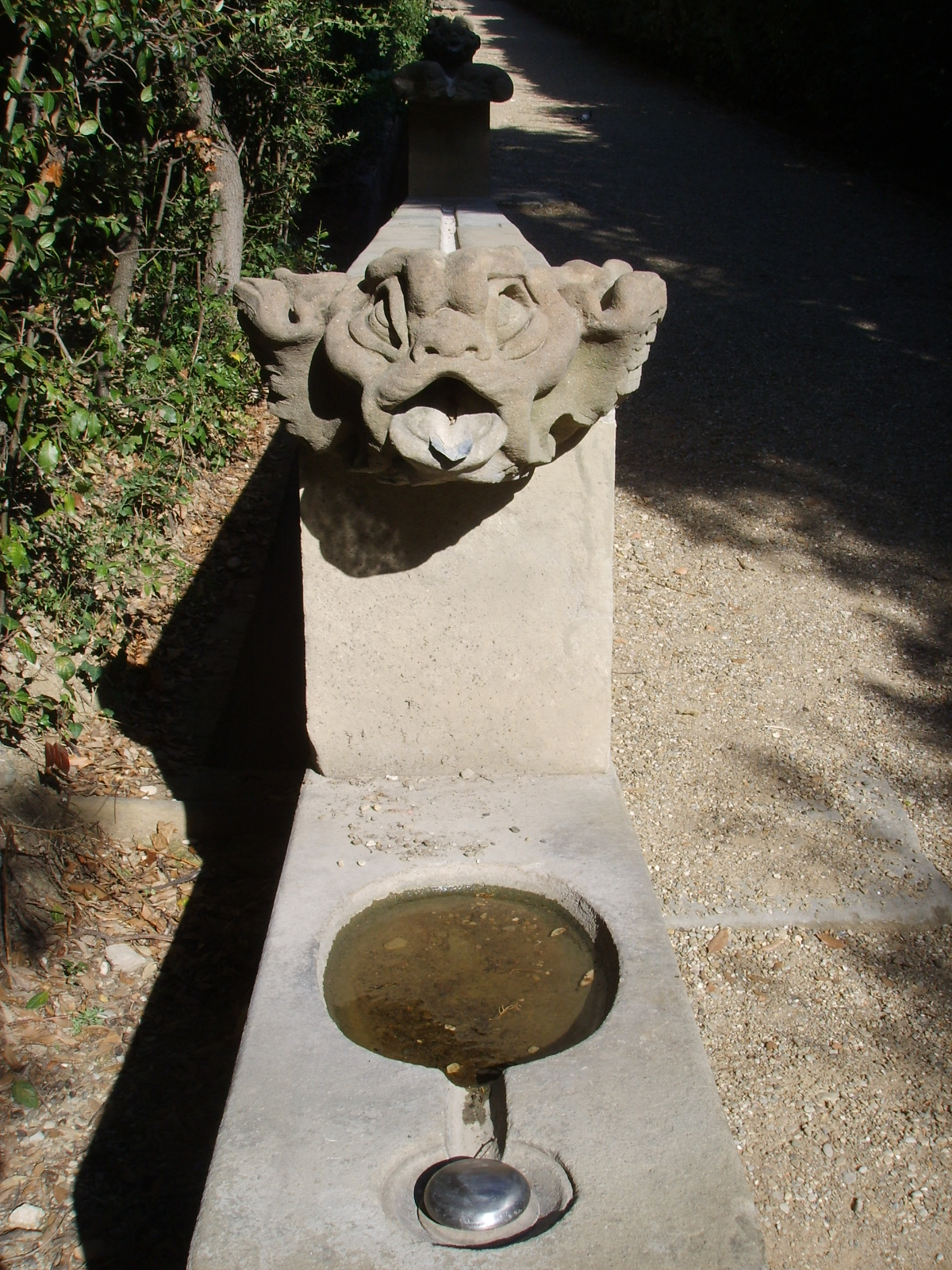
La fontana dei Mostaccini, masky

#### Třetí cesta křižující Viottolone

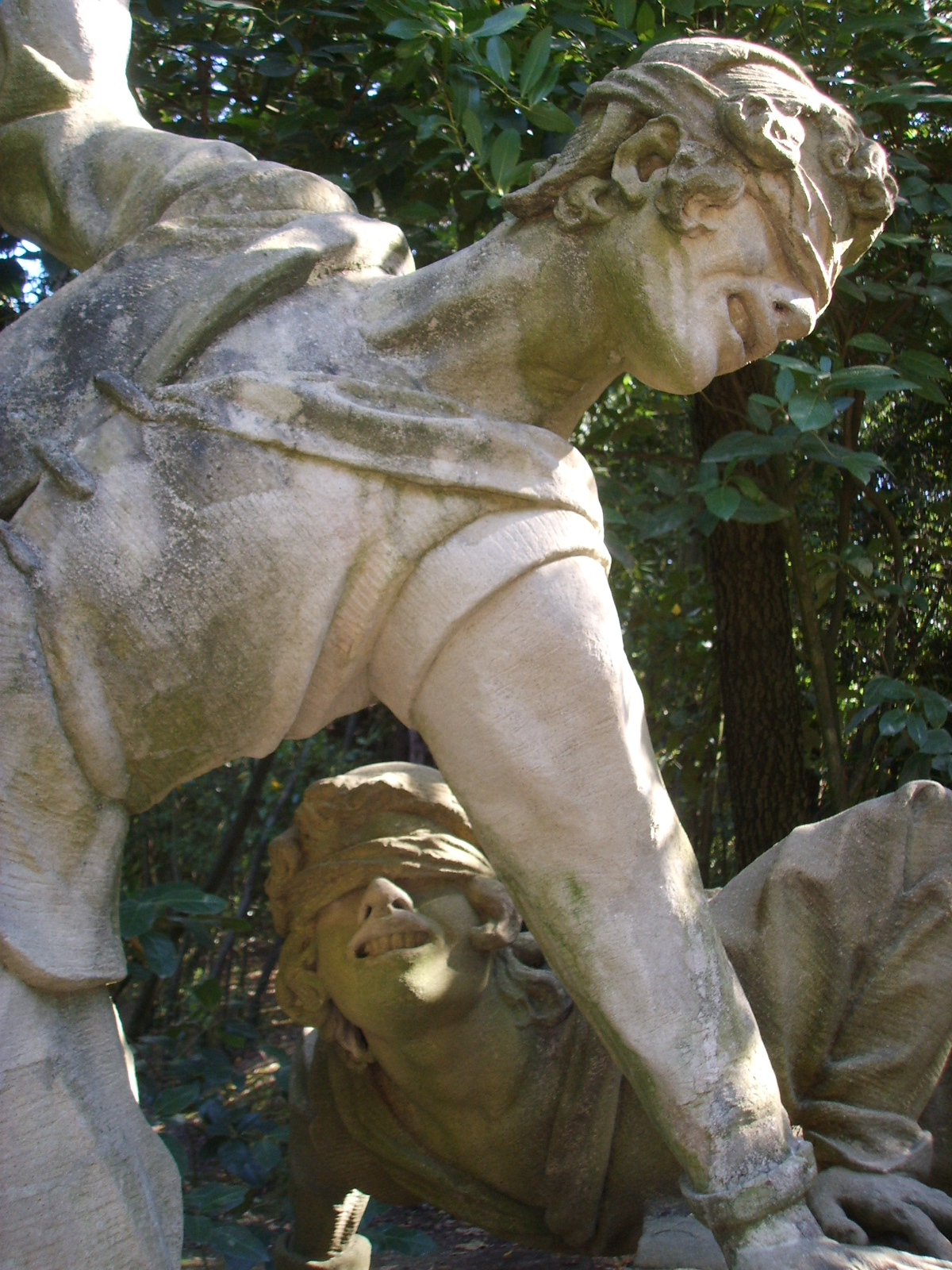
Sousoší hráčů Giocatori del saccomazzone (detail)

Třetí cesta křižuje Viottolone více jihozápadněji a je spojena s mnoha pěšinami, které vedou různě komplikovaně stočené v poslední části zahrady. U křižovatky cest se živými ploty ze zimostrázu stojí čtyři exedry, kde se nachází sochy nazvané Esculapio, Andromeda, Ninfa a Modestia.
K tomu je třeba přičíst sousední skupinu giocatori vytvořenou ve stylu sedmnáctého století s lidovými motivy: Giocatori alla pentolaccia od autora Giovan Battista Capezzuoli a Giocatori del saccomazzone (1780) od Orazio Mochi, autorem návrhů je však Romulus Tadda.

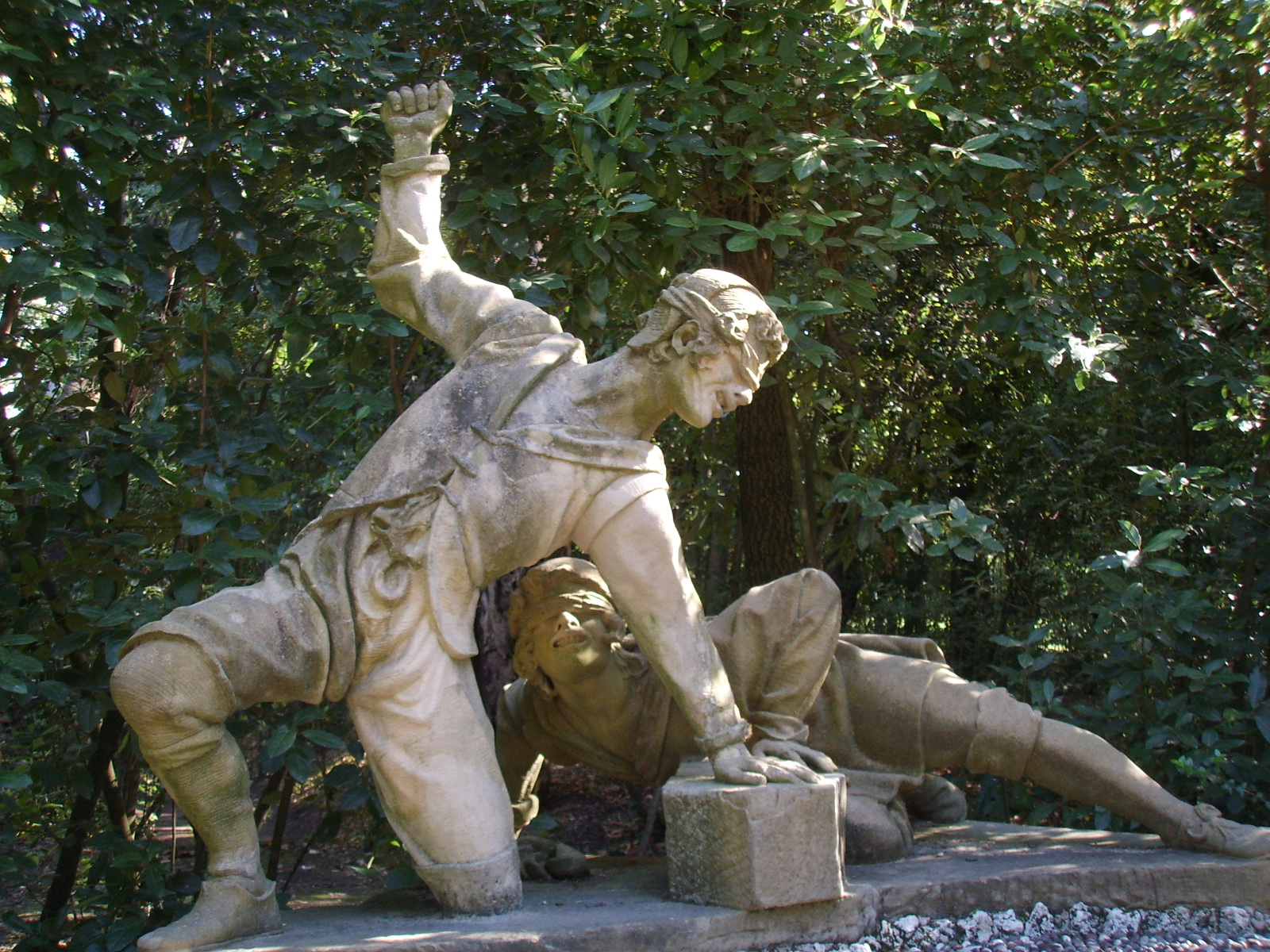
Sousoší Giocatori del saccomazzone
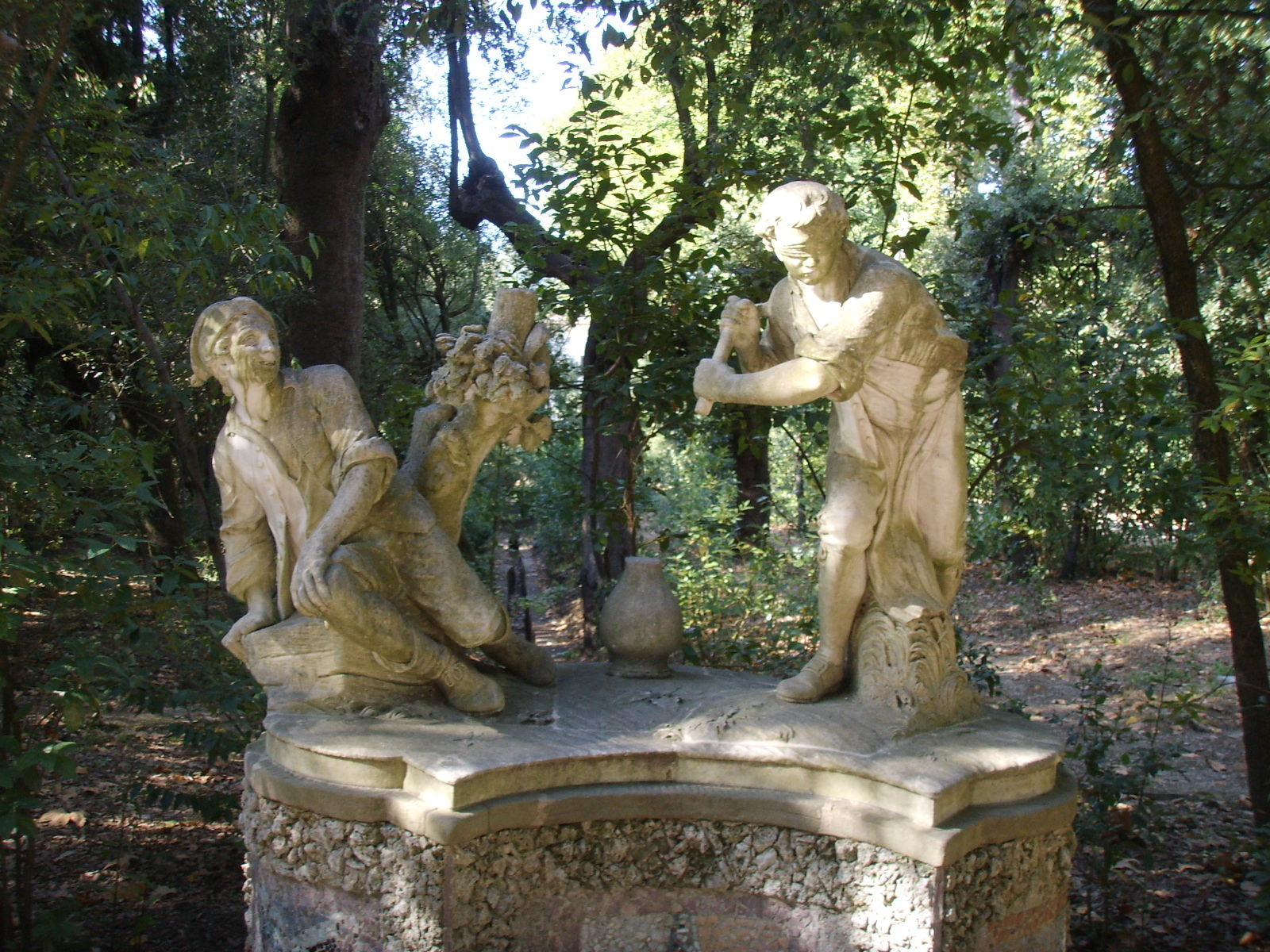
Sousoší Giocatori della pentolaccia
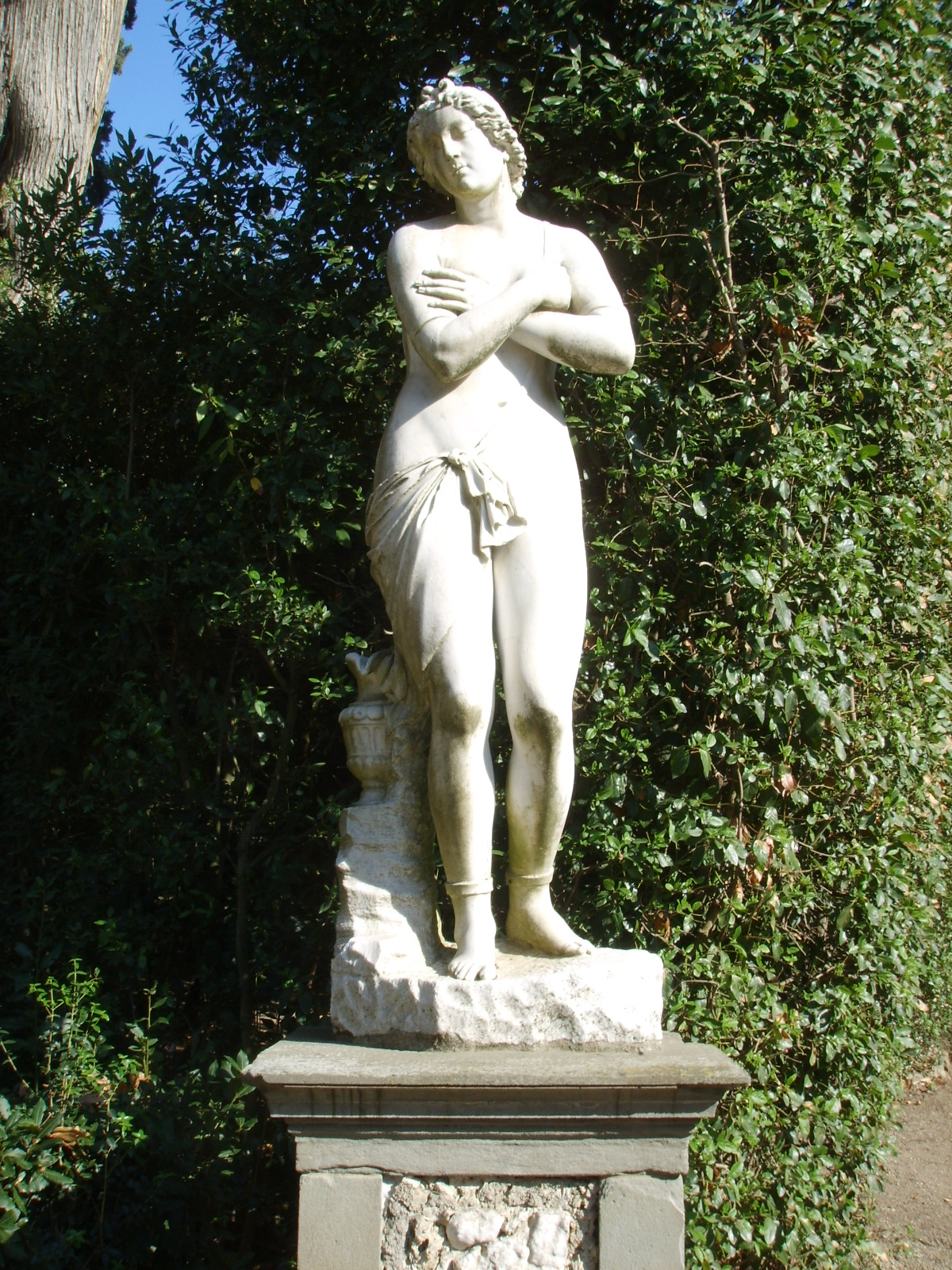
Andromeda
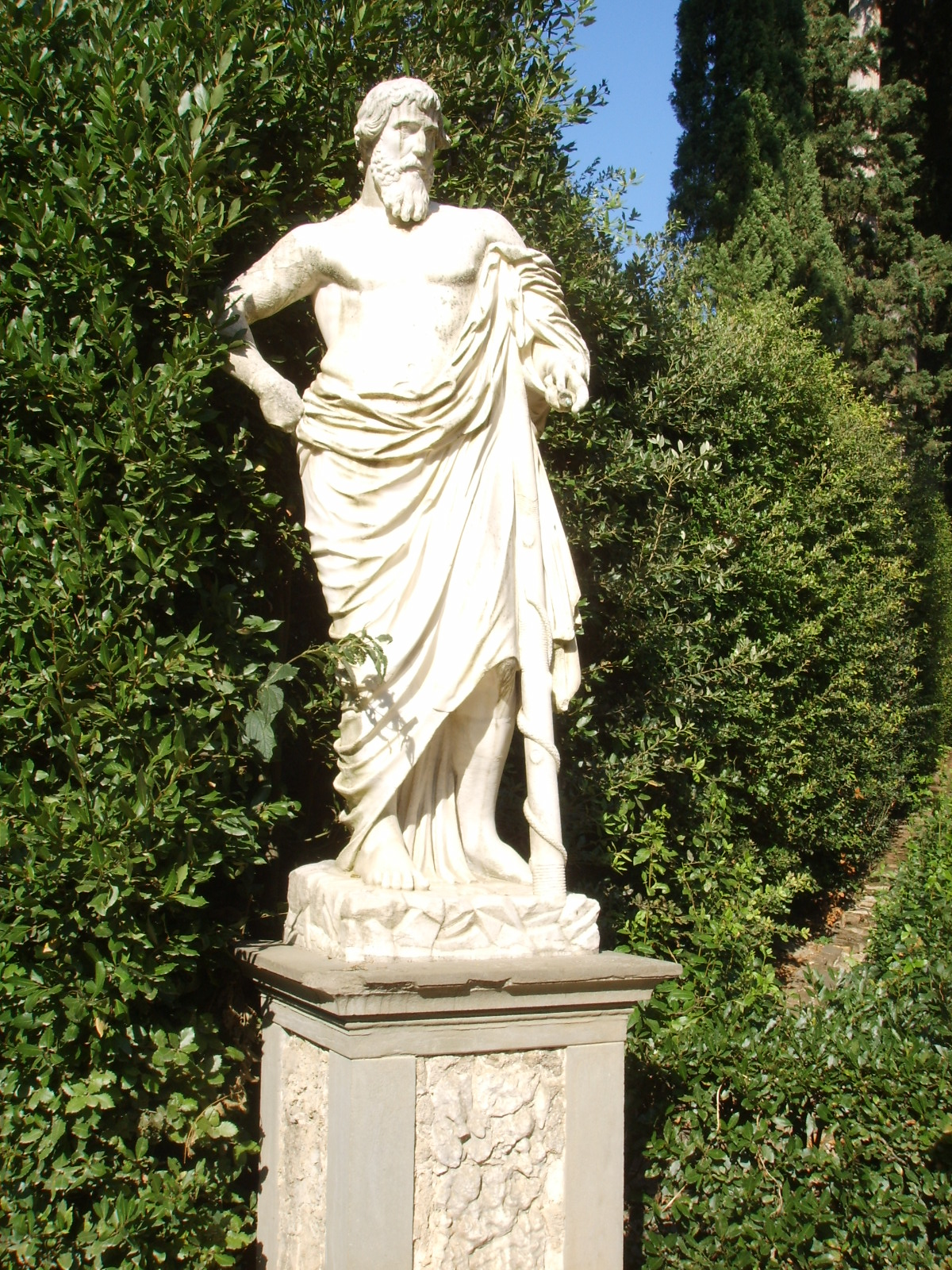
Esculapio
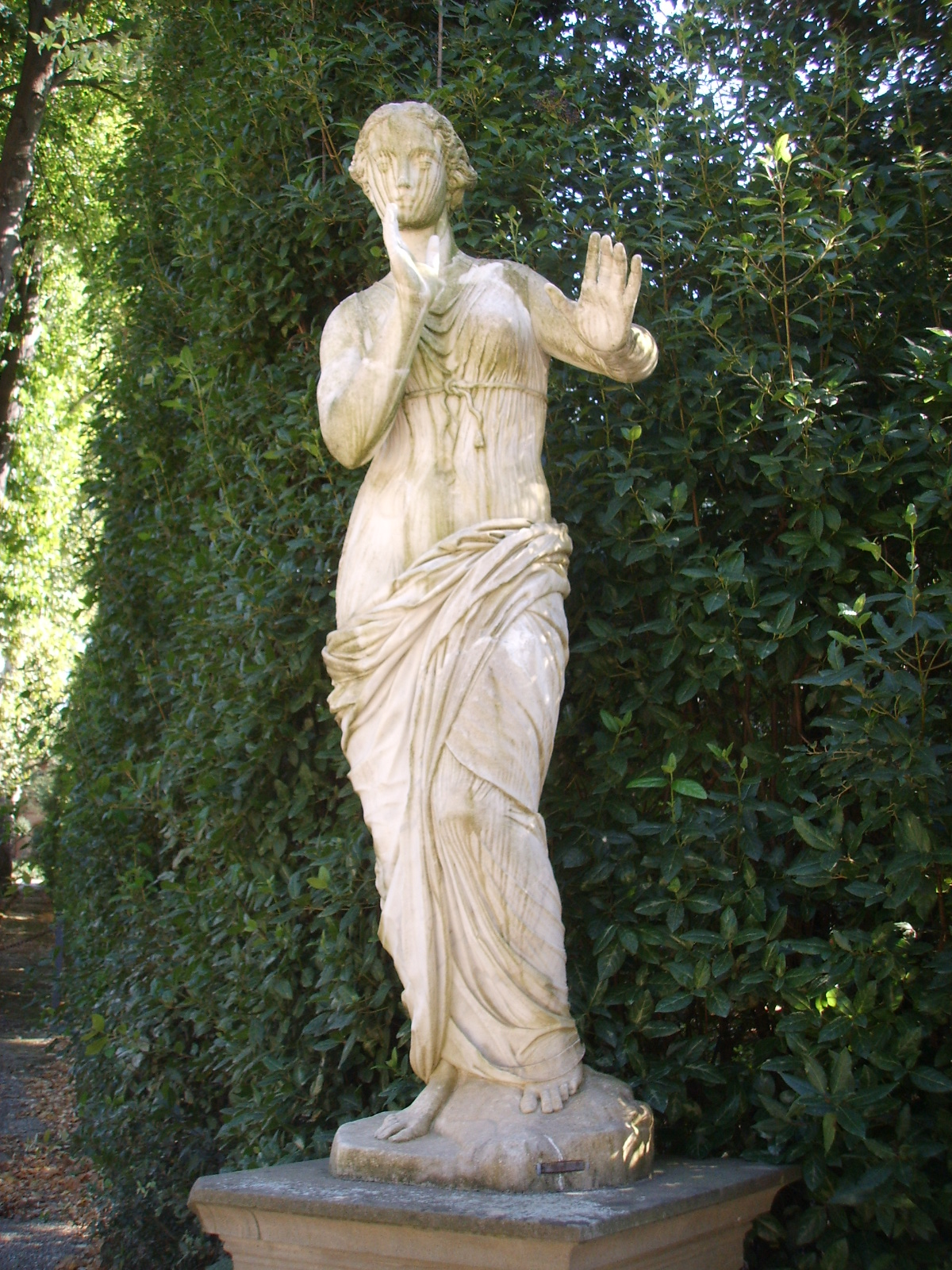
La Modestia
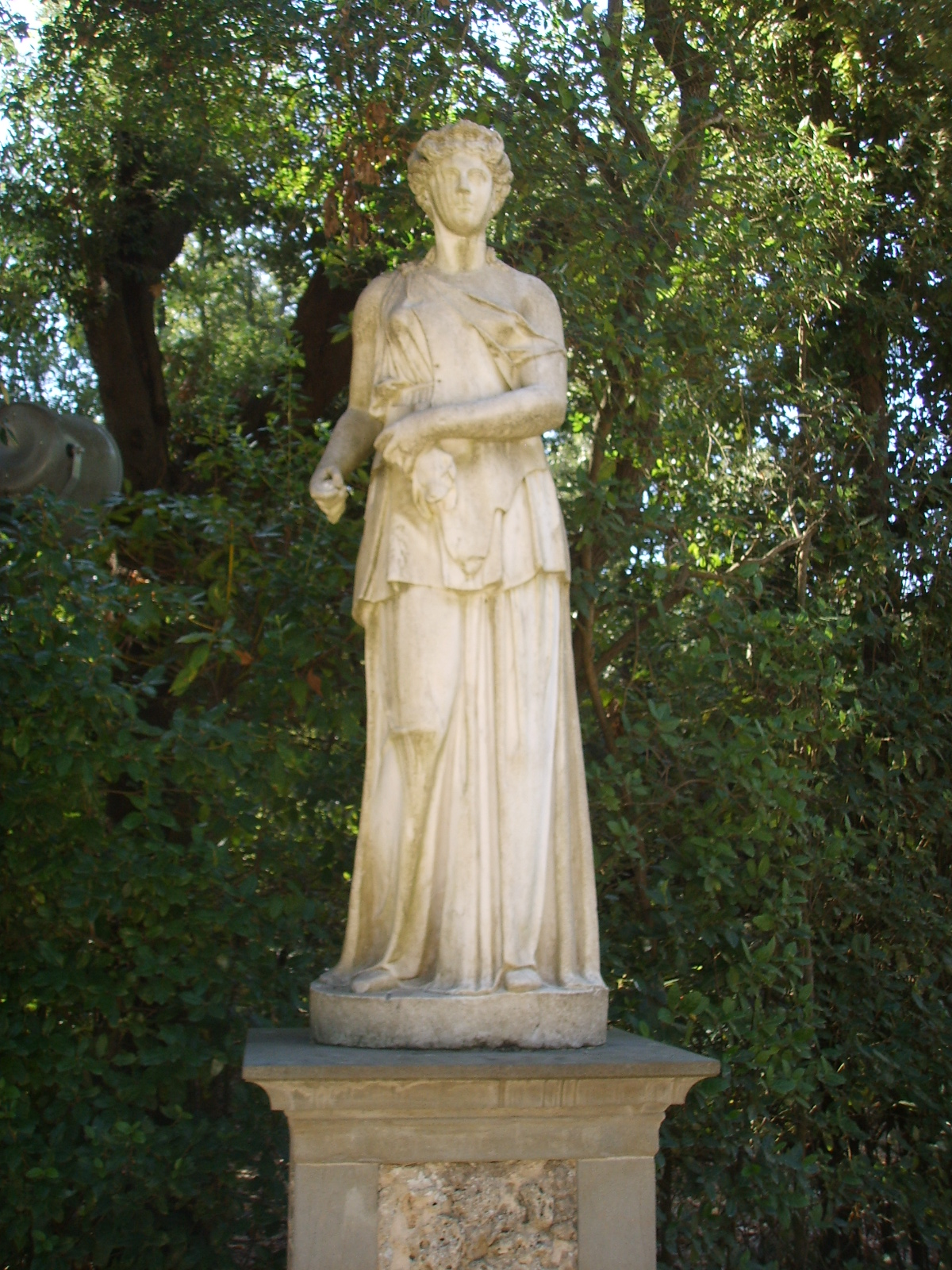
Ninfa

#### Isolotto

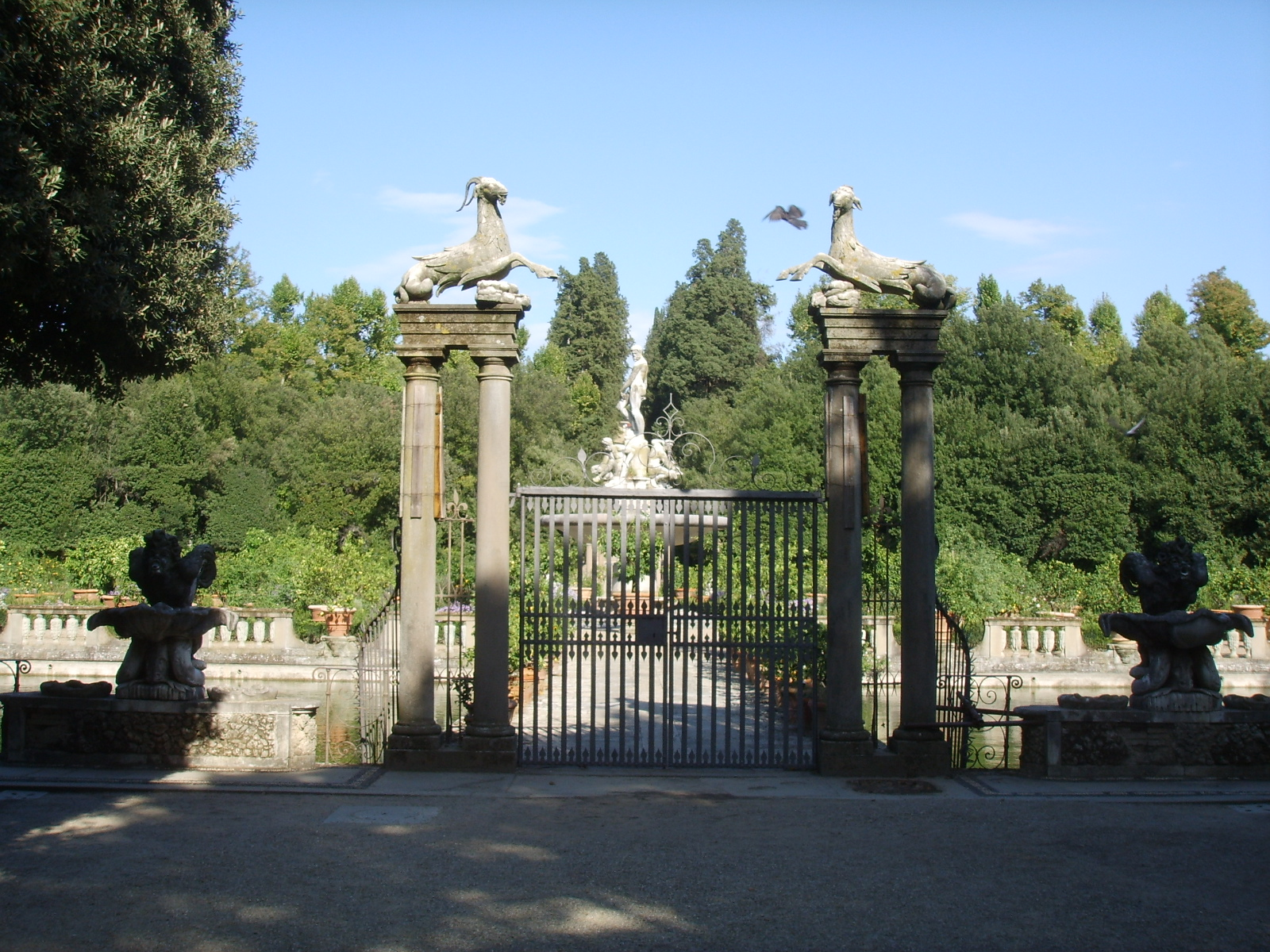
Brána přes kanál k ostrůvku Isolotto s motivy kozoroha

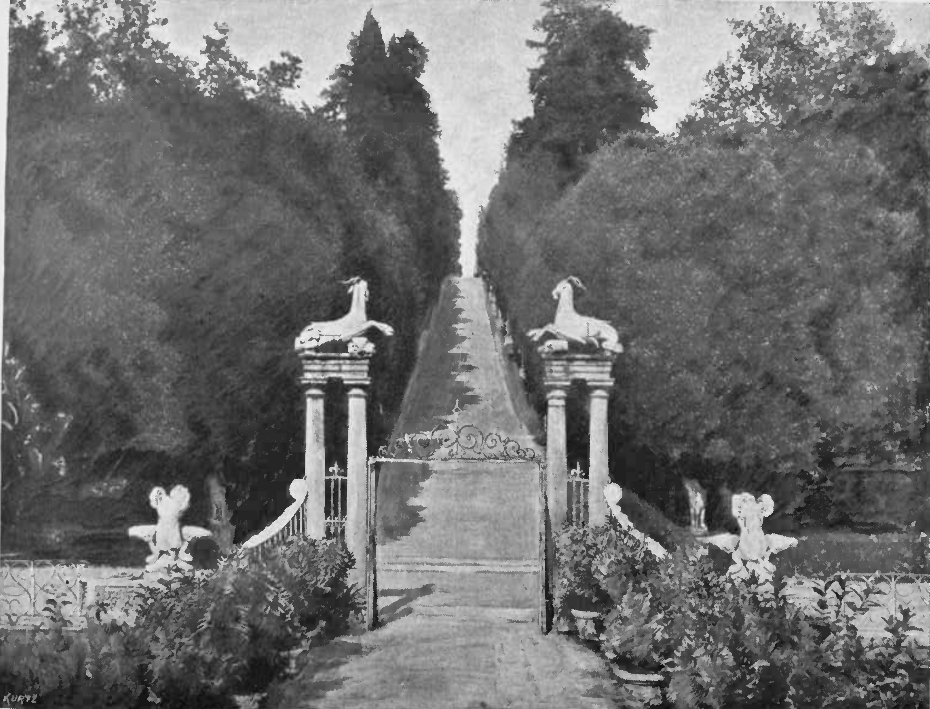
Stejné místo, fotografie z roku 1893

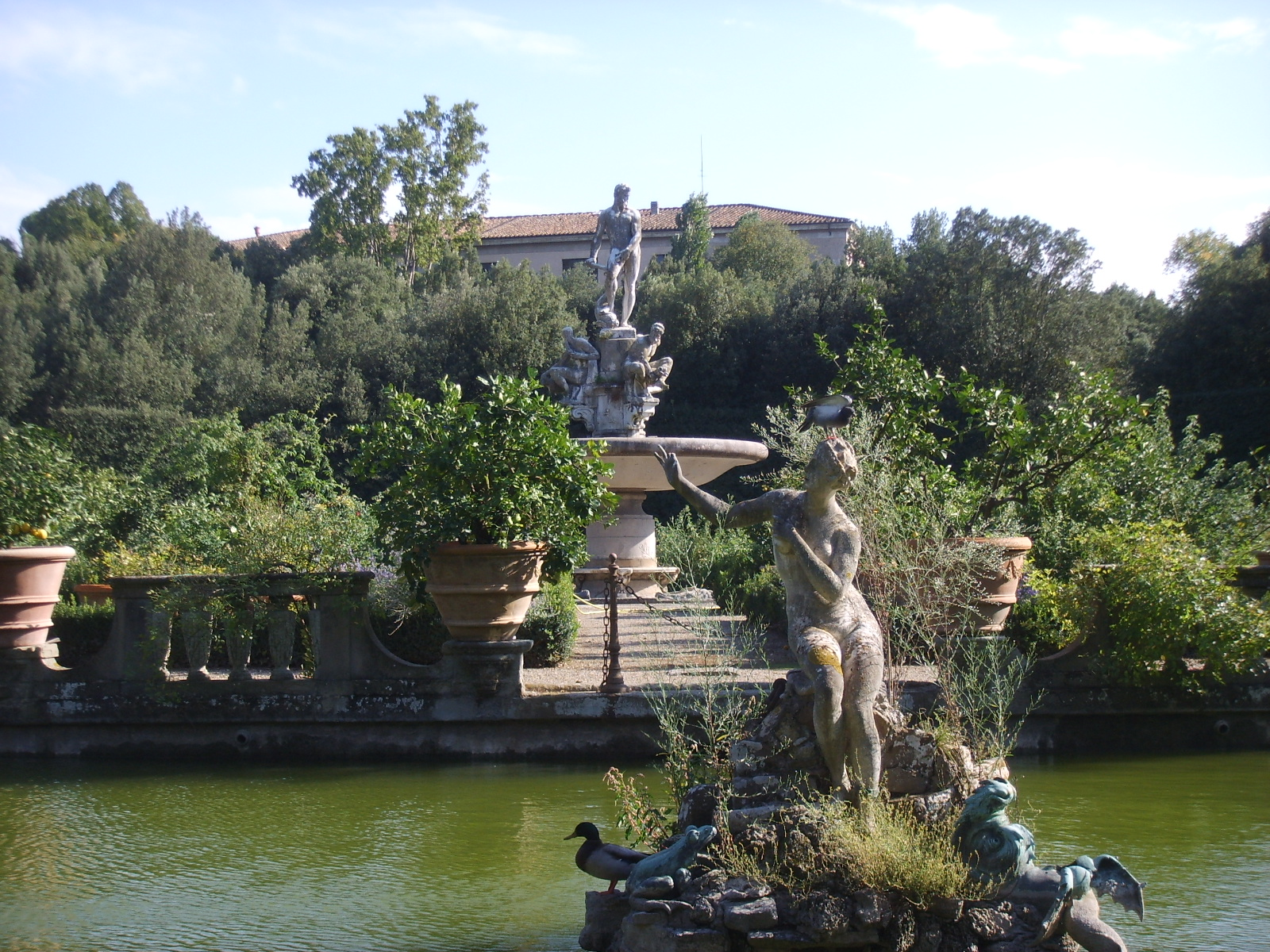
Andromeda a Fontana dell'Oceano

Zahradní úprava Vasca dell'Isola, nazývaná také Isolotto byla vytvořena architekty Alfonso e Giulio Parigi v roce 1618.
Středobodem pozornosti je velká kruhová nádrž, uprostřed s ostrovem spojeným s pevninou dvěma mosty. Velké brány mostů jsou podporovány dvěma sloupci, z nichž na každém stojí socha Kozoroha, zvíře symbolem moci velkovévodství. Po stranách sloupů jsou kašny s fantastickými motivy, ve tvaru mytických harpyjí, které nalévají vodu do nádrží ve tvaru mušlí, s výzdobou.
Podél osy kolmé k Viottolone jsou čtyři fontány na vnější balustrádě, dvě na každé straně: prameny Arpie (Harpyjí) a Putti, zdobené propletenými delfíny, mořskými živočichy, fantastickými maskami a sochami okolo vrcholu. V severozápadní části je socha Andromeda připoutaná za kotník ke skále. Socha Persea vyhlíží jako by hrdina právě vyskočil z vody v nádrži, což je účinek, který zdůrazňují vodní trysky.
Ve středu plošiny, je ostrov obklopený kamennou balustrádou. Centrum ostrova zdobí fontána Fontana dell'Oceano od Giambologna. Fontána se skládá ze základny s basreliéfy Il ratto di Europa (Znásilnění Európy), il Trionfo di Nettuno (Triumfující Neptun) a Il bagno di Diana (Dianina lázeň). Základna podepírá velkou kruhovou mísu z žuly z ostrova Elba, nad níž stojí socha Neptuna, ležící uprostřed božských řek. Ty představují Nil, Ganga a Eufrat, symbolicky proudící do velkého bazénu, který představuje oceán. Fontana dell'Oceano, je mnohem starší, než tato část zahrady a původně stála ve středu amfiteátru Boboli. Byla přemístěna v roce 1576 a stala se prototypem pro všechny sochy na toto téma. Původní fontána je nyní v Museo nazionale del Bargello, zde je tedy kopie.

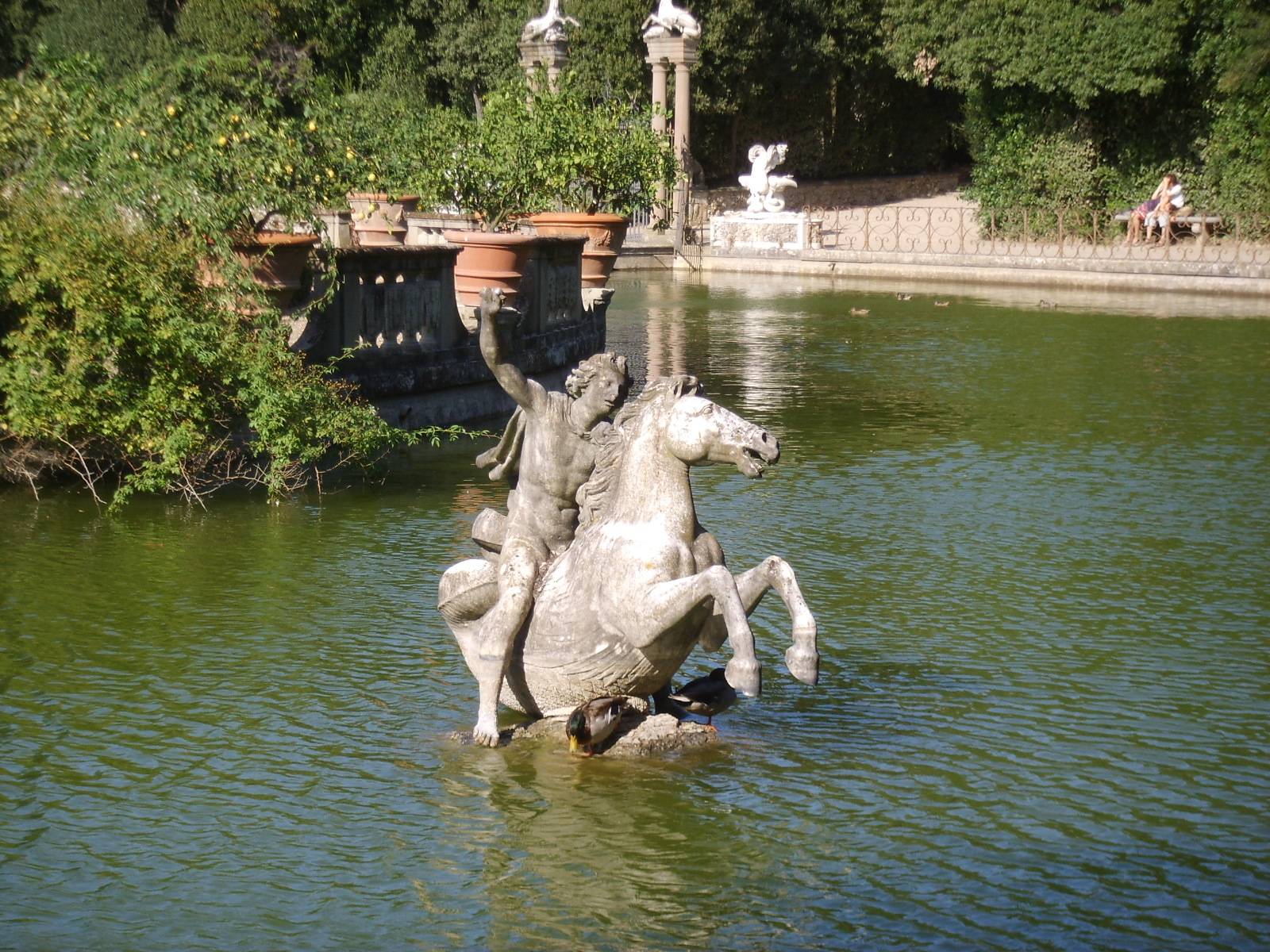
Jezdecká socha zobrazující hrdinu Persea, Perseo.
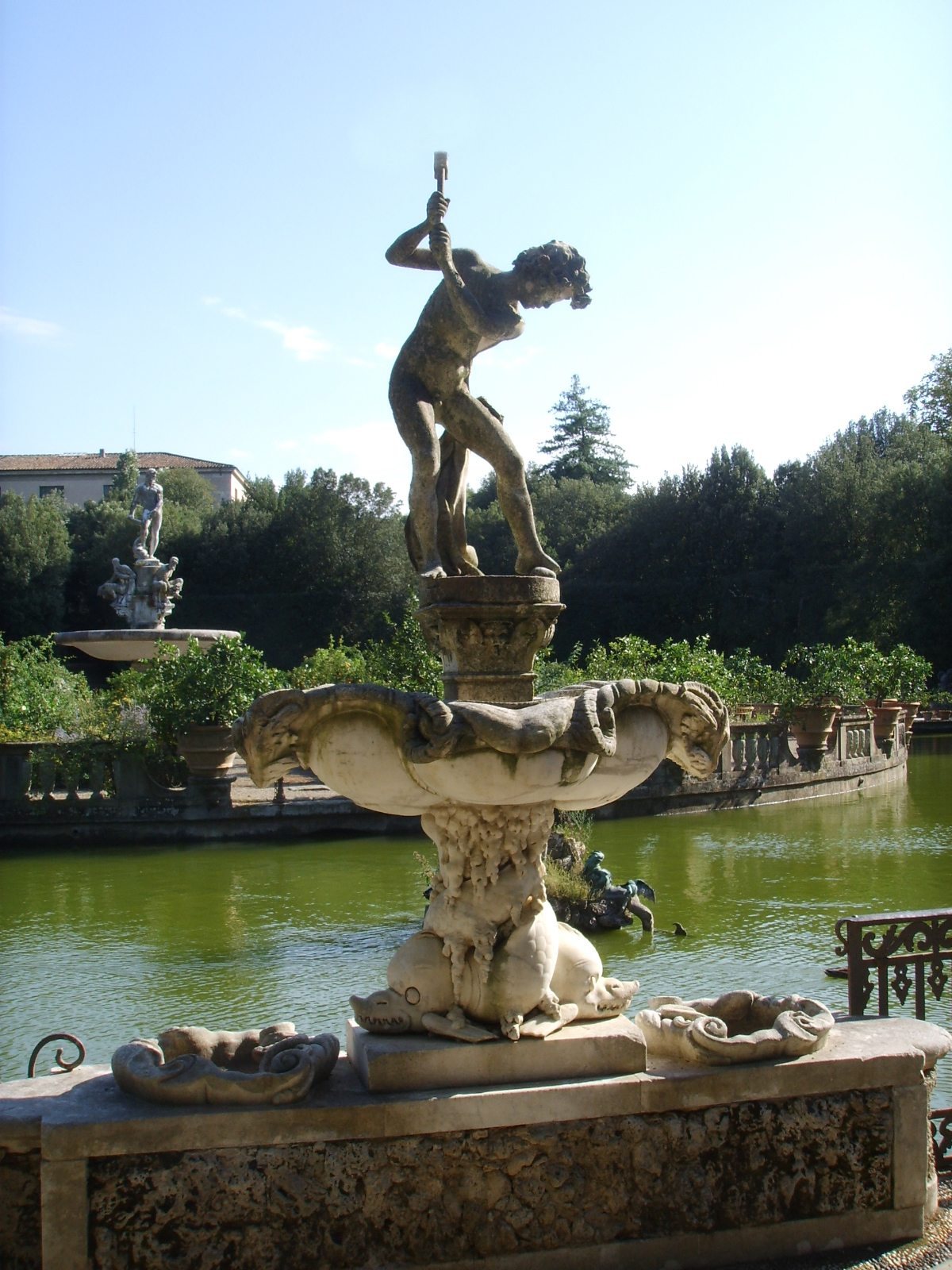
Fontána Fontane dei Putti
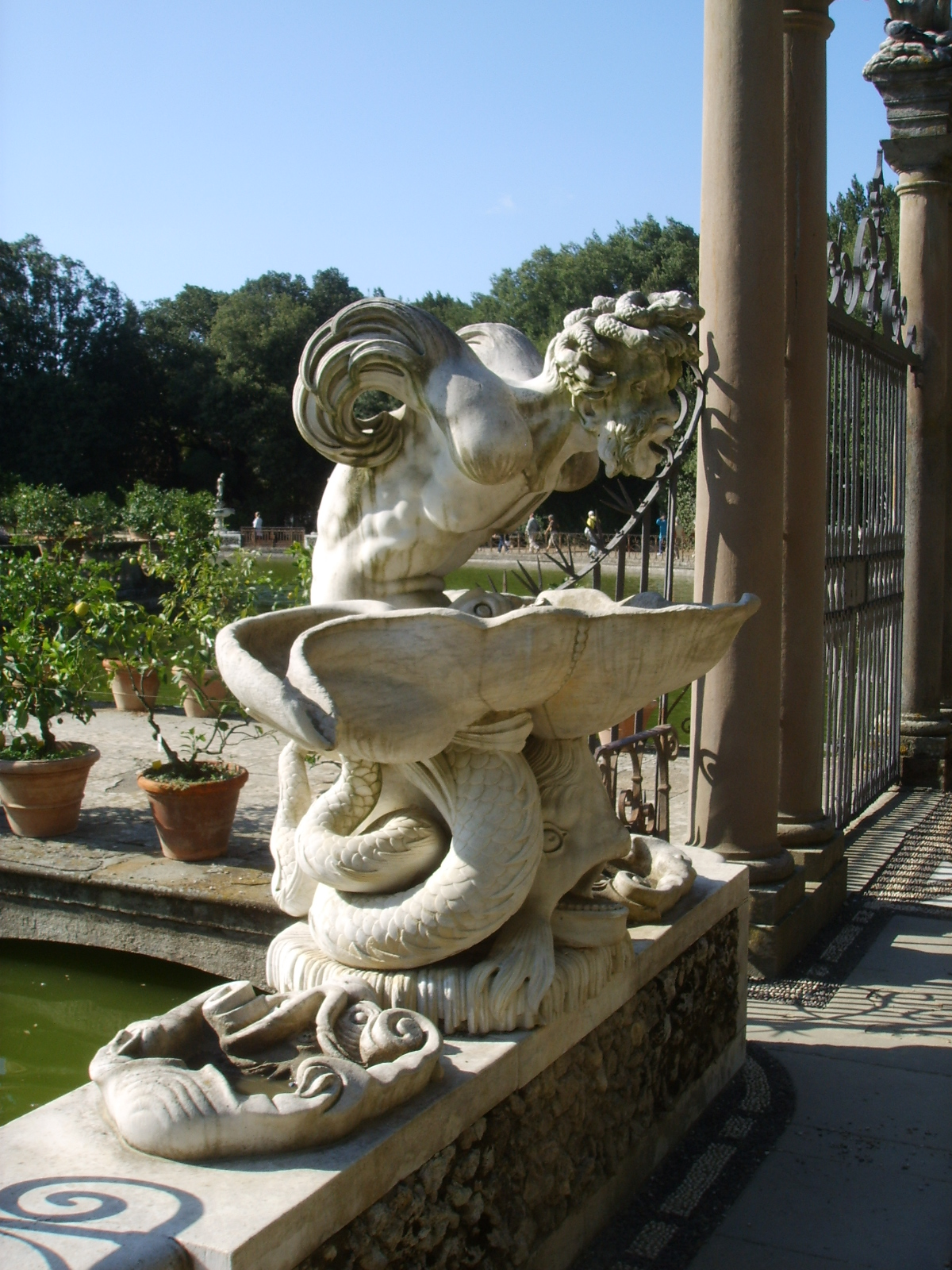
Fontána Arpie (sever)
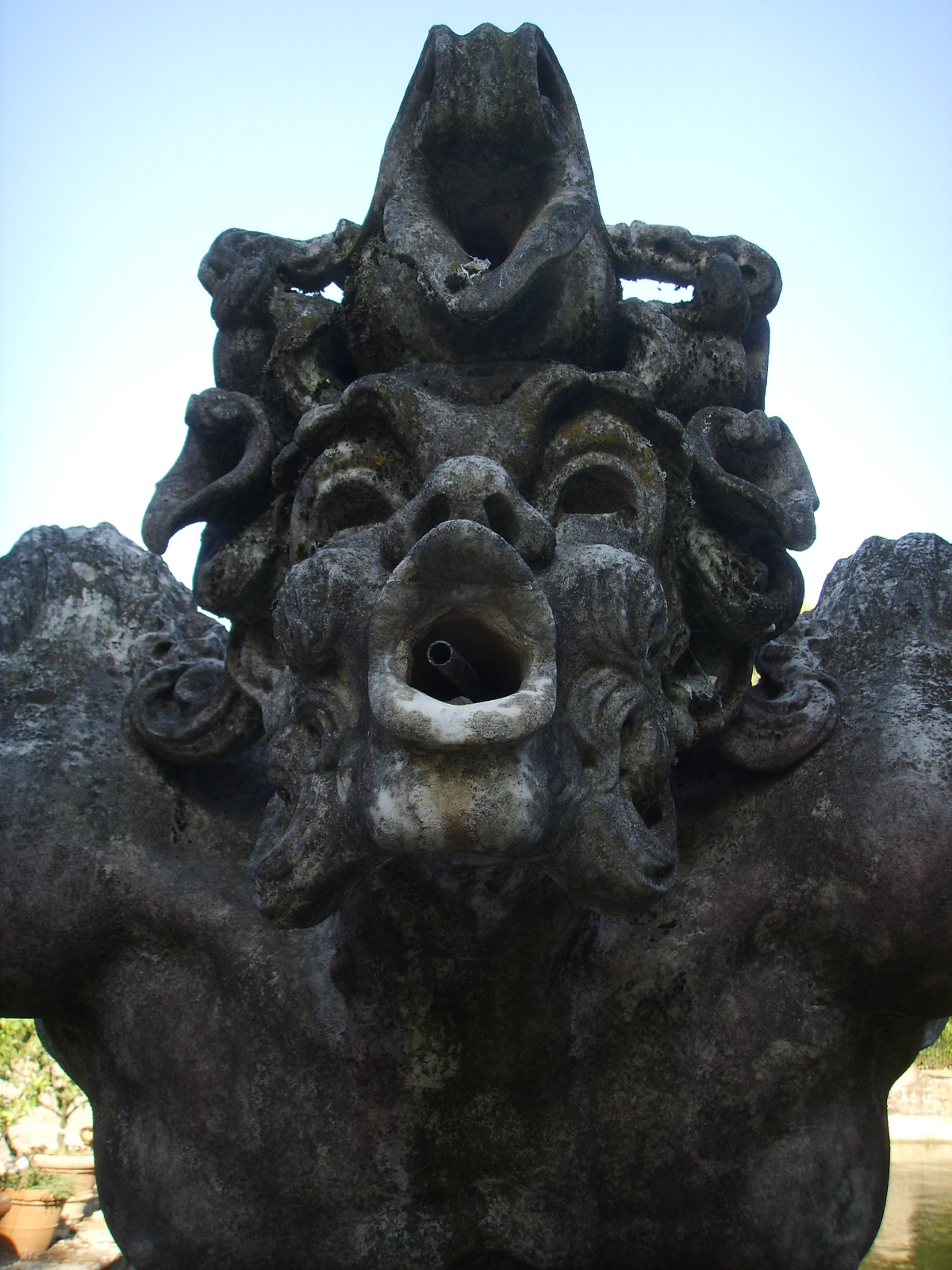
Detail fontány Arpie (jih)

#### L'Emiciclo Prato delle Colonne

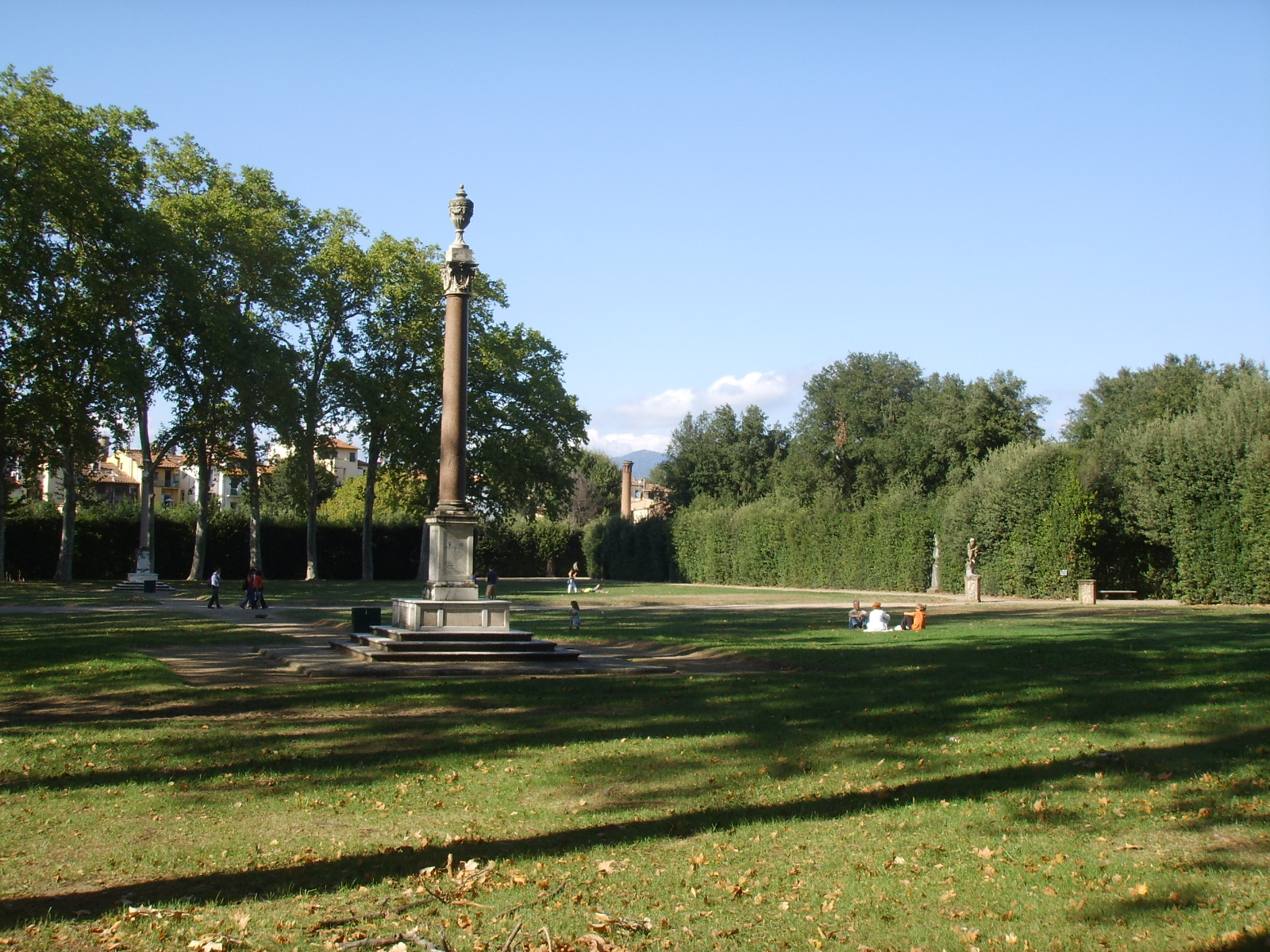
L'emiciclo o prato delle Colonne

Osa Viottolone je oddělena od ostrůvku Isolotto dvěma symetrickými háji označující neoklasický vstup s malými obelisky, za kterým je velký půlkruhový prostor nazývaný Emiciclo nebo Prato delle Colonne, tvořený kolem dvou sloupců z červené egyptské žuly podpírajících vázy z bílého mramoru, které patřily Lordu Cowerovi.
L'Emiciclo je na zakřivené straně obklopen řadou platanů pravidelně přerušovaných dvanácti výklenky se sochami (většinou bysty ze sedmnáctého století). Strana se skládá z rovného vysokého živého plotu ze zimostrázu s výklenky v zeleni obsahující čtyři staré obrovské bysty: bysta Giove Serapide, Giove, bysta divinità maschile, nejasná Claudio Imperatore a pozoruhodná socha Volcano (Vulkán) od autora Chiarissimo Fancelli.

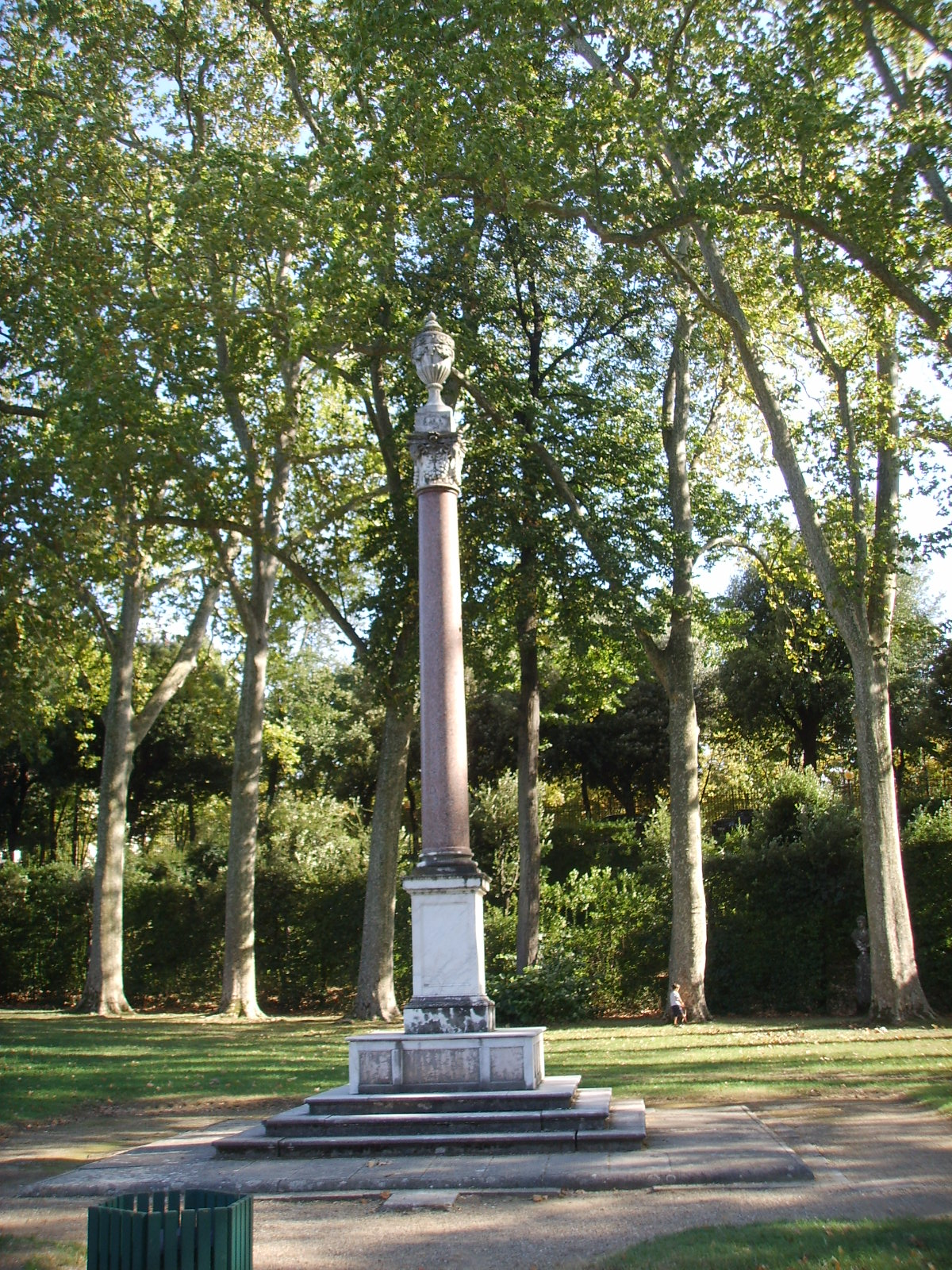
Jeden ze sloupců s platany v pozadí
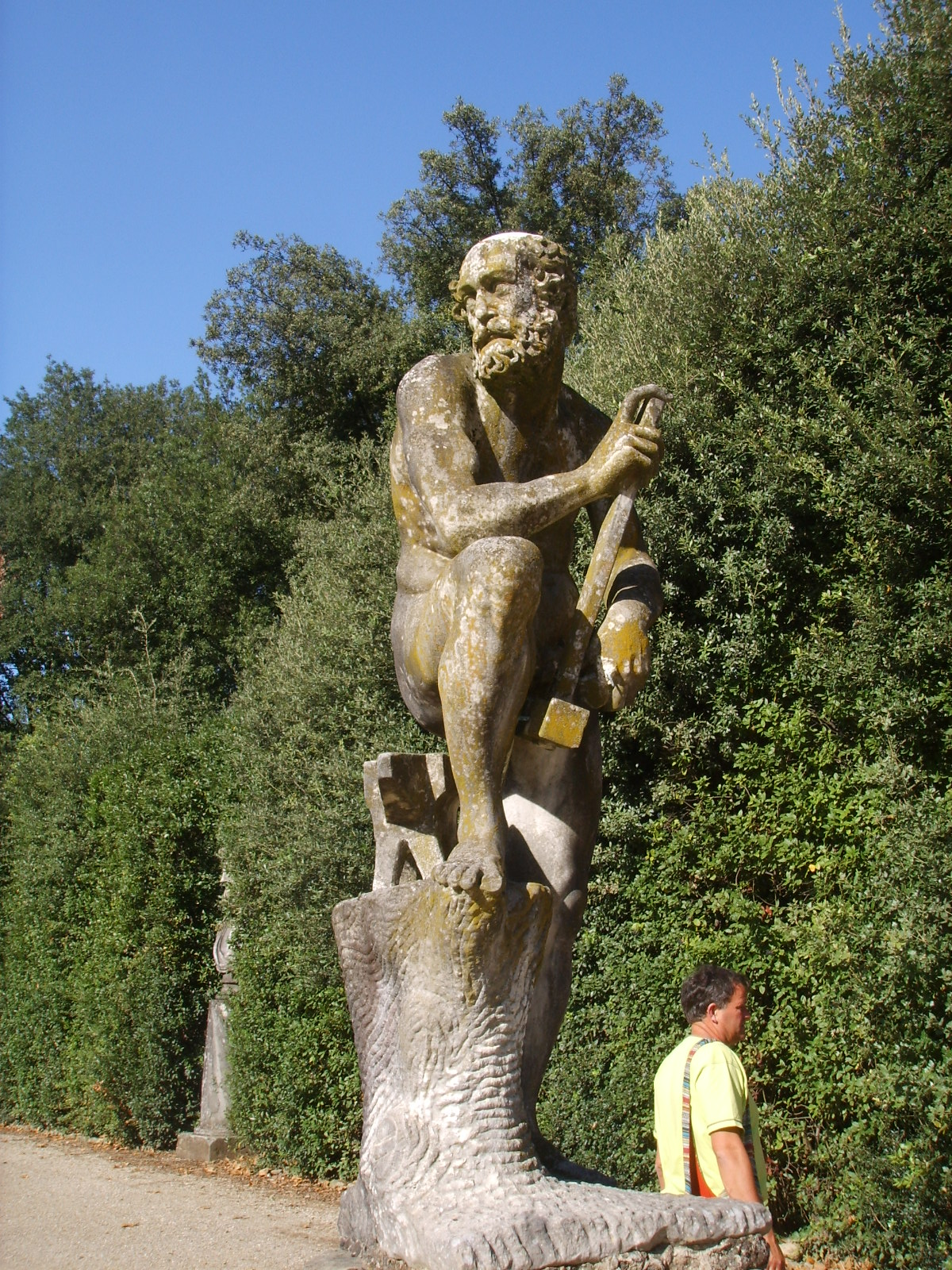
Socha Vulcano (Vulkán)
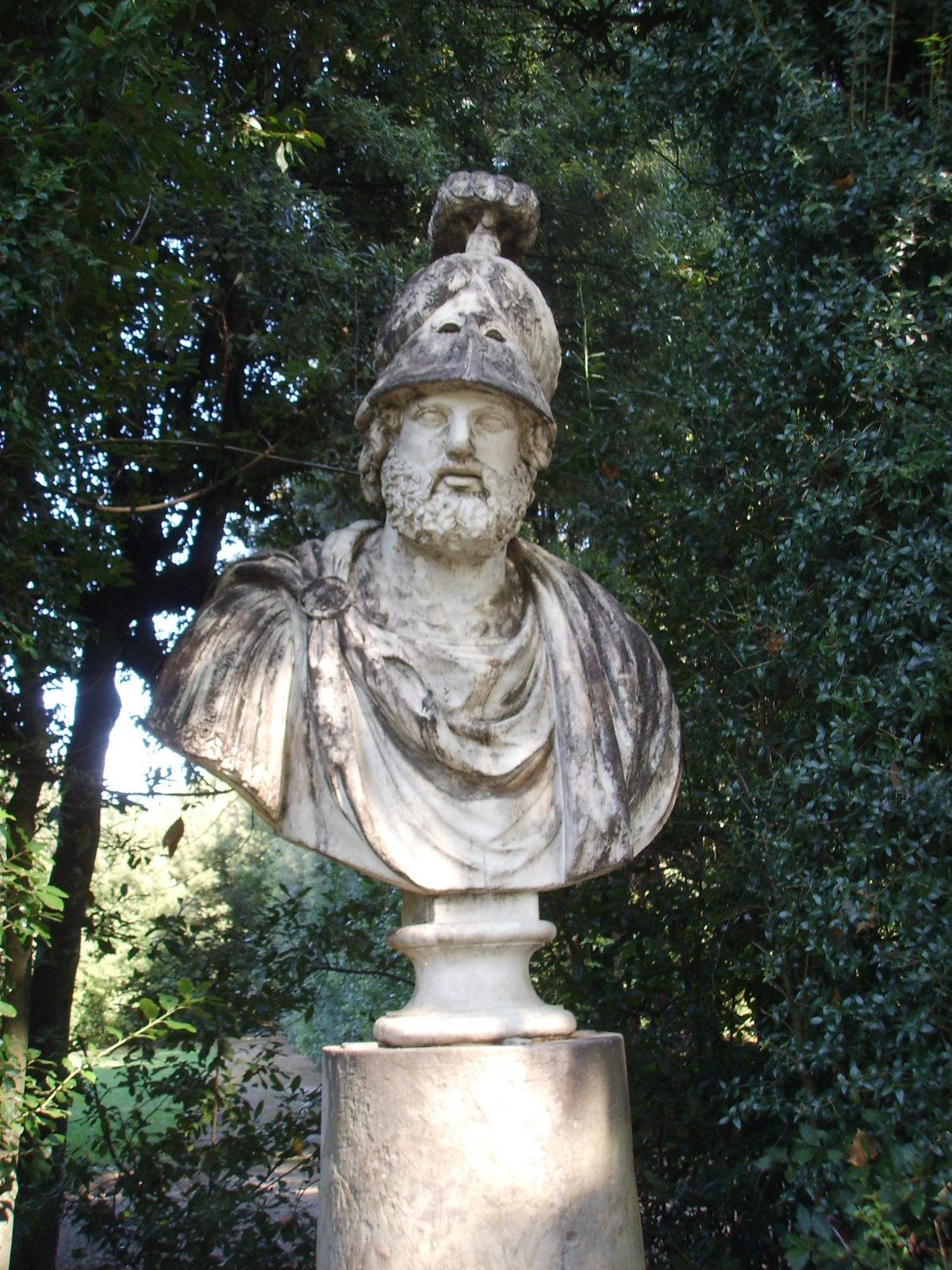
Obrovská bysta Giove Serapide

#### Směrem k Porta Romana

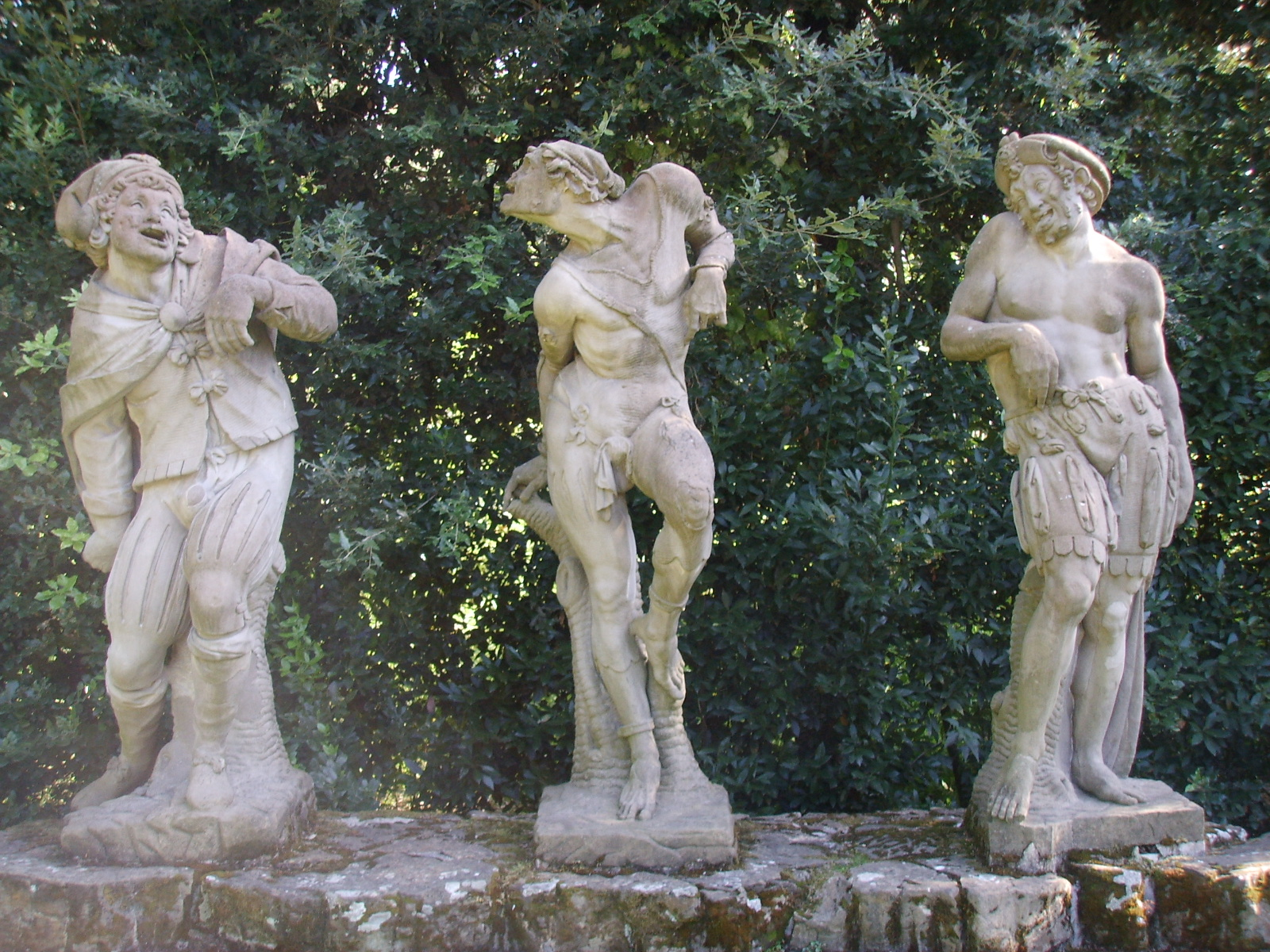
Tři groteskní sochy od Romolo del Tadda

Vrchol zahrady, za L'Emiciclo Prato je osázen kruhovitými geometricky pravidelně udržovanými živými ploty, kde jsou umístěny početné kamenné sochy, jako tři groteskní postavy,jejichž autorem je Romulus Tadda, postavy Venere, Amore, Architettura. Zajímavá je také kašna od Botticelliho, sestávající ze sochy sedláka, který vyprazdňuje barel (autor Giovanni Fancelli, 1560) a nádrž upravená jako románský sarkofág. Podobné je také Uomo che vanga (lze přeložit jako „Ryjící muž“) od Valerio Cioli a Giovanni Simone Cioli.
V přední části Porta Romana je významné dílo Perseus od Vincenzo Danti, (původně umístěn ve Villa medicea di Pratolino) které je obklopeno kruhem ze zimostrázu. Je zde také římský sarkofág zobrazující fatiche di Ercole (pracujícího Hercula).

#### La limonaia

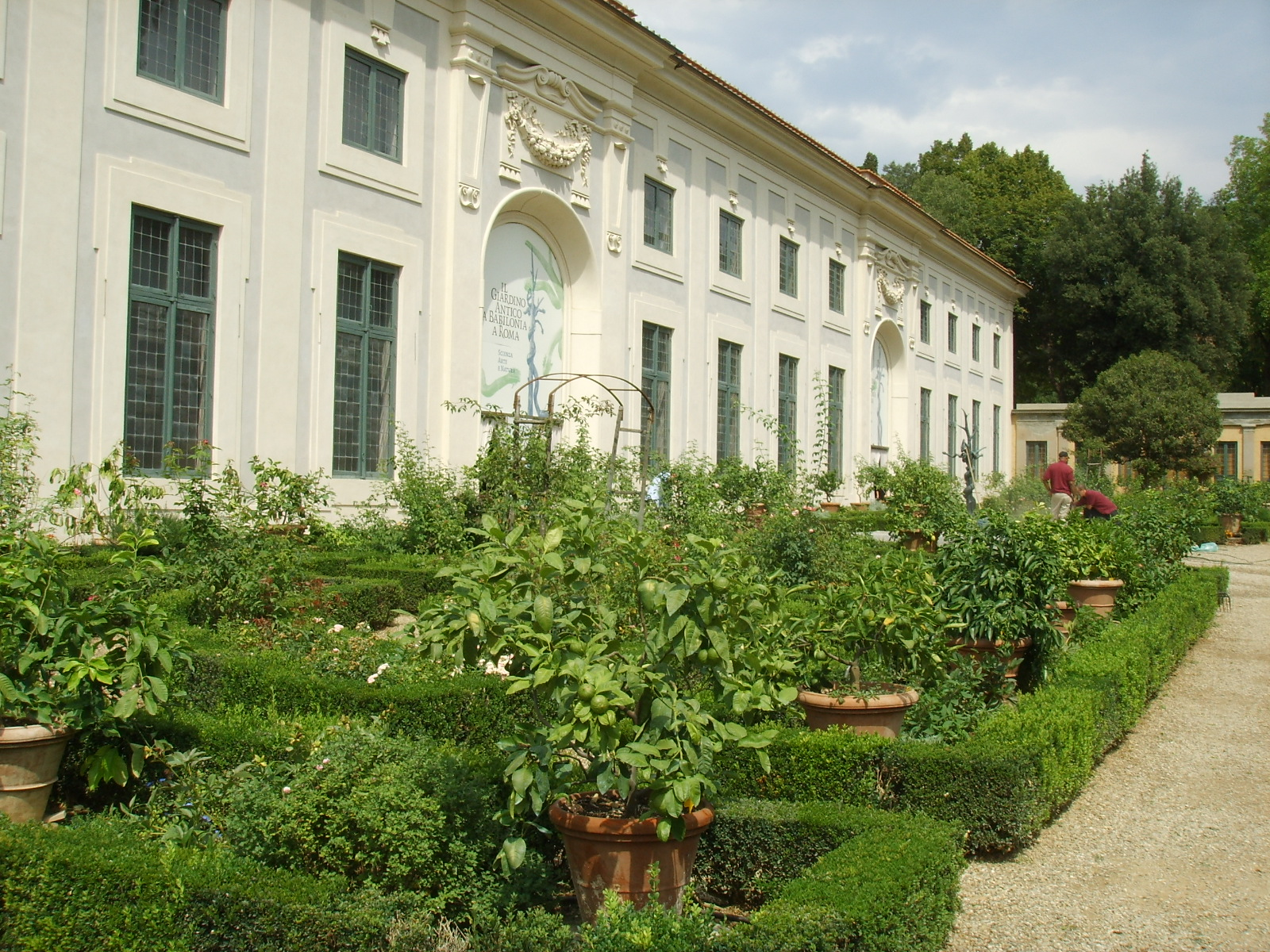
La Limonaia

Medicejští jsou pokládáni za první, kdo šířili módu pěstování citrusů na svých zahradách. Citrusové plody patří mezi rostliny, které nerostou v Toskánsku běžně, protože zimy jsou zde příliš chladné a byly tak ve skutečnosti považovány za exotické rostliny. Jejich okrasné hodnoty vedly k rozšíření těchto rostlin. Protože však citrusy během zimy musely být chráněny v interiéru, byly pro účel jejich ochrany obvykle vybudovány speciální budovy nazývané limonaia (oranžérie). Citrusy, které byly využívány pro tyto okrasné účely nebyly tedy vysazeny ve volné půdě, ale ve velkých hliněných nádobách nazývaných conche (podobně jako dnešní mobilní zeleň), které byly ručními díly, a samy o sobě byly cennou ozdobou. Citroníky mají mít mírné, ale suché mikroklima, takže byly používány podlahy z materiálů které umožňují lepší absorpci vlhkosti. La limonaia Boboli se nachází na půl cesty mezi Palácem Pitti a na konci zahrady. La limonaia je výsledkem přestavby bývalé výrobny soch a mozaiky. Byla rekonstruována kolem roku 1778, autorem návrhu je Zanobi del Rosso, v rámci rozsáhlé rekonstrukce zahrady si úpravu objednal Leopold II.
Toto místo bylo v době Cosima III zvěřincem domácích mazlíčků, kde byly chovány exotická zvířata, které Cosimo koupil či obdržel jako dary od cizích vladařů. Nyní jsou vycpaniny žirafy nebo hrocha v muzeu Museo della Specola. Rovněž zde ovšem byly chovány hospodářská zvířata pro kuchyni. Dříve byly známé citrusové plody uchovávány v Stanzonaccio od Giulio Parigi (1618), avšak to bylo po úpravách zahrady příliš vzdáleno.
Průčelí „La limonaia“ je tvořeno pravidelným opakováním čtyř polí se čtyřmi okny a čtyřmi horními okny oddělenými podélnými reliéfy fasády. Na vrcholu je reliéf s ovocem. Na oknech byla použita barva "Verde Lorena", která je použita i v kavárně, ale na rozdíl od barev budovy La Limonaia zůstala po staletí stejná (pouze obnovena, v říjnu 2004). Sochy na fasádě představují múzy (le Muse), v přední záhony jsou dvě múzy a sousoší Fortuna s rohem hojnosti, dílo, které je římskou kopií helénské sochy, stejně jako Suonatore di cornamusa (Hráč na dudy) od autora Giovanni Battista Caccini.
V zimním období je La limonaia naplněna mnoha rostlinami, zejména citrusy, z nichž některé jsou původními kultivary pěstovanými zde v době, kdy zde sídlil rod Medicejských.

#### Oblast kolem Annalena

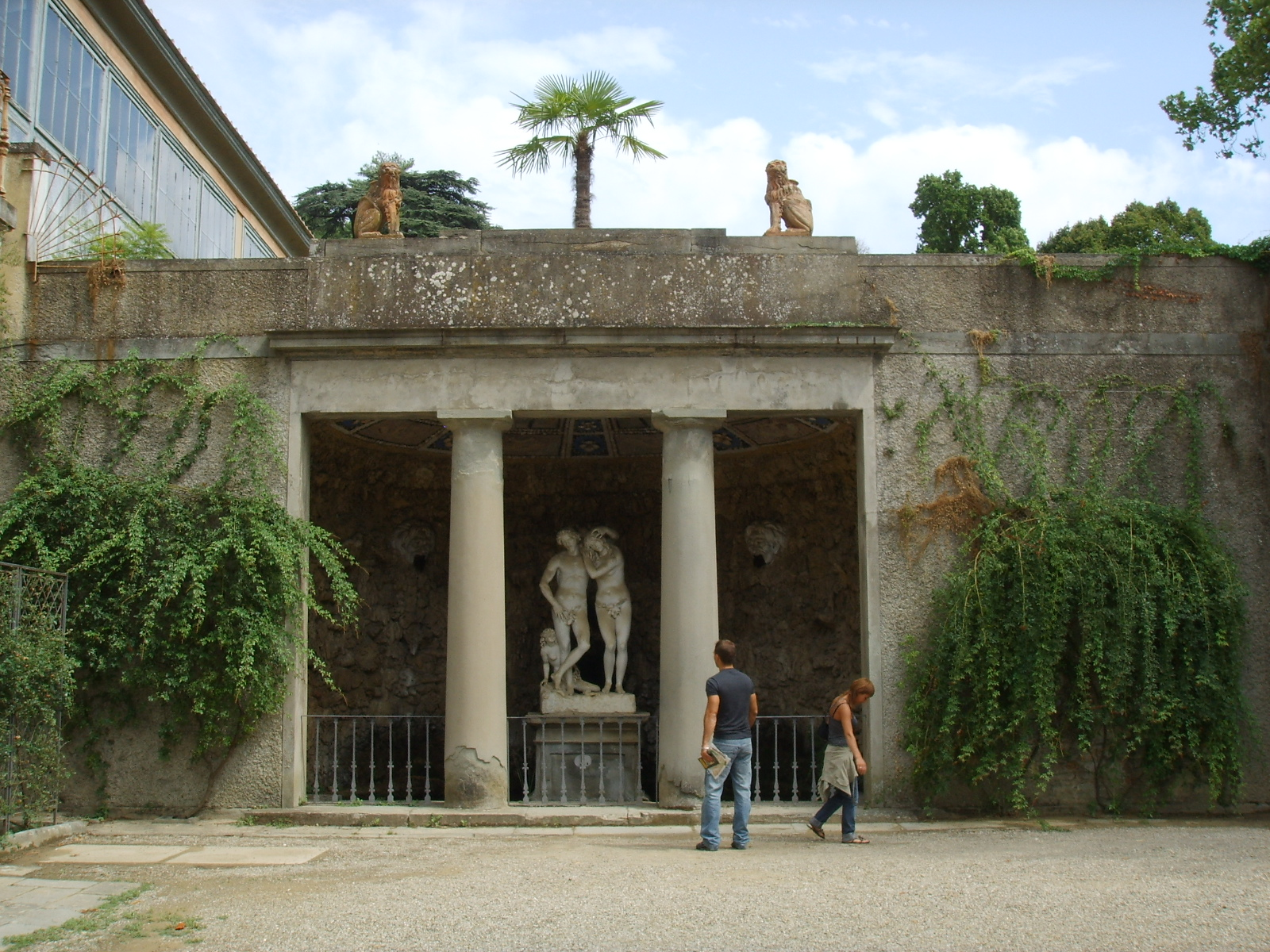
La Grotta di Adamo ed Eva (Jeskyně Adama a Evy)

Vyhlídku z tohoto vstupu zdobí Grotta di Adamo ed Eva (Jeskyně Adama a Evy) (1817), upravená do podoby malého půlkruhu s předsunutými dvěma sloupky podpírajícími lišty. Interiér je vyzdoben kamennými mozaikami, a barevnými kamínky. Jméno pochází od sousoší Adama a Evy od Michelangelo Naccherino (asi 1616).
Na stejné straně Via Romana, směrem k Paláci Pitti, se lze dostat do domu Palazzina di Annalena, malé budovy v neoklasicistním stylu, jejímž architektem je Cacialli.

#### La Palazzina della Meridiana

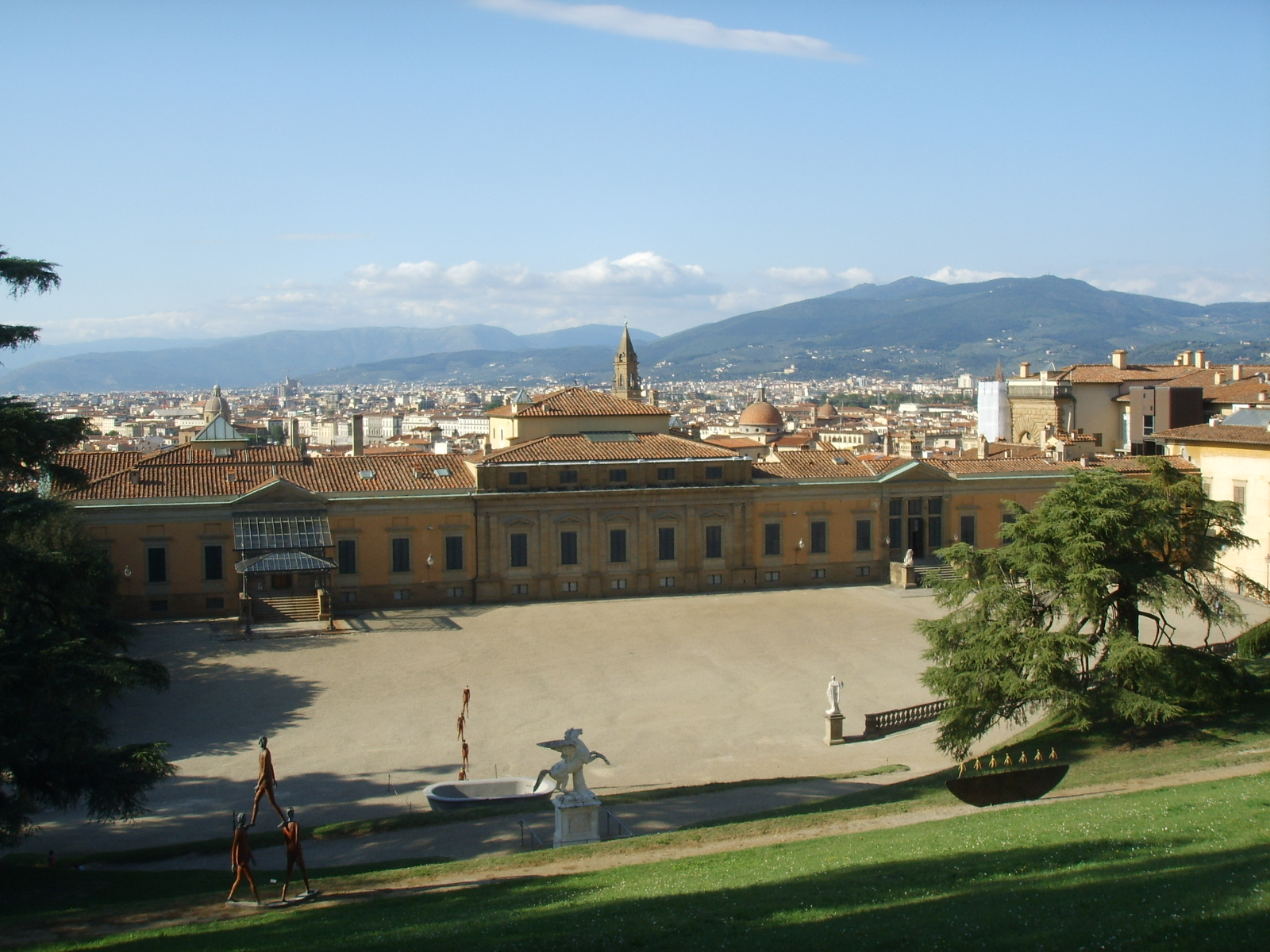
La Palazzina della Meridiana

Budova La Palazzina della Meridiana, je dílo započaté v období neoklasicismu autorem Gaspare Maria Paoletti na zakázku Leopolda II. v roce 1778, byla dokončena P. Pocciantim mezi lety 1822–1840. Dílo je pojmenováno podle slunečních hodin které se zde nacházejí.
Objekt Palazzina della Meridiana je přístupný z Palazzo Pitti a jsou zde zachovány fresky Episodi dei Promessi Sposi z devatenáctého století, od malíře Cianfanelliho. V současné době zde sídlí Galleria del Costume, ale před několika lety[kdy?] zde také byly vystaveny sbírky Contini-Bonacossi, jež jsou nyní součástí galerie Galleria degli Uffizi.

#### Zahrada 'del Conte'
V těsné blízkosti domu Palazzina della Meridiana je prostor nazývaný Il giardino del Conte (zahrada 'del Conte'), uzavřená živým plotem z dubů a vavřínů. Basreliéf ve tvaru ananasu u pilířů brány připomíná botanické pokusy o výsadbu exotických rostlin, které se zde konaly.
Odtud je vidět také Museo della Specola.

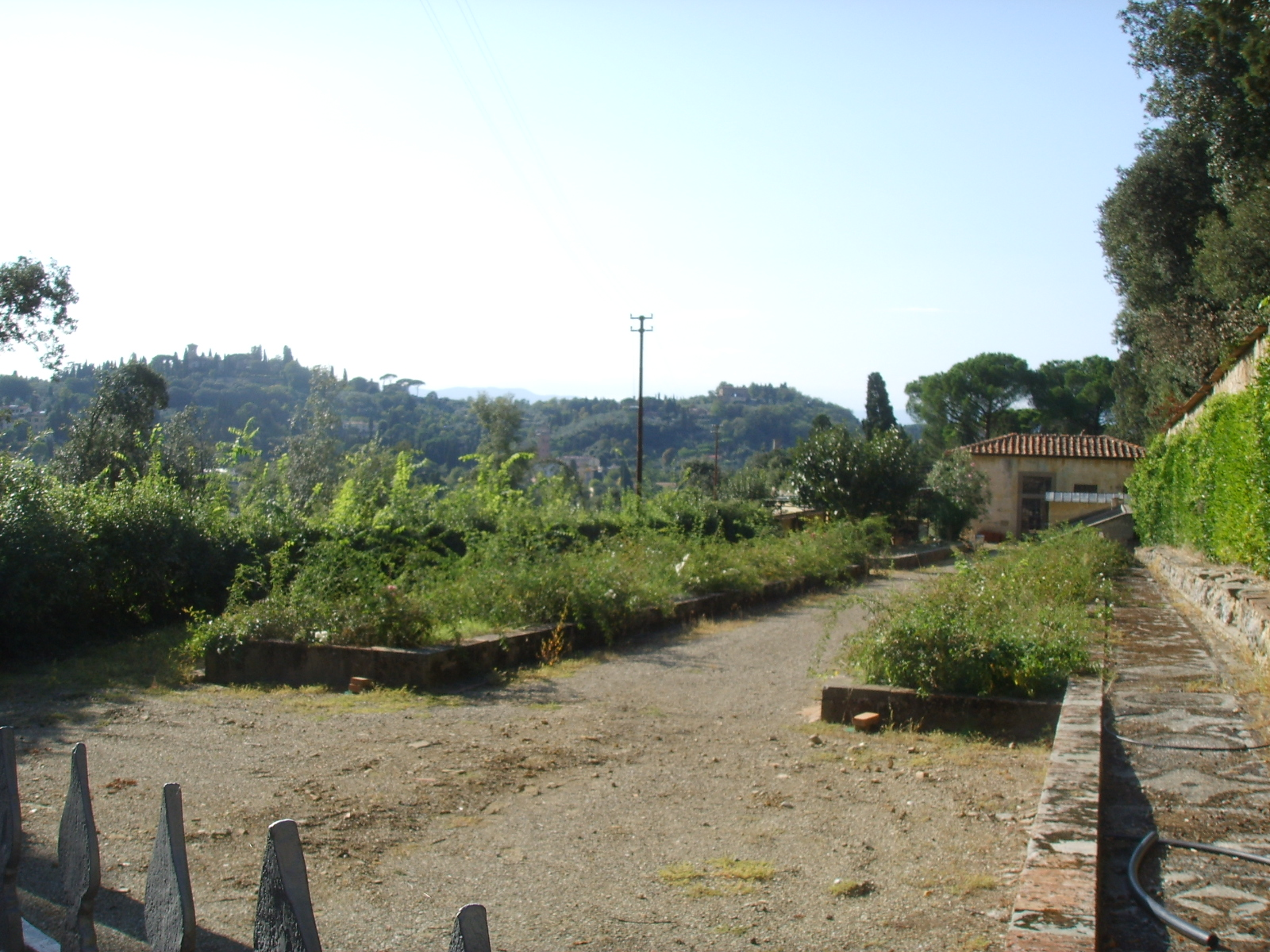
Uzavřená zahrada Il giardino del Conte
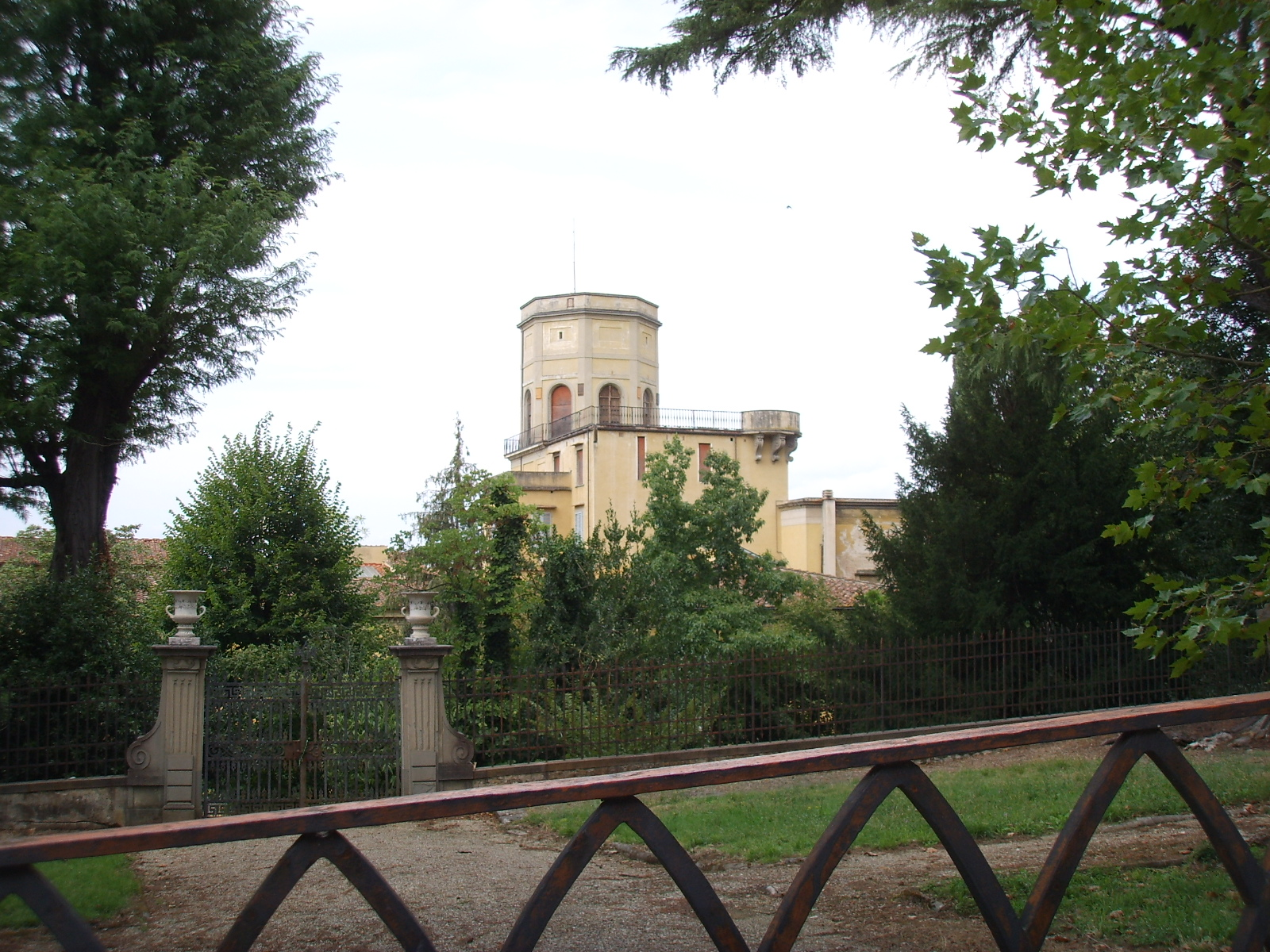
La Tribuna di Galileo která je viditelná ze zahrady